# Malta
Malta (Vollform: Republik Malta; amtlich maltesisch Repubblika ta’ Malta und englisch Republic of Malta; italienisch Repubblica di Malta) ist ein südeuropäischer Inselstaat im Mittelmeer zwischen Tunesien und Italien.
Die Republik Malta umfasst die Inseln des Maltesischen Archipels, nämlich die drei bewohnten Inseln Malta (etwa 246 Quadratkilometer einschließlich der Kleinstinsel Fort Manoel), Gozo (Għawdex, etwa 67 Quadratkilometer) und Comino (Kemmuna, etwa drei Quadratkilometer), sowie die unbewohnten Kleinstinseln Cominotto (Kemmunett), Filfla, Saint Paul’s Islands (Gżejjer ta’ San Pawl, auch Gżejjer ta’ Selmunett genannt) und Fungus Rock (Ġebla tal-Ġeneral, auch Ħaġret il-Ġeneral). Politisch gliedert sich die Hauptinsel Malta in zwei Regionen mit fünf Bezirken. Gozo und Comino bilden zusammen die dritte Region und den sechsten Bezirk. Bei den Römern hieß die heutige Stadt Mdina Melita; dieser Name geht wahrscheinlich auf die punische Bezeichnung für einen Zufluchtsort, malet, zurück, was auch der Ursprung des heutigen Namens der Insel sein dürfte.
Mit rund 520.000 Einwohnern (im Jahr 2020) auf 316 Quadratkilometern Fläche gilt Malta als der Staat mit der sechsthöchsten Bevölkerungsdichte weltweit. Der Großteil der Bevölkerung konzentriert sich auf die Hauptstadtregion Valletta, in der rund 394.000 Einwohner leben. Sowohl nach Einwohnerzahl als auch Fläche ist Malta etwa so groß wie die norddeutsche Großstadt Bremen.
In der späten Jungsteinzeit wurden auf dem Archipel bedeutende Megalithtempel errichtet, deren Überreste zum UNESCO-Welterbe zählen. Die maltesische Kultur wurde geprägt von den mediterranen Großreichen, etwa der Karthager, Römer, Byzantiner und Araber, zu denen die Inselgruppe in der Antike und dem Mittelalter gehörte; in Religion und Brauchtum ist sie vor allem vom römisch-katholischen Süditalien beeinflusst, sprachlich vom Arabischen. Eine eigenständige Entwicklung erfuhr sie ab 1530 unter der Herrschaft des souveränen Malteserordens, dessen Malteserkreuz ein nationales Symbol des Inselstaates geworden ist. Ab 1814 britische Kolonie, erlangte Malta am 21. September 1964 die Unabhängigkeit. Am 1. Mai 2004 trat das Land der Europäischen Union bei, deren kleinster Mitgliedstaat es seither ist. Am 1. Januar 2008 führte Malta den Euro ein. Vom 1. Januar bis zum 30. Juni 2017 hatte Malta erstmals die EU-Ratspräsidentschaft inne. 2018 war Valletta gemeinsam mit Leeuwarden (Niederlande) Kulturhauptstadt Europas.
Die Amtssprachen des Landes sind Maltesisch und Englisch; die Muttersprache der Malteser ist in der Regel das Maltesische, das auch als Nationalsprache Maltas gilt.

## Geographie

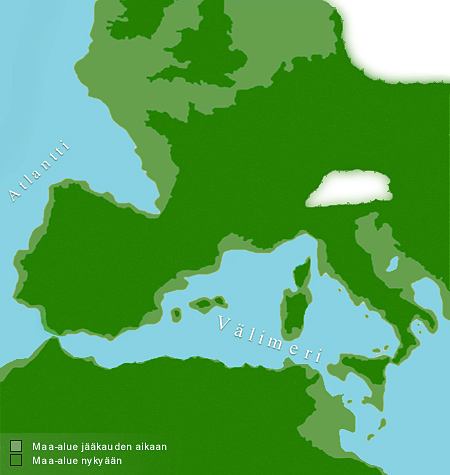
Küstenlinie während der letzten Eiszeit

Malta zählt mit einer Fläche von 316 Quadratkilometern zu den Zwergstaaten, ist etwas kleiner als die Stadt Bremen und knapp doppelt so groß wie das Fürstentum Liechtenstein. Die Maltesischen Inseln liegen 81 Kilometer südlich der Küste Siziliens, 350 Kilometer nördlich der libyschen Hafenstadt al-Chums, 150 Kilometer nordöstlich der italienischen Insel Lampedusa und ungefähr 285 Kilometer südöstlich der tunesischen Halbinsel Kap Bon. Malta ist neben Zypern das einzige Land der Europäischen Union, das gänzlich südlich des 37. Breitengrads liegt.

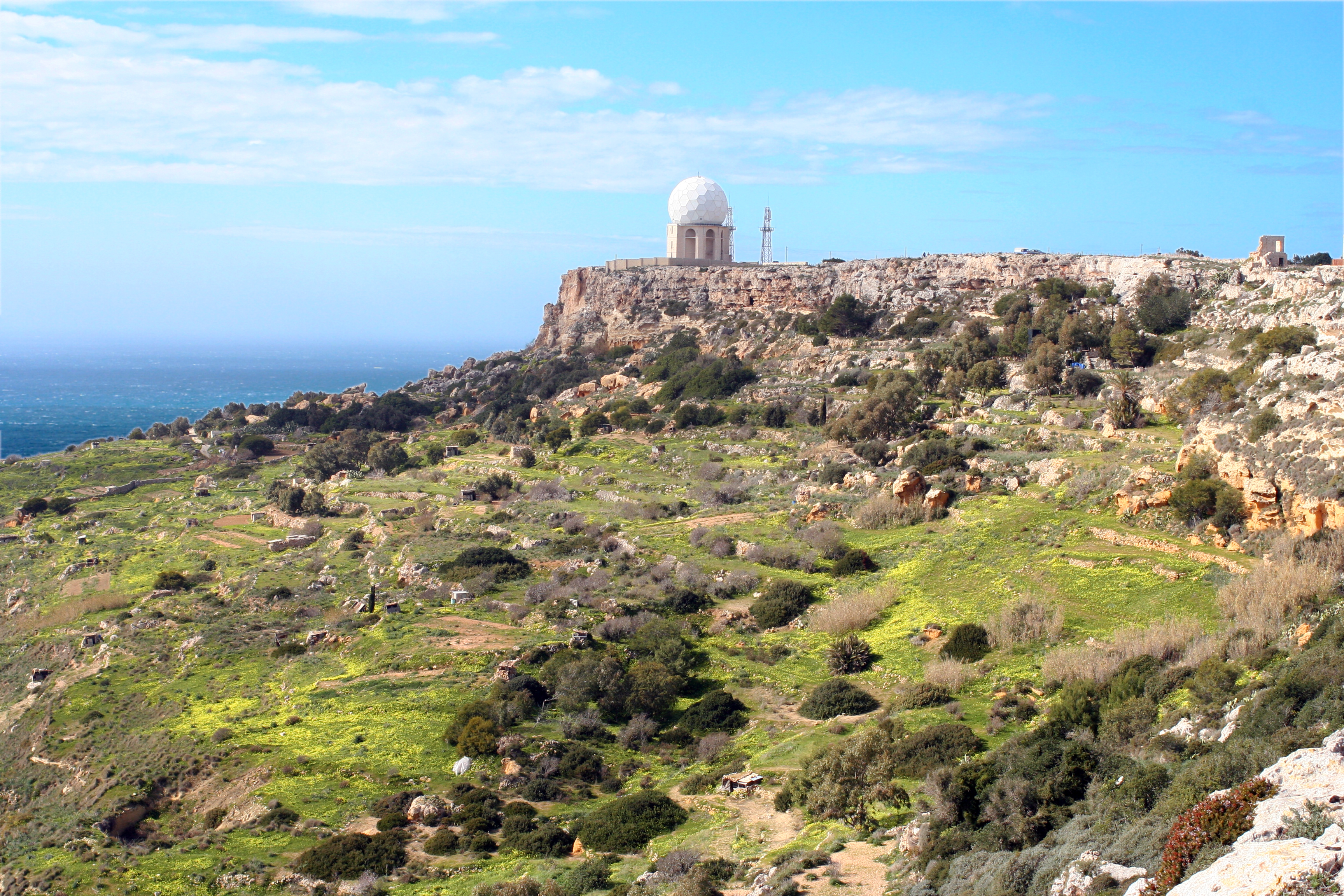
Dingli Cliffs, höchster Punkt des Archipels

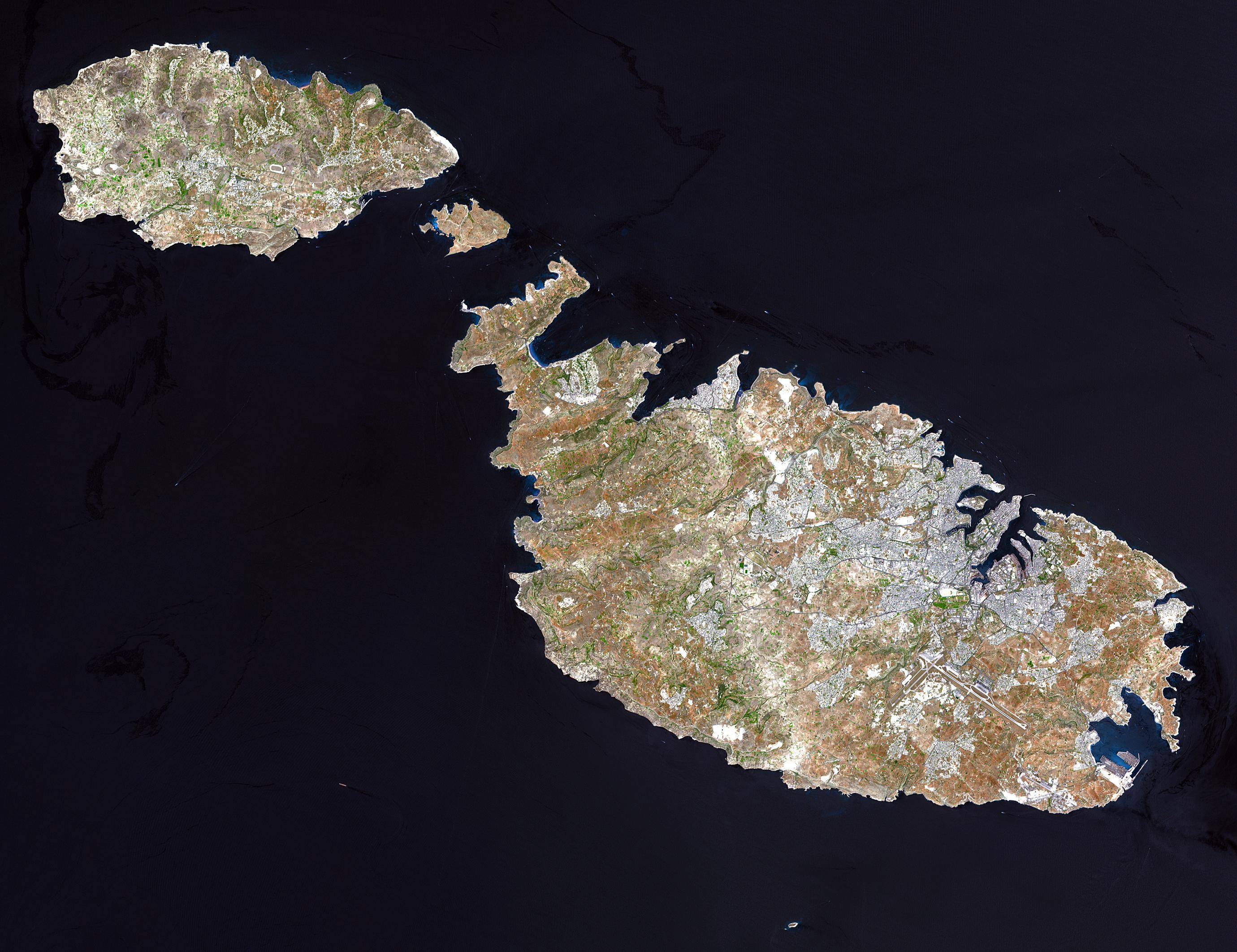
Satellitenbild von Gozo, Cominotto, Comino und Malta

Die Hauptinsel Malta ist 246 Quadratkilometer groß, gen Südosten ausgerichtet und erreicht eine maximale Länge von 28 Kilometern und eine maximale Breite von 13 Kilometern. Zwischen ihrem nordwestlichen Ende und der zweiten Hauptinsel des Archipels, Gozo (Għawdex), erstreckt sich der 4,4 Kilometer weite Gozokanal, in dem die 2,7 Quadratkilometer große Insel Comino (Kemmuna) und das unbewohnte Felseneiland Cominotto (Kemmunett) liegen. Gozo, 67 Quadratkilometer groß, misst in Ost-West-Richtung 14,3 Kilometer in der Länge und bis zu 7,25 Kilometer in der Breite. Die weiteren – sämtlich unbewohnten – Inseln des Archipels sind das 4,4 Kilometer südlich der Insel Malta gelegene Filfla und die Saint Paul’s Islands (Gżejjer ta’ San Pawl) am nördlichen Ende der Saint Paul’s Bay, die 83 Meter vor der Küste liegen und tatsächlich miteinander verbunden sind, deren Landverbindung jedoch bei bewegter See überspült ist. Im Westen Gozos, an der Schwarzen Lagune nahe Dwejra Point, ragt der 60 Meter hohe Fungus Rock (Il-Ġebla tal-Ġeneral) aus dem Meer, ein großer Kalksteinfelsen. Manoel Island (Il-Gżira Manwel) im Marsamxett-Hafen zwischen Valletta und Sliema wird gemeinhin nicht mehr als Insel betrachtet, da es über einen künstlichen Damm mit dem Festland verbunden ist.
Das charakteristischste geographische Merkmal Maltas ist die Verschiedenheit seiner Küstenlinien, was sich besonders auf der Hauptinsel offenbart. Sind die Ost- und die Nordostseite von flachen Stränden und weiten Buchten wie der Marsaxlokk-Bucht, dem Marsamxett-Hafen, dem Grand Harbour, der Mellieħa-Bucht und der Saint Paul’s Bay geprägt, finden sich im Südwesten und Norden sehr scharf gezeichnete Küstenabschnitte mit Felsformationen und grottenähnlichen Einschnitten. Auf dieser Seite erhebt sich Malta schroff aus der See und bildet langgezogene Steilküsten, die an den Dingli Cliffs in Ta’ Dmejrek kulminieren, der mit 253 Metern höchsten Erhebung des Archipels. Weitere Karsthöhenzüge finden sich im Nordwesten: Mellieħa Ridge, Bajda Ridge und der bis zu 122 Meter hohe Marfa Ridge. Die höchsten Erhebungen Gozos messen 127 Meter.
Aufgrund der extremen Wasserarmut (siehe Abschnitt Wasserversorgung) existieren auf Malta, Gozo und Comino keine dauerhaft Wasser führenden Flüsse. Nach starken Niederschlägen im Winter können sich einige ausgetrocknete Bachbetten zeitweise mit Regenwasser füllen. Diese zumeist kleinen Rinnsale laufen in engen Felsentälern, den Wieds (siehe auch Wadi), zusammen, in denen sie sich eine Zeitlang halten. Der längste zeitweilige Bachlauf findet sich im Ghasri Valley (Wied il-Għasri) und fließt an der Nordküste Gozos in eine fjordähnliche Meeresbucht ab. Der einzige größere See des Archipels ist künstlich angelegt und befindet sich innerhalb der Għadira Nature Reserve auf der Landenge vor Marfa Ridge knapp zwei Kilometer nordwestlich von Mellieħa. Er ist 350 Meter lang und 220 Meter breit und weist zahlreiche Binneninseln auf.

### Geologie

#### Allgemeine Darstellung

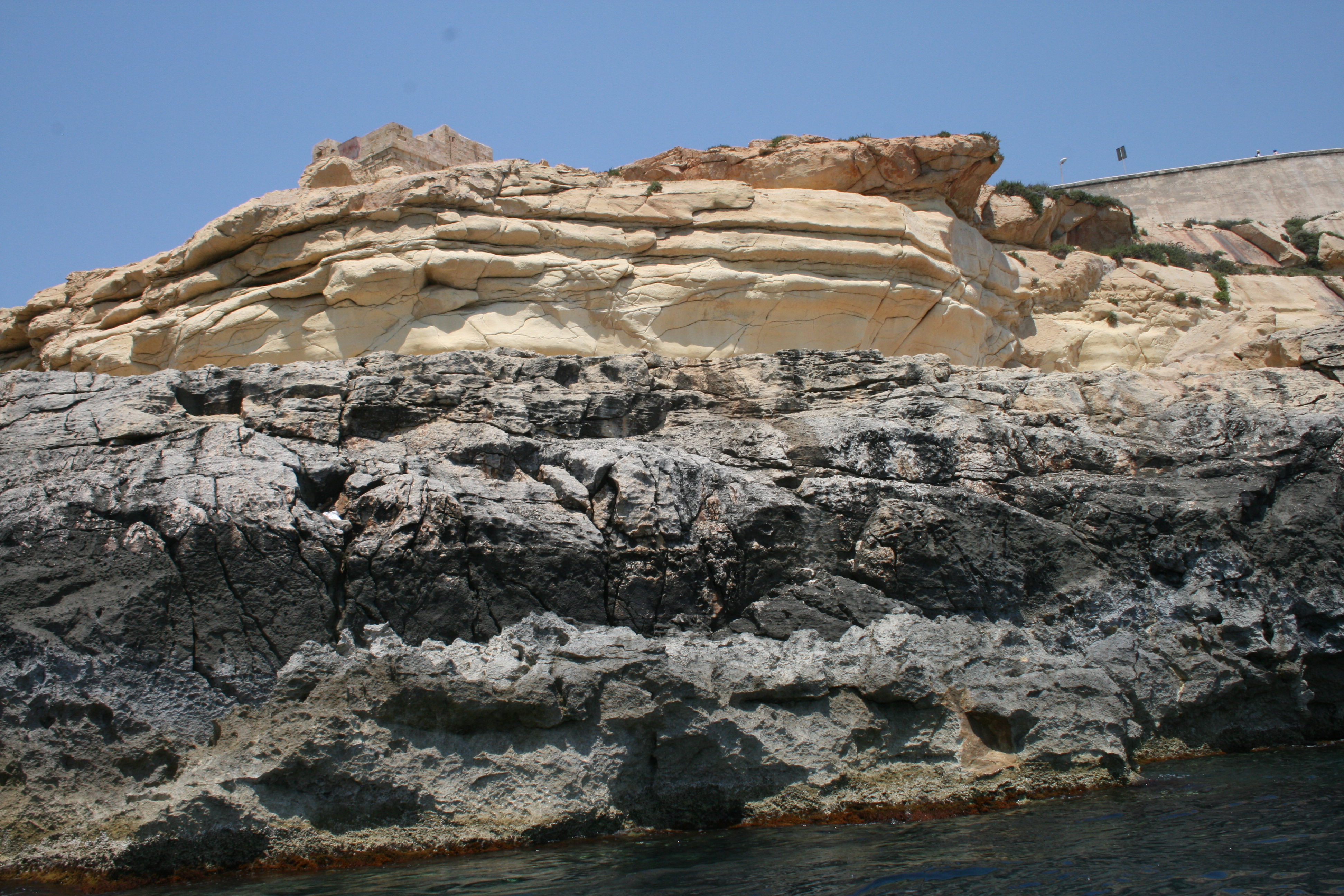
Sedimentgesteine

Die geologische Geschichte Maltas beginnt in der Periode des Paläogens, als zwischen Südsizilien und Nordafrika eine Landbrücke bestand, die das frühe Mittelmeer in zwei Becken teilte. Nachdem der steigende Meeresspiegel diese überflutet hatte, lagerten sich am Ort des heutigen Archipels vor rund 60 Millionen Jahren Sedimente aus Korallen- und Muschelkalk ab. Im Lauf der Erdzeitalter folgten Ablagerungen von Globigerinenkalk und blauem Ton und im Oligozän Sandstein und eine weitere koralline Schicht. Im Pliozän schließlich erhoben sich die Inseln langsam aus dem Meer. Während der Würm-Kaltzeit bildete sich durch den sinkenden Wasserspiegel erneut die Landbrücke heraus, wurde aber mit dem Ende der Eiszeit vor gut 13.000 Jahren endgültig unterbrochen. Die maltesischen Inseln liegen in der Zone zwischen den eurasischen und afrikanischen tektonischen Platten, jedoch galt Malta jahrhundertelang als Insel Nordafrikas.

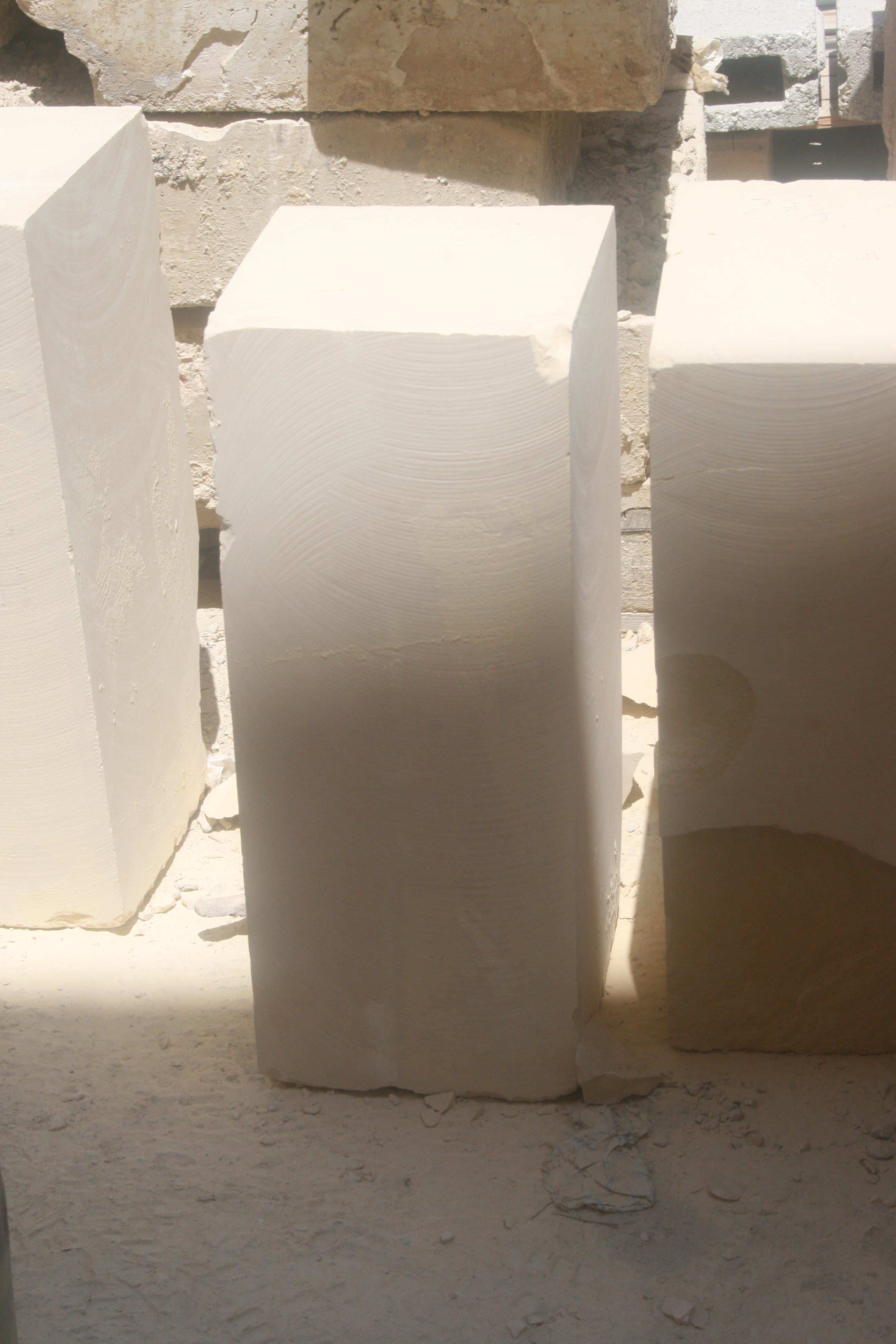
Kalkstein

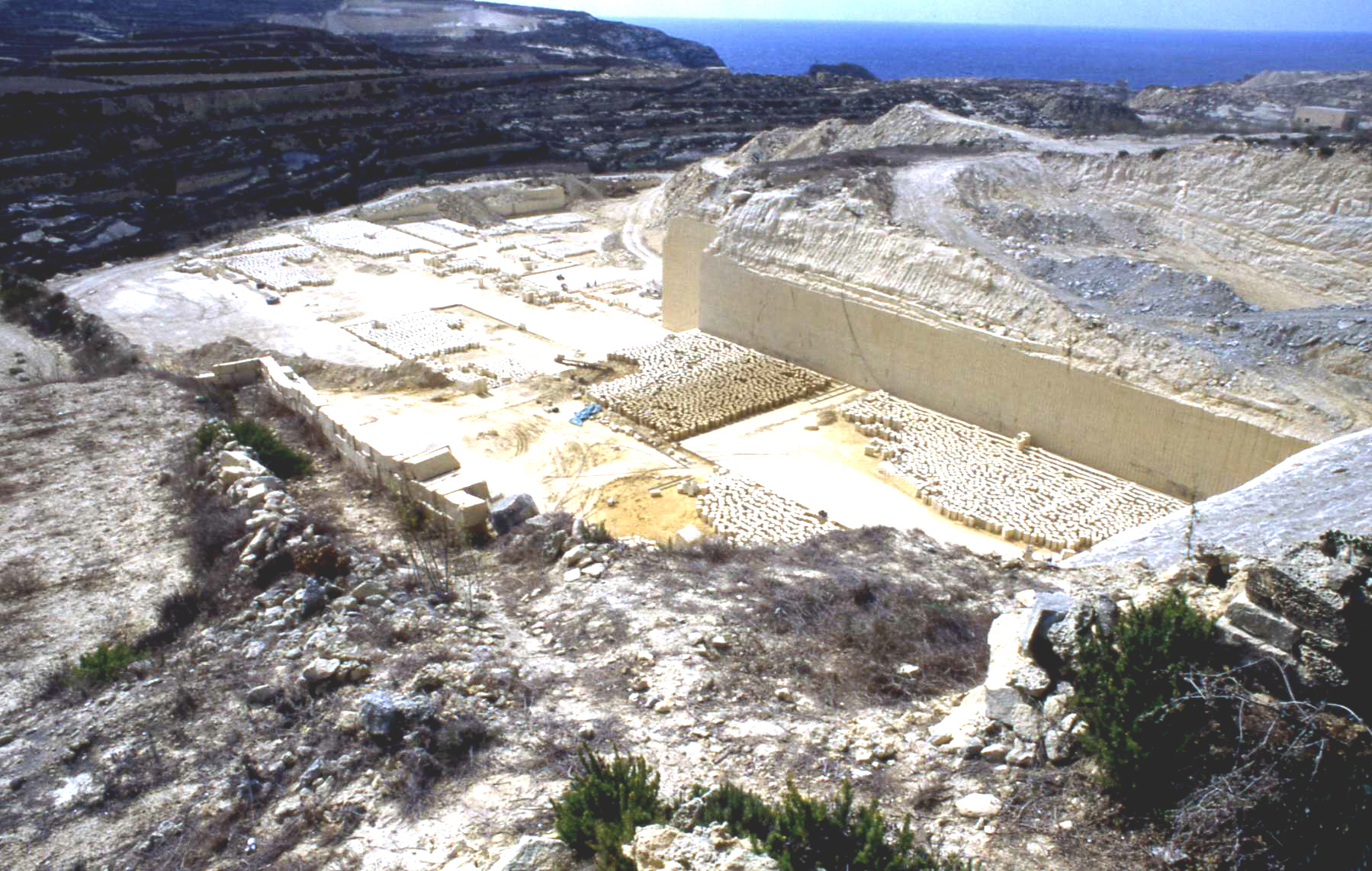
In Steinbrüchen – wie hier nahe dem Fungus Rock auf Gozo – wird Globigerinenkalk als einzige natürliche Ressource Maltas abgebaut

Nach dem Auftauchen der Inseln neigte sich die Oberfläche der Hauptinsel auf Grund des noch instabilen Sockels im Lauf mehrerer Jahrhunderte gen Nordosten, so dass die südwestliche Küste angehoben wurde und sich die Steilkanten mit den Dingli Cliffs herausbildeten. Malta ist von mehreren tektonischen Verwerfungen durchzogen, die im globalen Vergleich zwar klein erscheinen, das geologische Relief der Inseln jedoch prägen. Zwei Grabensysteme sind dominierend: Die ältere Great Fault (Große Verwerfung), die sich in vielen einzelnen Abschnitten über fünf Kilometer von der südwestlichen Küste gen Nordosten erstreckt sowie die jüngere Magħlaq Fault. Diese verläuft von Nordwesten nach Südosten und sorgte unter anderem für die Herausbildung des Plateaus auf der Malta vorgelagerten kleinen Insel Filfla.
Sedimente, die sich auf den maltesischen Inseln finden lassen, sind der blaue Ton, der Globigerinenkalk (unterteilbar in oberen, mittleren und unteren) sowie der obere Grünsand, eine Abteilung der Kreideformation. Oberer Grünsand ist sehr tonig und sandig, reich an Chlorit, seine oberen Schichten sind kreideähnlich und können in chloristische Kreide übergehen. Auf Gozo gibt es eine Mischung aus diesen unterschiedlichen Bodenbestandteilen, auf Malta dagegen ist die Grenze klarer gezogen. Der Nordwesten wird von korallinem Kalkstein und Grünsand, der überwiegende andere Inselteil jedoch von Globigerinenkalk dominiert. Dieses beige Naturmaterial stellt Maltas einzige natürliche Ressource dar und wird von der Bevölkerung intensiv abgebaut und genutzt.

#### Küstenerosion
Küstenerosion ist ein natürliches Phänomen, das weltweit an Meeren befindliche Staaten beeinflusst. Bislang gibt es allerdings noch keine publizierte Studie, die die Rate und die Risiken von Küstenerosion auf Malta thematisiert.
Auf Malta spielen die Effekte der Verwerfung und unterschiedliche Erosionstypen eine Rolle. Erosion formt, gestaltet und entwickelt dabei die Küstenlinien der Inseln. Im Nordosten der Insel gibt es eine leicht geneigte Felsenküste, während im Südosten und im Westen eine steile, kliff-dominierte Küstenlinie vorherrscht.
Auf den Inseln lassen sich unterschiedliche durch Erosion entstandene Formationen finden. Beim unteren Korallenkalkstein spülen Wellen Einschnitte oder Ebenen an den meist unter dem Meeresspiegel liegenden Fuß der Klippen. An der Globigerina-Kalk-Küste entstehen glatte und leicht geneigte Ebenen, während dort Buchten entstehen, wo Ton und Mergel schnell erodiert wurden, wie Xrobb l-Għaġin oder Peter’s Pool. Schutthalden an Land und im Wasser entstehen da, wo die Erosion des Blautons den oberen Korallenkalkstein untergräbt und so die typische Küstenlinie formt. Beispiele hierfür sind Għajn Tuffieħa, Qammieħ und San Blas. Außerdem gibt es auf Malta Karstlandformationen.
Das weltberühmte Azure Window auf Gozo, ein durch Erosion entstandenes Felsentor, stürzte am 8. März 2017 während eines Sturms ein.
Zudem sättigt das Regenwasser nach Starkregenereignissen den Ton, der dadurch plastisch werden und Murenabgänge hervorrufen kann.
Die Küstenerosion auf Malta beschleunigt sich durch eine Verknüpfung aus natürlichen Prozessen und anthropogenen Einflüssen. Ein Grund hierfür kann eine Destabilisierung des Untergrundes bei Infrastrukturbaumaßnahmen sein, was sich an der Küstenstraße entlang von Baħar iċ-Ċagħaq zeigt. Ein weiterer Grund, der die Küstenerosion beschleunigt, ist der Bau von Hotelgebäuden an der Küste, wie Għajn Tuffieħa und Golden Bay zeigen. Auf Malta ist dabei ein Großteil der wirtschaftlichen Aktivität und der Infrastruktur küstennah gelegen, was exakte Planung benötigt, da die Ausweichmöglichkeiten für Alternativbebauungen auf einer Insel dieser Größe gering sind.
Zum Schutz der Küste wendet die Regierung Maltas dabei im 21. Jahrhundert die Do Nothing-Strategie nach der Einteilung Doodys (2004) zum Management von Küstenerosion an. Dies bedeutet, dass keinerlei Maßnahmen zum Küstenschutz eingeleitet werden und es kein explizites Küstenlinienmanagement gibt, obwohl 11 der 14 Ministerien direkt in die Regulation des Küstengebietes eingebunden sind. Das einzige offizielle Dokument mit einem Bezug zum Küstenlinienmanagement ist der Structure Plan, der aber nur die Entwicklung an der Küste regulieren soll.
In der Praxis bestehen einige zwischenbehördliche Netzwerke, und es gibt Kooperationen mit den Naturschutzorganisationen Nature Trust Malta und The Gaia Foundation. Diese hat mit einem zuständigen Ministerium einen Vertrag zur Verwaltung einiger Küstengebiete geschlossen, die dem europaweiten Natura 2000 Netzwerk angehören und von der Naturschutzorganisation betreut werden.

### Klima
Auf Malta herrscht subtropisches, trockenes Mittelmeerklima. Dieses ausgeglichene Seeklima ist von milden, feuchten Wintern und trockenen, warmen, aber nicht übermäßig heißen Sommern geprägt. Die jährliche Niederschlagssumme beträgt auf den Inseln gut 620 Millimeter, wobei der geringste Niederschlag mit gegen Null tendierenden Werten im Sommer – speziell im Juni und Juli – und der häufigste im Winter zu verzeichnen ist. Der Regen zieht zumeist kurz und heftig über das Land, wohingegen Dauerregen unüblich ist. Die Luftfeuchtigkeit auf Malta liegt im Sommer bei durchschnittlich 74 Prozent und in den Wintermonaten bei etwa 70 Prozent.
Wie für Insellagen typisch, sind die täglichen Temperaturunterschiede mit fünf bis zehn Grad Celsius zumeist sehr gering. Die höchsten Temperaturen werden in den Sommermonaten Juli und August erreicht, in denen die Durchschnittswerte auf bis zu 31,8 Grad ansteigen. Die tiefste monatliche Durchschnittstemperatur tritt im Januar mit 9,5 Grad Celsius auf. Besonders in den Wochen ansteigender Temperaturen im März und April können kräftige, kalte Winde die gefühlte Temperatur mindern. Die Wassertemperaturen im Mittelmeer um die Inseln variieren dem Klima entsprechend. Im August betragen sie circa 22,8 °C und sinken erst ab Dezember unter 20 °C ab. Unterhalb dieser Marke halten sie sich für gewöhnlich bis Mai, wobei Tiefstwerte von 15 °C erreicht werden können.
Die staatliche Wetter- und Klimamessstation ist das Meteorological Office Malta International Airport am internationalen Flughafen des Landes nahe der Ortschaft Luqa im Südosten der Hauptinsel. Die tiefste jemals auf dem maltesischen Archipel registrierte und offiziell bestätigte Temperatur betrug am 19. Februar 1895 in Valletta 1,2 °C. Unbestätigt ist der Wert von −1,7 °C am 1. Februar 1962 auf dem Flugplatz von Ta’ Qali. Im August 1999 wurde am Flughafen mit 43,8 °C die höchste Temperatur seit Beginn der Wetteraufzeichnungen gemessen. Entsprechend den klimatischen Bedingungen ist Schnee ein äußerst seltenes Phänomen auf Malta. Nachweislich seit 1800 hat es auf den Inseln keine Schneedecke mehr gegeben; allerdings wurden im Februar 1895, im Januar 1905 sowie am 31. Januar 1962 leichte Schneeschauer beobachtet und notiert.
|                        | Jan  | Feb  | Mär  | Apr  | Mai  | Jun  | Jul  | Aug  | Sep  | Okt  | Nov  | Dez  |   |      |
| Mittl. Temperatur (°C) | 12,6 | 12,4 | 12,4 | 14   | 19,8 | 24   | 26,6 | 27,3 | 24,6 | 21,6 | 17,6 | 14,2 | ⌀ | 19   |
| Mittl. Tagesmax. (°C)  | 15,7 | 15,7 | 17,5 | 19,8 | 24,1 | 28,7 | 31,4 | 31,8 | 28,4 | 25,1 | 20,8 | 17,1 | ⌀ | 23   |
| Mittl. Tagesmin. (°C)  | 9,5  | 9,1  | 10,4 | 12,2 | 15,4 | 19,3 | 21,7 | 22,7 | 20,8 | 18   | 14,3 | 11,3 | ⌀ | 15,4 |
|                        |      |      |      |      |      |      |      |      |      |      |      |      |   |      |
| Niederschlag (mm)      | 93   | 63   | 43   | 24   | 21   | 7    | 0    | 19   | 64   | 77   | 95   | 114  | Σ | 620  |
|                        |      |      |      |      |      |      |      |      |      |      |      |      |   |      |
| Sonnenstunden (h/d)    | 4    | 4    | 7    | 8    | 10   | 11   | 12   | 12   | 9    | 5    | 5    | 4    | ⌀ | 7,6  |
|                        |      |      |      |      |      |      |      |      |      |      |      |      |   |      |
| Regentage (d)          | 18   | 15   | 13   | 12   | 7    | 4    | 1    | 3    | 10   | 15   | 17   | 21   | Σ | 136  |
|                        |      |      |      |      |      |      |      |      |      |      |      |      |   |      |
| Wassertemperatur (°C)  | 16,6 | 15,1 | 15,4 | 16,4 | 18,1 | 21,7 | 22,8 | 21,1 | 21,2 | 23   | 21,8 | 19,1 | ⌀ | 19,4 |
|                        |      |      |      |      |      |      |      |      |      |      |      |      |   |      |
| Luftfeuchtigkeit (%)   | 71   | 69   | 74   | 78   | 76   | 76   | 74   | 74   | 73   | 72   | 70   | 69   | ⌀ | 73   |

| 9,5 |

| 9,1 |

| 10,4 |

| 12,2 |

| 15,4 |

| 19,3 |

| 21,7 |

| 22,7 |

| 20,8 |

| 18 |

| 14,3 |

| 11,3 |

| 9,5 |

| 9,1 |

| 10,4 |

| 12,2 |

| 15,4 |

| 19,3 |

| 21,7 |

| 22,7 |

| 20,8 |

| 18 |

| 14,3 |

| 11,3 |

### Natur: Allgemeiner Überblick
Alle maltesischen Inseln sind felsig. Die Hauptinsel ist ein bis zu 260 Meter ansteigender Höhenzug aus Kalkfels. Der Süden und der Südwesten fallen steil zum Meer hin ab. Die Küste von Malta ist dort ungegliedert und unzugänglich. Zwischen den zerrissenen Felsen gibt es malerische kleine Buchten. Im Norden und Nordosten von Malta bestimmen Hügel und flachere Ebenen die Landschaft. Die Küste senkt sich dort allmählich zum Meer und ist von Buchten eingeschnitten, die von Sandstränden umschlossen werden. Berge und Flüsse gibt es auf Malta nicht. Bemerkenswert sind die zahlreichen Höhlen, die durch Erosion des Kalks entstanden sind. Infolge der Wasserknappheit besteht die Vegetation in Malta aus wenig anspruchsvollen, aber zahlreichen Pflanzen, große Bäume sind eher selten. Feigenbäume wachsen zum Teil wild am Straßenrand und auf den steinigen Feldern.

### Flora

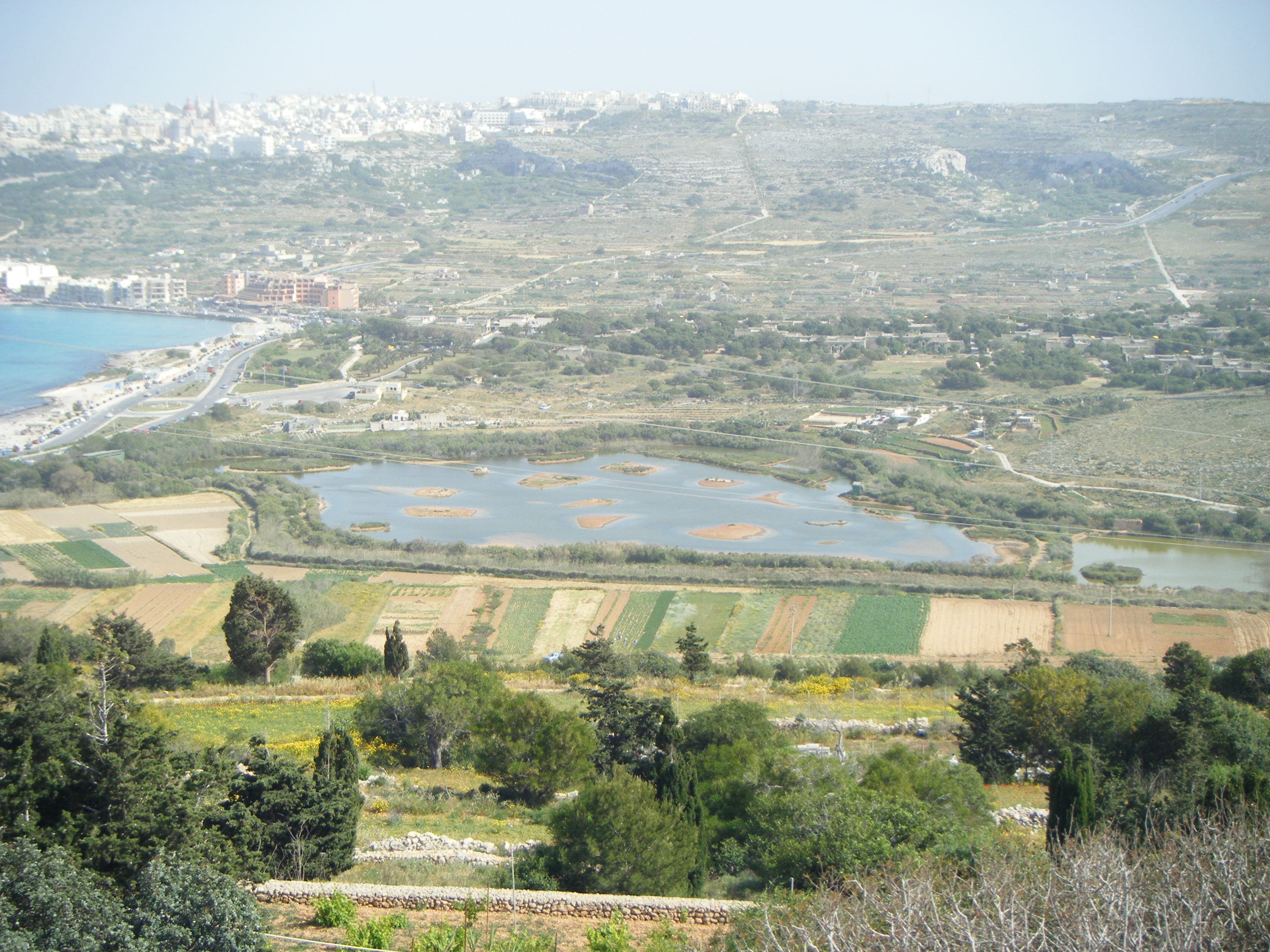
Blick vom St. Agatha’s Tower auf das einzige Naturschutzgebiet der Insel, am linken Bildrand Mellieħa Bay, dahinter Mellieħa

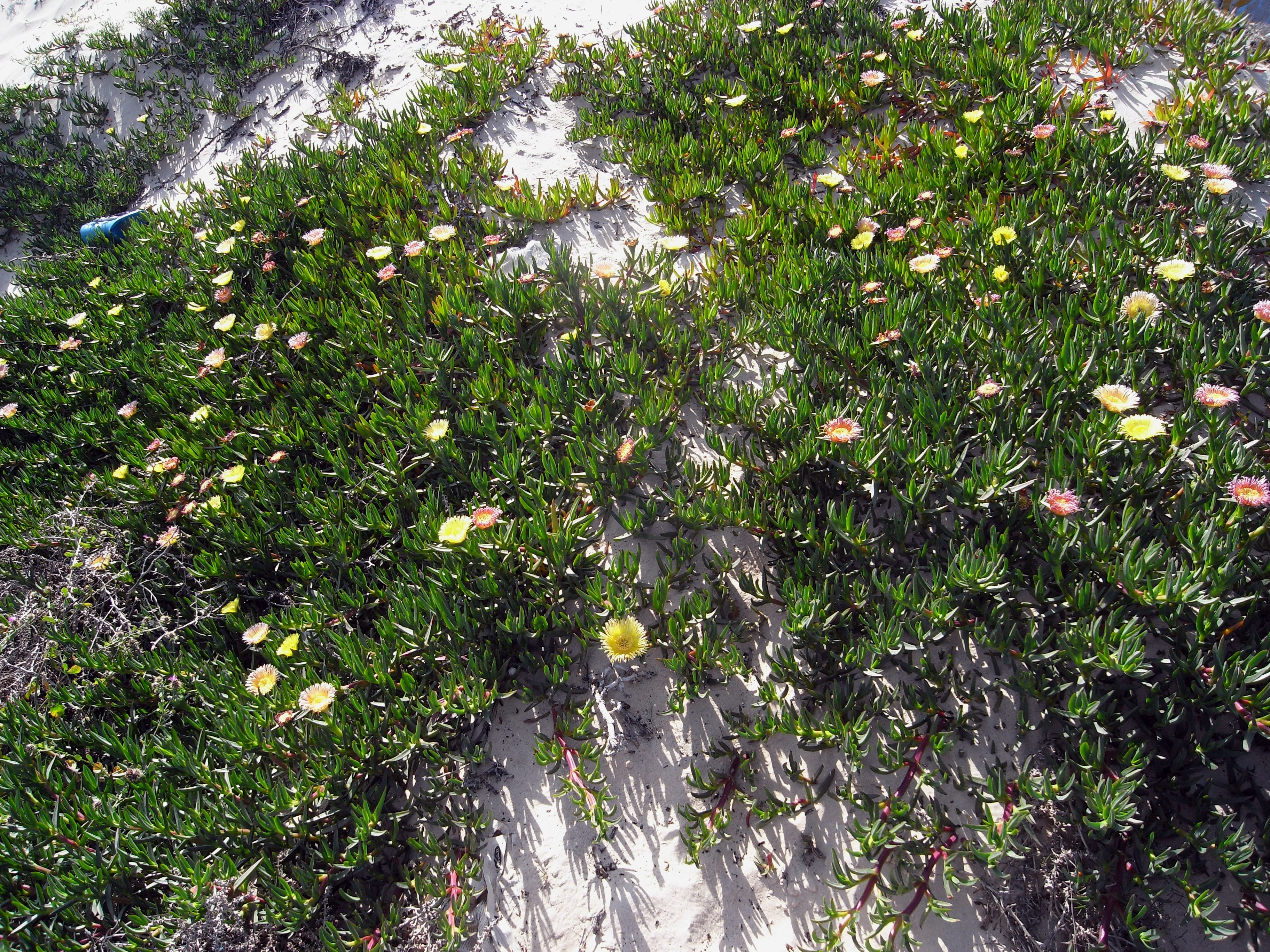
Essbare Mittagsblume, ein invasiver Neophyt Maltas (hier in Tunesien)

Mit rund 800 einheimischen Pflanzenarten weisen die maltesischen Inseln für ein Areal dieser Größe eine große Pflanzenvielfalt auf. Dies ist umso bemerkenswerter, als Malta keine signifikanten Höhenunterschiede zeigt, wenig Vielfalt bezüglich der Standorte kennt und durch menschliche Einflüsse über Jahrtausende hinweg bereits stark umgeformt wurde. Das Artenspektrum ist typisch mediterran, eng verwandt ist die Flora Maltas mit der Siziliens, weist aber zusätzlich starke nordafrikanische Einflüsse auf.
Bereits in der Jungsteinzeit begannen die Menschen, den Wald der Inseln zum Bootsbau und zu anderen Zwecken abzuholzen, so dass die Inseln inzwischen waldlos sind. Eine Ausnahme bildet das von Menschen angelegte, 900 Meter lange und bis zu 200 Meter breite Waldgebiet der Buskett Gardens, die 1,1 Kilometer östlich von Dingli und ebensoweit südlich von Rabat liegen.
Vorherrschende Vegetationstypen sind Macchie, Garrigue und Steppe, bedeutende Sonderstandorte sind insbesondere jene der Flach- und Steilküsten, aber auch der wenigen Süßgewässer. Weitverbreitet sind Formationen gestörter Standorte.
Häufige Pflanzenarten sind unter anderem Johannisbrotbaum, Olivenbaum, Kopfiger Thymian, Mastixstrauch, Vielblütige Heide, Strauchiger Gamander sowie Euphorbia melitensis. Des Weiteren wachsen diverse Wolfsmilch- und Lauchgewächse sowie Strandflieder-Arten und knapp 15 Orchideenarten. Weit verbreitet ist Nickender Sauerklee (Oxalis pes-caprae). Endemische Arten sind Atriplex lanfrancoi, Salsola melitensis, Euphorbia melitensis, Limonium melitense, Limonium zeraphae, Cheirolophus crassifolius, Jasonia bocconei, Helichrysum melitense, Hyoseris frutescens, Zannichellia melitensis, Allium lojaconoi, Allium melitense und Ophrys melitensis.
Seit dem Ende des 20. Jahrhunderts rücken Naturschutzfragen allmählich ins Bewusstsein der maltesischen Öffentlichkeit, insbesondere durch den Beitritt zur Europäischen Union 2004 wurden im Rahmen des Natura-2000-Programms erste Schutzgebiete ausgewiesen. Dessen ungeachtet gelten einige maltesische Pflanzen als stark gefährdet oder vom Aussterben bedroht, die IUCN listet drei nur in Malta vorkommende Pflanzen unter ihren Top 50 Mediterranean Island Plants auf, die vom Aussterben bedroht sind, darunter neben Atriplex lanfrancoi und Helichrysum melitense auch die 1971 als Nationalpflanze des Inselstaates ausgerufene Cheirolophus crassifolius. Der maltesische Nationalbaum, der Sandarakbaum, gilt ebenfalls als stark gefährdet. Der vor allem historisch bedeutsame Malteserschwamm hingegen, der auf dem Fungus Rock vorkommt, ist dort geschützt, da das Betreten des Fungus Rock nur zu wissenschaftlichen Zwecken erlaubt ist. Als invasive Arten problematisch sind der aus Südafrika stammende und im 19. Jahrhundert eingeführte Nickende Sauerklee, der von Malta aus die Küsten des gesamten Mittelmeers und des Atlantiks bis nach Großbritannien erobert hat. Bisher nur in Malta problematisch ist die chilenische Aster squamatus, die seit den 1930er Jahren zu einem der häufigsten Unkräuter der Insel wurde. Von Bedeutung als invasive Neophyten sind außerdem der als Zierpflanze eingeführte Wunderbaum (Ricinus communis), der in den wenigen Feuchtgebieten der Inseln heimische Arten verdrängt. An den empfindlichen Küsten breiten sich die Essbare Mittagsblume, die Agave americana und die Opuntia ficus-indica aus.

### Fauna

#### Paläontologische Funde
Die Għar Dalam (mt.: Höhle der Finsternis) ist eine Karsthöhle im Südosten der Insel Malta, nahe der Stadt Birżebbuġa und nur etwa 500 m von der Saint George’s Bay entfernt. Sie hat eine maximale Breite von 18 m, ist bis zu 8 m hoch und führt etwa 145 m weit in die Kalksteinfelsen. Die unterste fossilfreie Schicht hat ein angenommenes Alter von rund 180.000 Jahren, während die darauf liegende Hippopotamus-Schicht der letzten Warmzeit angehört (Eem-Warmzeit, vor 126.000 bis 115.000 Jahren). Sie stellt eine kompakte Knochenbrekzie dar. In der Schicht fanden Forscher zahlreiche Knochen der pleistozänen Tierwelt, so das namengebende Flusspferd, welches mit Hippopotamus pentlandi (etwas kleiner als das heutige Flusspferd) und Hippopotamus melitensis (sehr kleines Zwergflusspferd) in zwei Größenvariationen auftritt. Von Bedeutung sind auch die Zwergelefanten, die ebenfalls in zwei unterschiedlich großen Arten vorliegen. So erreichte Elephas mnaidriensis eine Schulterhöhe von 1,9–2 m und wog rund 2,5 t. Dagegen war sein Verwandter Elephas falconeri nur 0,9–1,1 m hoch bei einem rekonstruierten Gewicht von 170 kg. Neben diesen wurden noch Reste verschiedener anderer Tierarten wie Bilche (Leithie cartei), verschiedene Fledermäuse und eine reichhaltige Vogelfauna gefunden.

#### Gegenwart

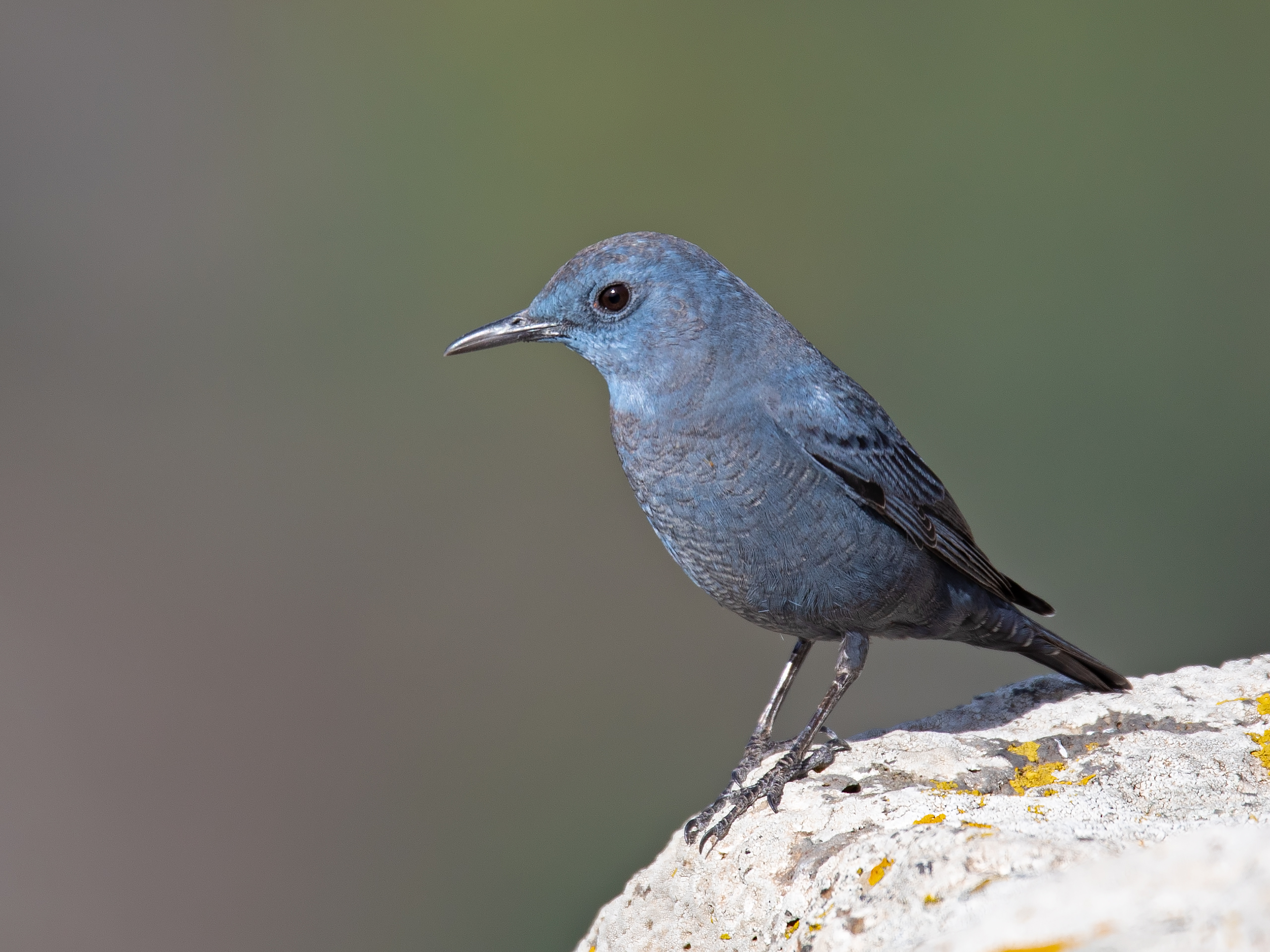
Die Blaumerle ist der Nationalvogel Maltas.

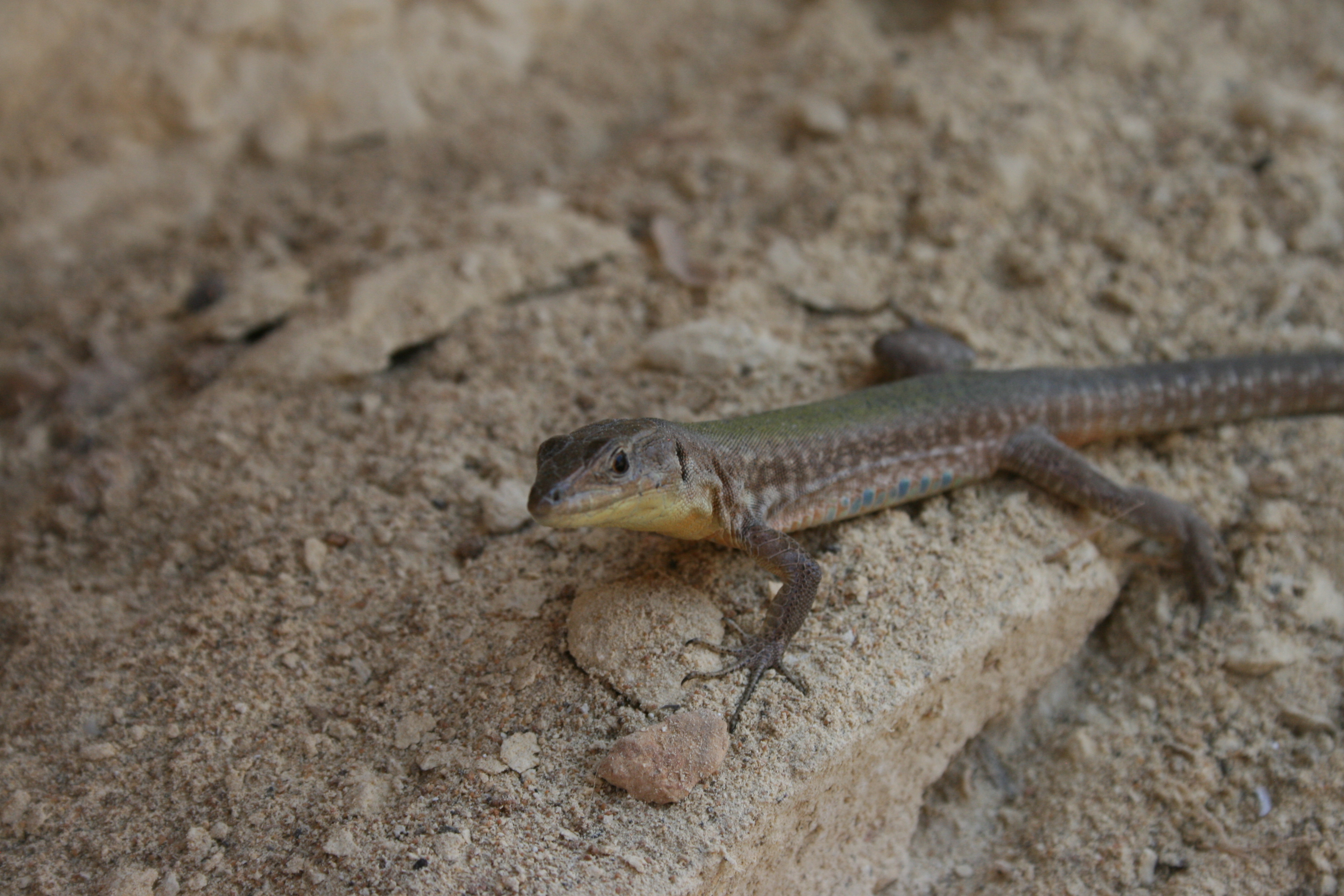
Eidechse auf Gozo

Insgesamt betrachtet gilt Maltas Fauna als relativ artenarm. Zu den auf den Inseln lebenden Tieren gehören Mäuse, Ratten, die Langflügelfledermaus, Kaninchen, Igel, Wiesel, Eidechsen, Mauergeckos, Chamäleons und mehrere Populationen ungiftiger Schlangen wie die Leopardnatter.
Auf den Inseln sind einige Vogelfamilien heimisch, etwa Lerchen, Finken, Schwalben und Drosseln. Auch die Turteltaube, der Pirol und einige Greifvogelarten gehören zur Fauna Maltas. Die häufig anzutreffende Blaumerle ist der Nationalvogel des Inselstaates. Im Frühjahr 2008 meldete die Regierung im Zuge von Natura 2000 27 Schutzgebiete für die Tier- und Pflanzenwelt an. Zu diesen Gebieten zählen unter anderem die Kalksteinklippen Rdumijiet ta’ Malta, die vielen Seevögeln, etwa dem Levante-Sturmtaucher (Puffinus yelkouan) als Nistplatz dienen. Im Norden der Hauptinsel liegt das Vogelschutzgebiet Għadira Bird Reserve. Ferner ist Malta im Frühjahr und Herbst eine der wenigen Stationen von Zugvögeln auf ihrem Weg von Europa nach Afrika und zurück.
Endemische Tierarten
- Crocidura sicula ssp. calypso (Unterart der Sizilien-Spitzmaus)
- Phragmatobia fuliginosa ssp. melitensis (Unterart des Zimtbären)
- Eukoenenia christiani
- Papilio machaon ssp. melitensis (Unterart des Schwalbenschwanzes)
- Maltesische Frischwasserkrabbe (Potamon fluviatile lanfrancoi)
- Pimelia rugulosa ssp. melitana
- Ogcodes schembrii
- mehrere Unterarten der Malta-Eidechse (Podarcis filfolensis)

#### Vogeljagd und Vogelschutz
Die Vogeljagd gilt auf Malta als traditioneller Volkssport. Mit rund 18.000 offiziellen Jagdlizenzen hat Malta die höchste Jägerdichte in Europa. Eines der größten Jagdreviere ist die Marfa Ridge. Bis zum EU-Beitritt 2004 erlaubten die maltesischen Bestimmungen selbst die Jagd auf geschützte Arten wie Bekassine, Zwergschnepfe, Kampfläufer und Greifvögel. Schätzungen der Gesamtzahl getöteter Vögel schwanken zwischen 200.000 und 1.000.000 jährlich. Die Tiere werden zumeist ausgestopft und als Trophäe verkauft oder – falls lebendig gefangen – auch illegal als Käfigvögel verkauft. Diese Vogeljagd galt und gilt meist noch als ausgesprochene Männerdomäne und wurde über Generationen „vererbt“.
Seit 2004 gelten für Malta europäische Bestimmungen wie die Vogelschutzrichtlinie und die Fauna-Flora-Habitat-Richtlinie. Die maltesische Regierung konnte jedoch einen Übergangskompromiss aushandeln. So wurde die Frühjahrsjagd auf Turteltauben und Wachteln beschränkt und der Fang von sieben Finkenarten noch bis 2008 erlaubt, um ein Zuchtsystem aufbauen zu können. Zur Überwachung der Umsetzung dieses Kompromisses entstand die 23 Personen starke Law Enforcement Police, die zudem für die Kontrolle von Prostitution und Glücksspiel verantwortlich ist. Seit 2004 fordern der NABU und BirdLife Malta ein Ende der Zugvogeljagd auf der Mittelmeerinsel. Die Vogelschützer protokollierten im Herbst 2007 nicht nur den Vogelzug, sondern auch die umfangreiche Jagd im Süden der Insel. Insgesamt wurden 209 Verstöße dokumentiert und der örtlichen Polizei gemeldet. In den meisten Fällen handelte es sich um illegale Abschüsse von Greifvögeln. Unter diesen stand der in Mitteleuropa besonders seltene Wespenbussard an erster Stelle. Am 31. Januar 2008 leitete die Europäische Kommission vor dem Europäischen Gerichtshof ein Klageverfahren gegen Malta ein, in dessen Mittelpunkt die Beendigung der besonders schädlichen Frühjahrsjagd auf Wachteln und Turteltauben stand.
Ungeachtet aller Proteste und Verfahren erließ die Regierung auch 2012 wieder eine Ausnahmeregelung zum Abschuss Tausender europaweit gefährdeter Zugvögel.
Nachdem 2014 zuerst Fortschritte bei der Eindämmung der Vogeljagd gemacht worden waren, erlaubte die maltesische Regierung im Herbst 2014 erneut die Bejagung von sieben Finkenarten, Goldregenpfeifern und Singdrosseln mit riesigen Klappnetzen. Das Komitee gegen den Vogelmord berichtete hierüber umfangreich und dokumentiert dieses Vergehen gegen geltendes EU-Recht genau.

### Umweltschutz

#### Akzeptanz ab Ende des 20. Jahrhunderts
Der Naturschutz findet in Malta erst seit 1990 Anklang. In jenem Jahr betrug die geschützte Fläche im Vergleich zur Gesamtfläche des Landes etwa 0,1 Prozent. In den folgenden Jahren stieg dieser Wert deutlich an, sodass 2013 bereits 13 % der Landesflächen geschützt wurden (Schutzgebiete nach der Habitat-Richtlinie). Im Bereich der aquatischen Areale des Landes wurde 2014 eine Fläche von 193 Quadratkilometern geschützt. In diesen Flächen werden die ursprünglichen mediterranen Landschaften geschützt. Zu den populärsten Naturschutzgebieten Maltas gehören die Insel Filfla und die Feuchtgebiete Għadira und Simar. Die Anteile an künstlichen Arealen sind in Malta jedoch als hoch einzuschätzen. Ungefähr ein Drittel des Landes kann in diese Kategorie eingeordnet werden.
Malta unternimmt seit dem Beitritt zur EU große Anstrengungen zur Verbesserung des Umweltschutzes, das Gesamtbild ist jedoch widersprüchlich. Der Anteil aller umweltbezogenen Steuereinnahmen am Bruttoinlandsprodukt lag 2008 bei 3,74 % und überstieg dabei den europäischen Durchschnitt, Angaben über Umweltschutzausgaben des öffentlichen Sektors oder Umweltschutzinvestitionen der Industrie sind jedoch nicht verfügbar. Der Anteil landwirtschaftlich genutzter Flächen unter Agrarumweltbeihilfen an der gesamten landwirtschaftlich genutzten Fläche betrug im Jahr 2005 21 %, im Vorjahr lag der Wert noch bei rund 6,9 %.
Die Emission von Treibhausgasen steigt jedoch seit Jahren kontinuierlich an und lag 2007 bei 149,2 CO2-Äquivalenten (für Malta und Zypern wurden keine Zielwerte vorgegeben). Andererseits liegt die Belastung der städtischen Bevölkerung durch Luftverschmutzung mit Schwebstaub bei 23,9 Mikrogramm pro Kubikmeter. Dieser Wert liegt unter dem europäischen Durchschnitt und beispielsweise unter dem der Niederlande. Die Belastung der städtischen Bevölkerung durch Luftverschmutzung mit Ozon wiederum liegt jedoch weit über dem europäischen Durchschnitt und erreicht nach Griechenland den zweithöchsten Wert in Europa.

#### Probleme für den Naturschutz
Die Natur wird vor allem durch das Bevölkerungswachstum, die suburbane Zersiedelung und den Tourismus bedroht. Diese Faktoren führen einerseits zu einer Verkleinerung der Lebensräume und andererseits zu einer Fragmentierung der Landschaft. Auf Malta wird der Abfall vollständig deponiert. Mit jährlichen 648 kg Abfall pro Kopf erreicht Malta nach Zypern einen einsamen negativen Spitzenwert in der Europäischen Union. Wegen der geringen Größe der Insel und der hohen Bevölkerungsdichte ist dies besonders problematisch. Es gibt kaum größere Flächen auf den Inseln, die für die Landwirtschaft genutzt werden könnten, sodass viele Produkte importiert werden müssen. Durch das gering vorhandene bzw. fehlende Umweltbewusstsein der Einheimischen landet dieser Müll zum Teil in der Landschaft.

### Wasserversorgung

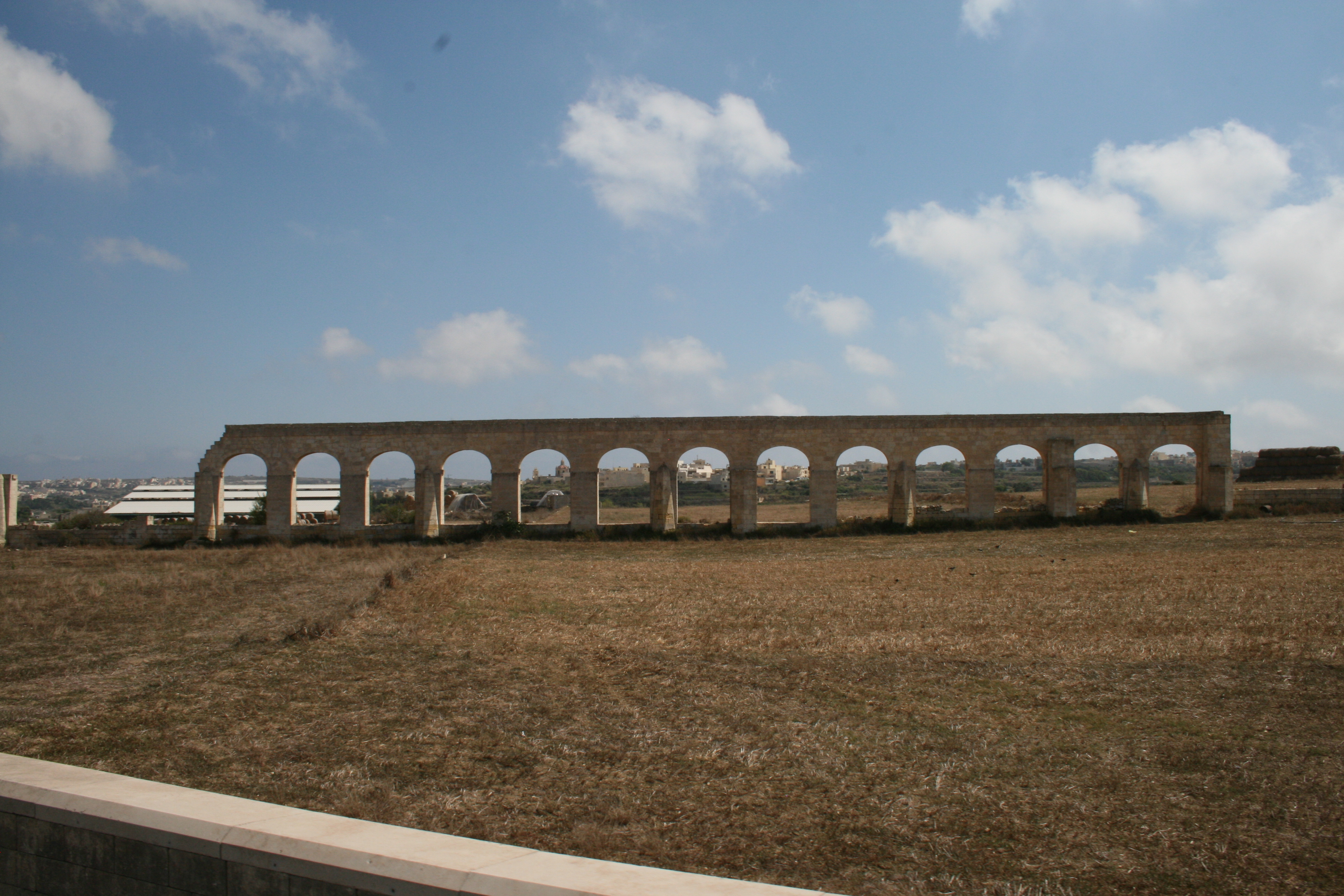
Aquädukt auf Gozo

Laut einer im März 2011 veröffentlichten Statistik der Vereinten Nationen macht das Verhältnis zwischen erneuerbarem Trinkwasser und der Einwohnerzahl, nämlich 191 m³ pro Kopf und Jahr, Malta zum wasserärmsten Land der Erde. Von der ohnehin geringen Niederschlagsmenge – etwa 580 mm jährlich – bleibt nur etwa die Hälfte an der Oberfläche oder im Grundwasser zurück, da Regenfälle, wie es für semi-aride Gebiete typisch ist, nur selten und kurz, dafür aber intensiv in den Wintermonaten von Oktober bis Februar auftreten. Im Sommer verdunstet der Niederschlag zu einem großen Teil. Außerdem verfügt Malta nur über wenige oberirdische Süßwasserquellen, die der Niederschlag speisen könnte. Der aus Korallen gebildete Kalksteinboden ist aufgrund der hohen Temperaturen sehr trocken und nimmt Wasser schlecht auf.
Der Süßwassermangel auf relativ kleinen Inseln wie Malta ist darauf zurückzuführen, dass Salzwasser in die Grundwasservorkommen eindringt und dadurch die Trinkwasserqualität leidet. Zudem wurden die Vorräte Maltas übermäßig anthropogen genutzt, was zu Absenkungen und Veränderungen der Aquifere führt. Durch die Bewässerung von Agrarflächen, die über unterirdische Wasserentnahmen erfolgte, versalzte das Sickerwasser, und der Grundwasserspiegel sank. Regen aus Niederschlägen soll aufgefangen werden, Hausbesitzer sind gesetzlich verpflichtet, eine Zisterne anzulegen.
Die Agrarwirtschaft hat den zweithöchsten Anteil am Wasserverbrauch in Malta. Den höchsten Verbrauch haben die Haushalte bedingt durch die dichte Besiedlung und des hohen Lebensstandards der Bevölkerung. Die Wasserversorgung als zentrale infrastrukturelle Aufgabe übernehmen sowohl der öffentliche als auch der private Sektor. Es gibt aber nur ein Unternehmen, das Trinkwasser nach verschiedenen Methoden produziert:
- Es ist möglich, auf natürliche Verfahren zurückzugreifen. Im Kalkstein-Aquifer bilden sich zum Beispiel Wasserreservoirs, in denen in kleinen Mengen salzfreies Wasser aufgrund seiner geringeren Dichte auf dem Salzwasser schwimmt und entnommen werden kann.[35] In Ta Kandja nahe Siġġiewi befindet sich die 1963 fertiggestellte Water Services Corporation’s Groundwater Pumping Station, die gesammeltes Süßwasser aus etwa 6,2 Kilometer langen Stollen entnimmt. Unter Maltas Dörfern verläuft ein gut 42 Kilometer langes System dieser Stollen.
- Die zweite Bezugsquelle, das Abpumpen von Grundwasser über Tiefbrunnen, wird – außer für die Nutzung in der Landwirtschaft – möglichst vermieden.
- Das Verfahren der Umkehrosmose, der Meerwasserentsalzung, wird intensiv genutzt.[36] Besonders auf Gozo ist das Leitungswasser daher merklich salzig. Das Verfahren verbraucht eine große Menge Energie, die aus der Verbrennung fossiler Ressourcen gewonnen wird und damit umweltschädlich und hohe Kosten verursacht. In den 2010er Jahren wurden Verfahren zur Gewinnung von Trinkwasser aus Regenwasser geprüft, das sonst größtenteils ins Meer abfließt.[39]

Die Infiltration von Salzwasser in die Abwasseranlagen der Insel führt zu weiteren Problemen der Wasserqualität. Deshalb werden etwa 85 % des Trinkwassers, unter anderem aus Sizilien, importiert.
Die Bereitstellung sauberen Trinkwassers und der nachhaltige Umgang mit der Ressource Wasser bleibt eine Schlüsselaufgabe für die maltesische Regierung – nicht nur im Sinne des Umweltschutzes, sondern auch aus ökonomischer Sicht. Wirtschaftsförderer geben als große Herausforderung für die Ökonomie des Landes die Ressourcenarmut, darunter den Wassermangel, an. Mit der Errichtung eines leistungsfähigen Wasserverteilungssystems und der permanenten Kontrolle möglicher Leckagen an der Kanalisation wird versucht, dem Problem entgegenzuwirken. Mit dem 2011 veröffentlichten Water Catchment Management Plan, basierend auf der EU Water Framework Directive, soll der Mangel schrittweise behoben werden.

## Bevölkerung

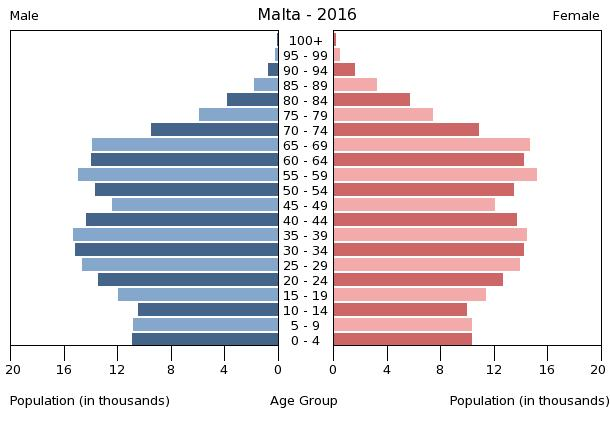
Bevölkerungspyramide Maltas 2016

### Demografie
Laut Zensus von 2021 hat Malta 519.562 Einwohner und damit 24 % mehr als im Jahr 2011. Damit lebten in Malta 1.649 Einwohner pro Quadratkilometer, und das Land hat eine der höchsten Bevölkerungsdichten der Welt. Malta hatte 2023 553.000 Einwohner. Das jährliche Bevölkerungswachstum betrug + 4,1 %. Zum Bevölkerungswachstum trug ein Geburtenüberschuss (Geburtenziffer: 8,1 pro 1000 Einwohner vs. Sterbeziffer: 8,0 pro 1000 Einwohner) bei. Die Anzahl der Geburten pro Frau lag 2022 statistisch bei 1,2, die der Europäischen Union betrug 1,5. (Bericht April 2024: 1,08.) Malta weist somit die niedrigste Fertilitätsrate in der Europäischen Union auf. Die Lebenserwartung der Einwohner Maltas ab der Geburt lag 2022 bei 82,7 Jahren. Der Median des Alters der Bevölkerung lag im Jahr 2021 bei 39 Jahren. Im Jahr 2023 waren 13,2 Prozent der Bevölkerung unter 15 Jahre, während der Anteil der über 64-Jährigen 19,6 Prozent der Bevölkerung betrug. Aufgrund der niedrigen Nettoreproduktionsrate wird Malta in den Hochrechnungen von Demografen langfristig als eine schrumpfende Nation eingestuft.
| Jahr | Einwohner | Jahr | Einwohner |
| ---- | --------- | ---- | --------- |
| 1950 | 312.000   | 2000 | 397.000   |
| 1960 | 312.000   | 2010 | 416.000   |
| 1970 | 320.000   | 2016 | 431.000   |
| 1980 | 333.000   | 2021 | 520.000   |
| 1990 | 364.000   |      |           |

Im Jahr 2021 besaßen 22 % der Einwohner Maltas eine ausländische Staatsangehörigkeit.
Im Jahr 2023 lebten 95 Prozent der Einwohner Maltas in Städten. siehe dazu die Liste der Städte in Malta.
Die Bevölkerungsverteilung Maltas zeigt die typische Bevölkerungsstruktur eines entwickelten Landes. Der Anteil der unter 25-Jährigen betrug 2021 23 %, die der über 64-Jährigen 18,8 %.

### Religion

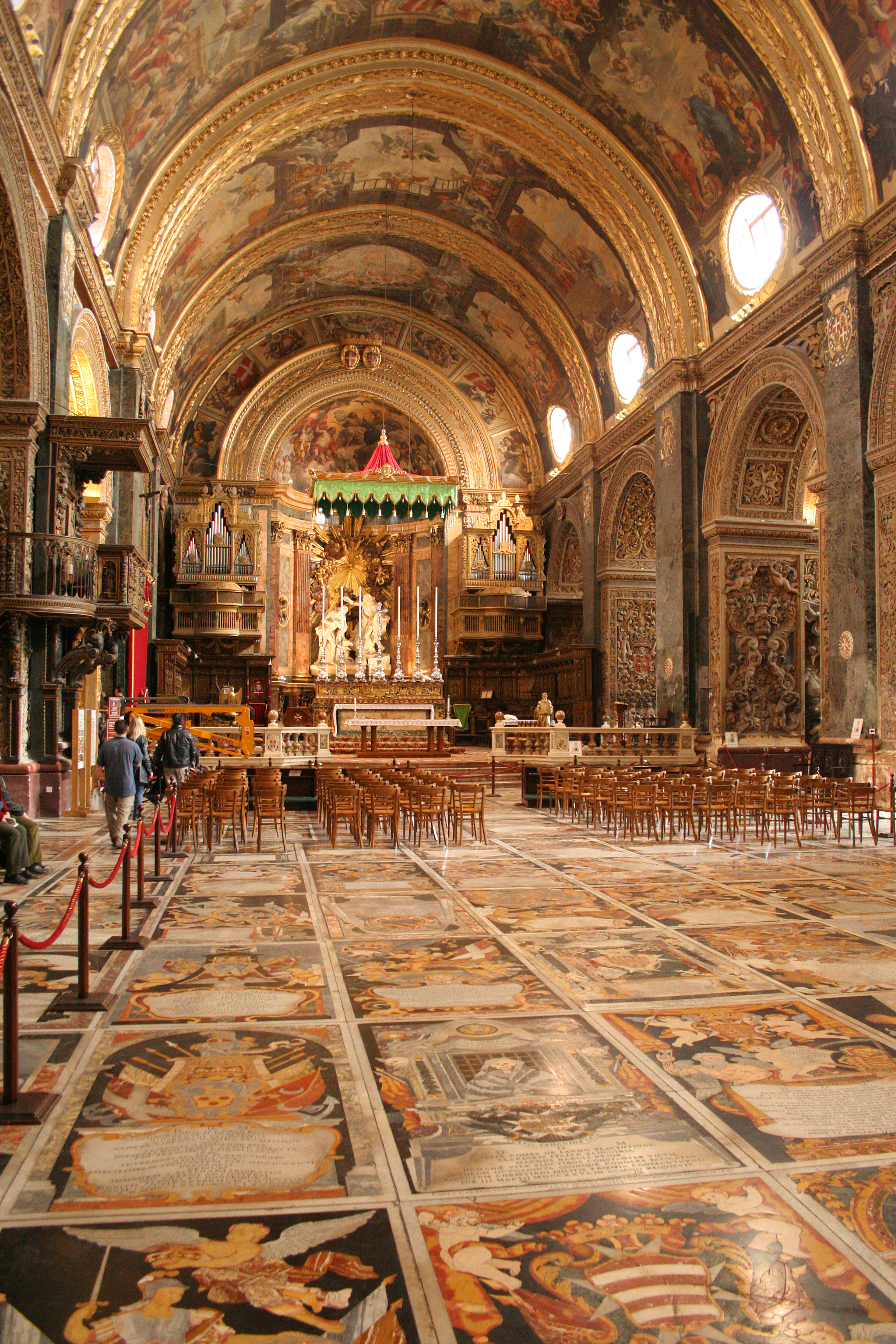
Kon-Katidral ta’ San Ġwann (St. John’s Co-Cathedral), Valletta

Laut einer im Jahr 991 durchgeführten Volkszählung lebten zu dieser Zeit 6.339 christliche und 14.972 muslimische Familien auf den maltesischen Inseln. Heute ist die überwiegende Mehrheit der maltesischen Bevölkerung (93,9 % im Jahr 2018) römisch-katholisch; daneben gibt es einige Protestanten (darunter Baptisten), orthodoxe Christen (Exarchat von Malta des Ökumenisches Patriarchat von Konstantinopel), Juden und Muslime. Malta ist damit das einzige Land mit einem arabischen Dialekt als Amtssprache, dessen Bevölkerung mehrheitlich christlichen Konfessionen angehört.
Die katholische Kirche übt seit dem Mittelalter starken Einfluss auf die Politik und das gesellschaftliche Leben Maltas aus. Die katholischen Gemeinden gehören zum Erzbistum Malta und dessen Suffraganbistum Gozo. Der Katholizismus ist in der Verfassung Maltas als Staatsreligion verankert und wird von der Bevölkerungsmehrheit praktiziert. Äußere Zeichen dafür sind Hausaltäre, in Gebäudefronten gemeißelte und farbenfroh verzierte Bildnisse von Heiligen, Bischöfen und Pfarrern sowie Denkmäler von Heiligen oder Päpsten auf öffentlichen Plätzen.
Nach einer in Malta beliebten Gründungslegende begann die Geschichte des Christentums auf Malta mit der Ankunft des Apostels Paulus von Tarsus. Die Erzählung von seinem Schiffbruch (Apg 28,1–11 ) vor Melite wird als Beleg für seine Ankunft auf Malta gedeutet, der griechische Name Melite mit Malta gleichgesetzt. Doch entspricht die in der Erzählung enthaltene Beschreibung Melites nicht der natürlichen Beschaffenheit Maltas. Dennoch sind die Inseln, auch als Zwischenstation auf der Fahrt nach Palästina, Ziel zahlreicher Pilger. Auch aufgrund ihres Glaubens Verfolgte fanden auf Malta oft ein neues Zuhause, etwa mithilfe des Jesuit Refugee Service Malta.
Die arabische Eroberung im Jahr 870 (siehe Geschichte Maltas) führte neben der Einführung der arabischen Sprache, aus der das Maltesische hervorging, zur Ansiedlung von Muslimen und wahrscheinlich auch zur Konversion vieler einheimischer Christen zum Islam. Im Hochmittelalter wurde die muslimische Bevölkerung Maltas vollkommen christianisiert oder vertrieben, sodass die heutige islamische Gemeinde im Wesentlichen aus eingewanderten Libyern besteht, die eine in den 1970er Jahren in Valletta errichtete Moschee betreiben. Das muslimisch-arabische Brauchtum des Mittelalters hat außer in der Sprache Maltas kaum Spuren hinterlassen.
Die Wurzeln des Judentums auf Malta reichen mindestens in das 3. Jahrhundert zurück, als die Insel zum Römischen Reich gehörte. Unter der spanischen Herrschaft mussten Juden, die die Taufe verweigerten, ab 1493 das Land verlassen. Dokumentiert ist die jüdische Präsenz in zahlreichen Bauwerken, etwa den Katakomben bei Rabat, dem Judentor und dem jüdischen Seidenmarkt in Mdina, dem Straßennamen Triq ta’ Lhud (Judengasse) und dem Judentor in Valletta. Auf der Insel Comino lebte Ende des 13. Jahrhunderts der jüdische Mystiker Abraham Abulafia.
Eine repräsentative Umfrage im Auftrag der Europäischen Kommission im Rahmen des Eurobarometers ergab 2020, dass für 58 Prozent der Menschen in Malta Religion wichtig ist, für 21 Prozent ist sie weder wichtig noch unwichtig und für 20 Prozent ist sie unwichtig.

### Sprache
Obwohl Malta bis zur staatlichen Unabhängigkeit 1964 stets unter Fremdherrschaft stand, haben die Malteser ihre eigene, aus dem nordafrikanischen und sizilianischen Arabisch des Mittelalters hervorgegangene Sprache bewahrt und zu einer modernen Schriftsprache ausgebaut. Maltesisch ist neben der ehemaligen Kolonialsprache, dem Englischen, eine Staatssprache Maltas; außerdem ist es qua Gesetz als alleinige Nationalsprache des maltesischen Volkes anerkannt und infolge der Mitgliedschaft in der Europäischen Union eine EU-Amtssprache.
Maltesisch zählt zu den semitischen Sprachen und hat sich aus einem arabischen Dialekt entwickelt. Strukturell ist es mit den nordafrikanischen Varietäten des Arabischen und dem ausgestorbenen sizilianischen Arabisch eng verwandt, aber auch größere Wortschatzanteile aus dem Italienischen sowie geringere aus dem Spanischen, Französischen und Englischen finden sich darin wieder. Maltesisch ist die einzige semitische Sprache Europas und die einzige semitische Sprache, die das lateinische Alphabet (Y und C ausgenommen) verwendet, erweitert um fünf Grapheme: ċ, ġ und ż sowie għ und ħ, die einige spezifisch italienische Zischlaute bzw. arabische Kehllaute abbilden.
Maltesisch ist in der Regel die Muttersprache der Malteser; Englisch und Italienisch sind Zweitsprachen, die dem öffentlichen Leben vorbehalten sind. Italienisch (zunächst in seiner sizilianischen Ausprägung) wurde nach der Übergabe Maltas durch die Araber an Sizilien im 11. Jahrhundert vom nun einwandernden christlichen Landadel als Bildungssprache verwendet und spielte zudem als Kirchensprache eine prägende Rolle. Es war Gerichtssprache Maltas bis 1934 und die bevorzugte Bildungs- und Schriftsprache der Malteser. Französisch diente der Kommunikation der örtlichen Händler und Handwerker mit dem Johanniterorden von 1530 bis zum Ende der Herrschaft des Ordens über Malta. Infolge der britischen Kolonialzeit im 19./20. Jahrhundert beherrschen fast alle Malteser das Englische, das im Bildungswesen mit dem Maltesischen gleichgestellt ist oder, wie an einzelnen Privatschulen und der staatlichen Universität, im Unterricht vorherrscht. Kenntnisse des Italienischen sind aufgrund der geographischen Nähe, der traditionell engen Wirtschaftsbeziehungen zu Süditalien und nicht zuletzt der Beliebtheit italienischer Fernsehprogramme weiterhin verbreitet; Italienisch wird in den Schulen von rund der Hälfte der Schüler als dritte Sprache nach Maltesisch und Englisch gewählt.
1934 wurde Maltesisch von den Briten neben Englisch zur offiziellen Sprache erhoben, um das Italienische zurückzudrängen und einer möglichen Einflussnahme des faschistischen Regimes Italiens auf die lokale Bevölkerung vorzubeugen. Das Arabische, das nach der Unabhängigkeit von Großbritannien im Zuge einer politischen und wirtschaftlichen Annäherung der Republik Malta an Libyen als Schulsprache propagiert wurde, findet kaum noch Interessenten. Nur etwa ein Prozent der Schüler lernt Arabisch.

### Bildung

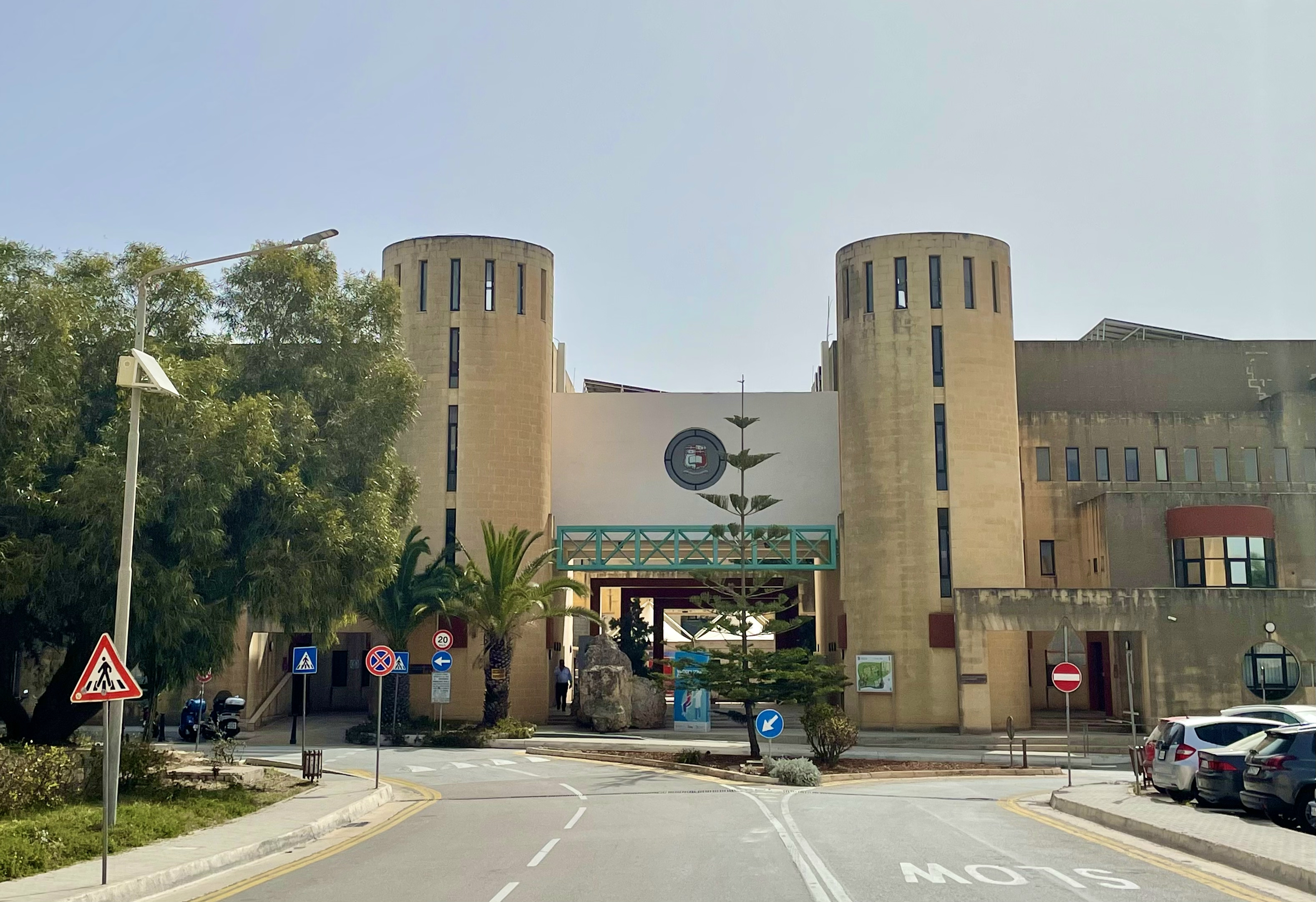
Campus der Universität Malta

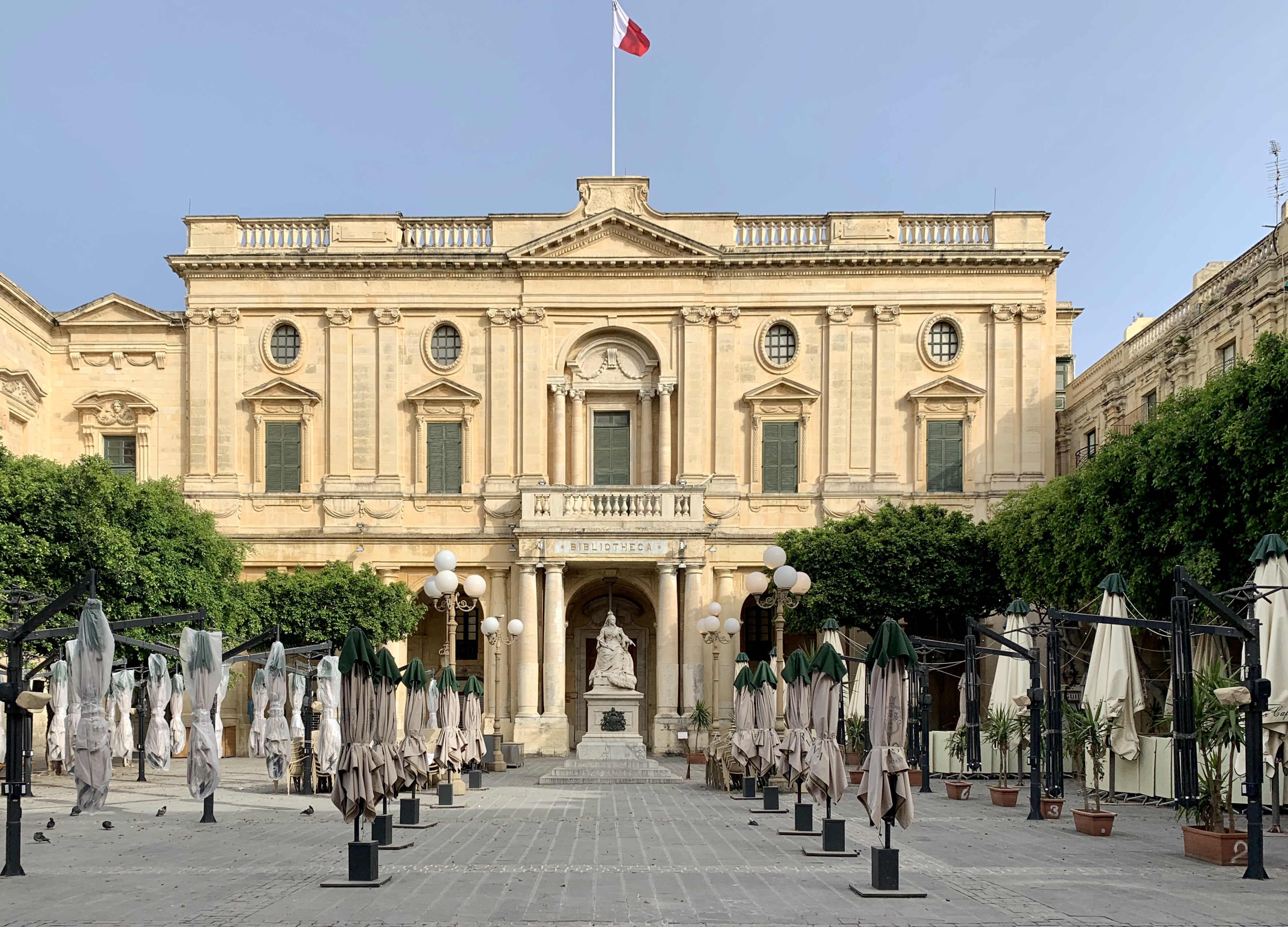
Bibliothek in Valletta

Bis 1946 bestand in Malta keine Schulpflicht. Sie wurde erst nach dem Ende des Zweiten Weltkrieges für Grundschulen eingeführt. Seit 1971 ist auch der Besuch einer Sekundarschule bis einschließlich des 16. Lebensjahres vorgeschrieben. Staatliche Schulen sind gebührenfrei, doch existieren auch von der katholischen Kirche betriebene Bildungseinrichtungen und Privatschulen, wie das St. Aloysius’ College in Birkirkara, das Savio College in Dingli und die San Anton School nahe Mġarr. Auch die Mehrzahl der Lehrer an den kirchlichen Schulen erhält ihr Gehalt vom Staat. Ferner gibt es zwei internationale Schulen, die Verdala International School und QSI Malta. Die Alphabetisierungsrate unter den Erwachsenen liegt in Malta bei 94,4 % (Stand 2015). Im Jahr 2005 gab Malta 6,76 % des Bruttoinlandsprodukts für Bildung aus und wurde in der EU nur von den skandinavischen Staaten Dänemark und Schweden sowie von Zypern übertroffen. Gemessen an der Wirtschaftskraft investiert Malta somit überdurchschnittlich viel in die Bildung, die Ausgaben pro Schüler/Student im Vergleich zum BIP pro Kopf der Bevölkerung erreichen sogar den höchsten Wert in der Europäischen Union. Die Ausgaben pro Student im Vergleich zum BIP pro Kopf der Bevölkerung werden in Europa nur noch von Zypern übertroffen und liegen im internationalen Vergleich über denen Japans. Die Hochschulausbildung wird dabei weitgehend staatlich finanziert, der Anteil der öffentlichen Ausgaben liegt hier bei 95 %, eine Finanzierung des Hochschulsektors durch Organisationen, Vereine, Stiftungen und Unternehmen ist in Malta weitgehend unbekannt. Rund 75 % der Ausgaben für Bildung im Tertiärbereich kommen der Universität direkt zugute, 25,2 % werden als Stipendien und Beihilfen ausgezahlt.
Im Jahr 2007 besuchten 98,8 % aller Vierjährigen eine Bildungseinrichtung mit Vorschulfunktion. Malta belegte damit nach Belgien, Frankreich und Italien zusammen mit den Niederlanden den vierten Platz innerhalb der Europäischen Union.
Das mehrstufige maltesische Schulsystem untersteht dem Bildungsministerium. Es orientiert sich an jenem Großbritanniens und besitzt eine sechsjährige Grundschule. Im Alter von elf Jahren müssen die Schüler eine Prüfung zum Einstieg in die Sekundarschule ablegen und können anschließend deren Träger frei wählen. Auf staatlichen Schulen folgt für Sechzehnjährige die Prüfung zur Mittleren Reife, die in der Regel in den Fächern Englisch, Maltesisch und Mathematik durchgeführt wird. Mit diesen Klausuren endet die offizielle Schulpflicht, die Schüler können jedoch entscheiden, ob sie ihre schulische Ausbildung noch erweitern wollen. Hierzu bieten sich zwei Möglichkeiten: der Besuch einer zweijährigen Oberstufe – angeboten am Junior College sowie den kirchlichen Einrichtungen St. Edward’s College, St. Aloysius’ College und De La Salle College – und die Einschreibung am Malta College of Arts, Science and Technology (MCAST). Am Ende der Oberstufe steht das Examen zur Hochschulreife. Abhängig von dessen Ergebnis erhalten die Absolventen entweder ihr Abschlusszeugnis oder eine Aufnahmebescheinigung der Universität Malta, der höchsten Bildungseinrichtung auf dem Archipel.
Der Anteil der Bevölkerung im Alter zwischen 25 und 64 Jahren mit mindestens einem Sekundarabschluss II stieg im Zeitraum von 2008 bis 2015 von 27,8 % auf 43,5 %, dies ist der geringste Wert in der EU. Der Anteil der weiblichen Studenten lag 2007 bei 57,4 %, dies sind mehr als im EU-Durchschnitt (55,2 %). In den Fachrichtungen Ingenieurwesen, verarbeitende Industrie und Bauindustrie sind 29,2 % aller Studierenden Frauen, dies sind mehr als im EU-Schnitt (24,7 %). Der Anteil der Studenten, die im Ausland studieren, hat sich von 0,4 % (1998) auf 1,0 % (im Jahr 2007) mehr als verdoppelt, dennoch weisen maltesische Studenten mit Abstand die geringste Mobilität innerhalb der Europäischen Union auf.
Dem Bilingualismus Maltas Rechnung tragend (Maltesisch gilt als Nationalsprache, Englisch als Zweitsprache) wird der Unterricht in der Grund- und der Sekundarschule in beiden Sprachen abgehalten. Dabei wird berücksichtigt, dass Maltesisch die Muttersprache ist, die in der Regel alle Schüler sprechen, während Englisch wie eine Fremdsprache hinzugelernt werden muss. Beide Sprachen sind Pflichtfächer für die Schüler und werden gleichberechtigt behandelt. Die Privatschulen dagegen bevorzugen mehrheitlich den Unterricht auf Englisch; ebenso werden auch die meisten Lehrveranstaltungen der Universität ausschließlich auf Englisch angeboten. Die Studenten kommunizieren mit ihren Dozenten jedoch auch auf Maltesisch.
In der Sekundarschule wählen die Schüler eine weitere Sprache. 51 % entscheiden sich für Italienisch und 38 Prozent für Französisch. Ferner werden Deutsch, Russisch, Spanisch und Arabisch angeboten. Im Durchschnitt erlernen maltesische Schüler in der Sekundarstufe 2,2 Fremdsprachen; dies ist mit Finnland nach Luxemburg der zweithöchste Wert in der Europäischen Union.

## Geschichte

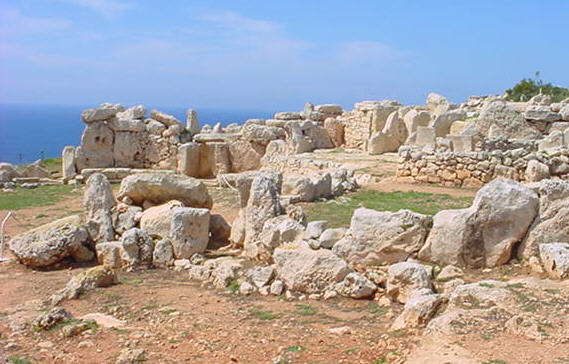
Tempelanlage Mnajdra im Süden Maltas

Auf den Inseln des maltesischen Archipels finden sich aus prähistorischer Zeit steinzeitliche Tempelanlagen, die zwischen 3800 und 2500 v. Chr. erbaut wurden (Megalithkultur). In der Bronzezeit wurde der Archipel neu besiedelt.
Vom Altertum an stand Malta abwechselnd unter dem Einfluss fast aller großen Kulturen des Mittelmeerraums: Auf die phönizische (ab 800 v. Chr.) folgten 217 v. Chr. die römische und 395 n. Chr. die oströmisch-byzantinische Herrschaft. 455 fiel Malta an die Vandalen, 494 an das Ostgotenreich, bevor es 533 erneut byzantinisch und 870 durch die Araber erobert wurde, die es islamisierten und eine neue Sprache, das Arabische, einführten. Laut einer im Jahr 991 durchgeführten Volkszählung lebten zu dieser Zeit 6.339 christliche und 14.972 muslimische Familien auf den Inseln. Um 1049 kamen neue arabischsprachige Siedler von Sizilien nach Malta. Nach 1091 wurde der Archipel normannisch, erneut siedelten sich Arabisch sprechende Sizilianer auf Malta an. Nach 1240 wurden Muslime von dem Staufer Friedrich II. von Malta vertrieben; ein erheblicher Teil der muslimischen Bevölkerung dürfte in dieser Situation zum Christentum konvertiert und auf Malta geblieben sein.
In den folgenden Jahrhunderten teilte Malta das Schicksal Siziliens zunächst unter den Staufern, ab 1266 unter den Anjou, den Aragonesen (ab 1284) und den Kastiliern (ab 1412). Die Herrschaft vor Ort übten meist Lehensträger des jeweiligen Königs aus. Unter der Herrschaft der Staufer wurde der maltesischen Bevölkerung ein gewisses Mitspracherecht gewährt; sie durften Abgeordnete in den consiglio popolare wählen, ein Verwaltungsorgan, das die Bevölkerung gegenüber dem Herrscherhaus vertrat. Obwohl die Aragonesen und Kastilier Sizilien mit der Insel Malta rund 250 Jahre beherrschten, übten die katalanische und spanische Kultur und Sprache keinen signifikanten Einfluss aus; der sizilianisch-italienische Einfluss dauerte fort. Kanzleisprache war lange Zeit das Lateinische, ehe sich das Sizilianische und später das Italienische durchsetzten.

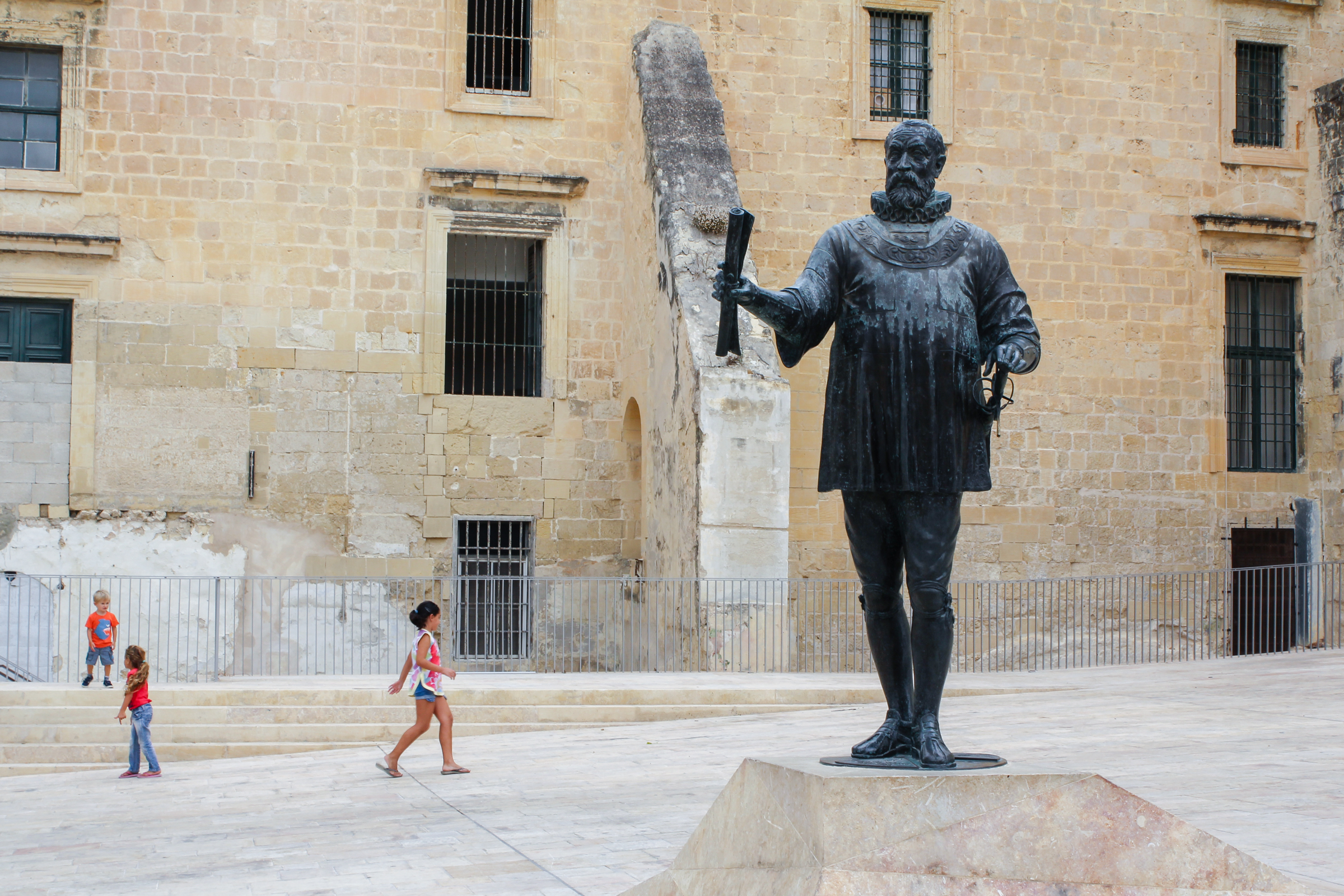
Denkmal für Jean de la Valette in Valletta

Nach dem Alhambra-Edikt der katholischen Könige, Isabella von Kastilien und Ferdinand von Aragon, von 1492/1493 mussten alle Juden Malta verlassen oder zum Christentum konvertieren.
Im Jahr 1530 übergab Karl V., Kaiser des Heiligen Römischen Reiches und als Carlos I. König von Spanien, die Inseln als Lehen dem Johanniterorden. Der Orden des heiligen Johannes zu Jerusalem, zu Rhodos und zu Malta, auch Hospitaliterorden und seit der Übernahme des maltesischen Archipels oft Malteserorden genannt, verstärkte die Befestigungsanlagen am Hafen und verteidigte die Inseln gegen osmanische Angriffe. Infolge der Großen Belagerung durch die Osmanen im Jahr 1565 wurde 1566 die Festungsstadt Valletta gegründet, die nach dem damaligen Großmeister des Ordens, Jean de la Valette, benannt ist.
Der Einzug des Johanniterordens 1530 bedeutete die politische Lösung Maltas von Sizilien und den Beginn einer eigenständigen historischen Entwicklung. Malta wurde Hauptsitz einer politischen und militärischen Macht; die Johanniter waren die ersten Herrscher, die Malta nicht nur als Außenposten nutzten. Die Ordensritter gehörten einer europaweit verbreiteten Elite an und brachten dem Archipel „kosmopolitische Offenheit, einen hohen kulturellen Stand und beträchtliche finanzielle Mittel“, was nicht nur in der militärischen Befestigung Maltas nach der Abwehr der Osmanen, sondern vor allem auch in teils prächtigen barocken Bauten einen bis heute sichtbaren Ausdruck fand. Auch die Anfänge eines eigenständigen maltesischen Bildungswesens sind in dieser Phase zu verorten (Universität Malta).
1798 wich der Malteserorden französischen Revolutionstruppen Napoleon Bonapartes. Nach einem Hilfegesuch maltesischer Aufständischer gegen die Franzosen blockierten britische Schiffe die Häfen des von den Franzosen geplünderten Archipels. Als diese im Jahr 1800 abziehen mussten, wurde ein britisches Regiment auf Malta stationiert, und im Ersten Pariser Frieden von 1814 wurde die Inselgruppe britische Kronkolonie, der durch ihre zentrale Lage an einer Meerenge zwischen dem westlichen und dem östlichen Mittelmeer eine wichtige strategische Rolle zufiel. Trotz des Endes seiner Herrschaft über Malta hält der Malteserorden bis heute einen (nicht von allen Staaten anerkannten) staatsähnlichen völkerrechtlichen Status aufrecht, ohne jedoch Gebietsansprüche an die Republik Malta zu stellen.
1921 wurde Malta unter britischer Herrschaft die Selbstverwaltung gewährt (vorerst bis 1933). Malta erhielt ein Zweikammerparlament mit einem Senat (der 1949 wieder abgeschafft wurde).

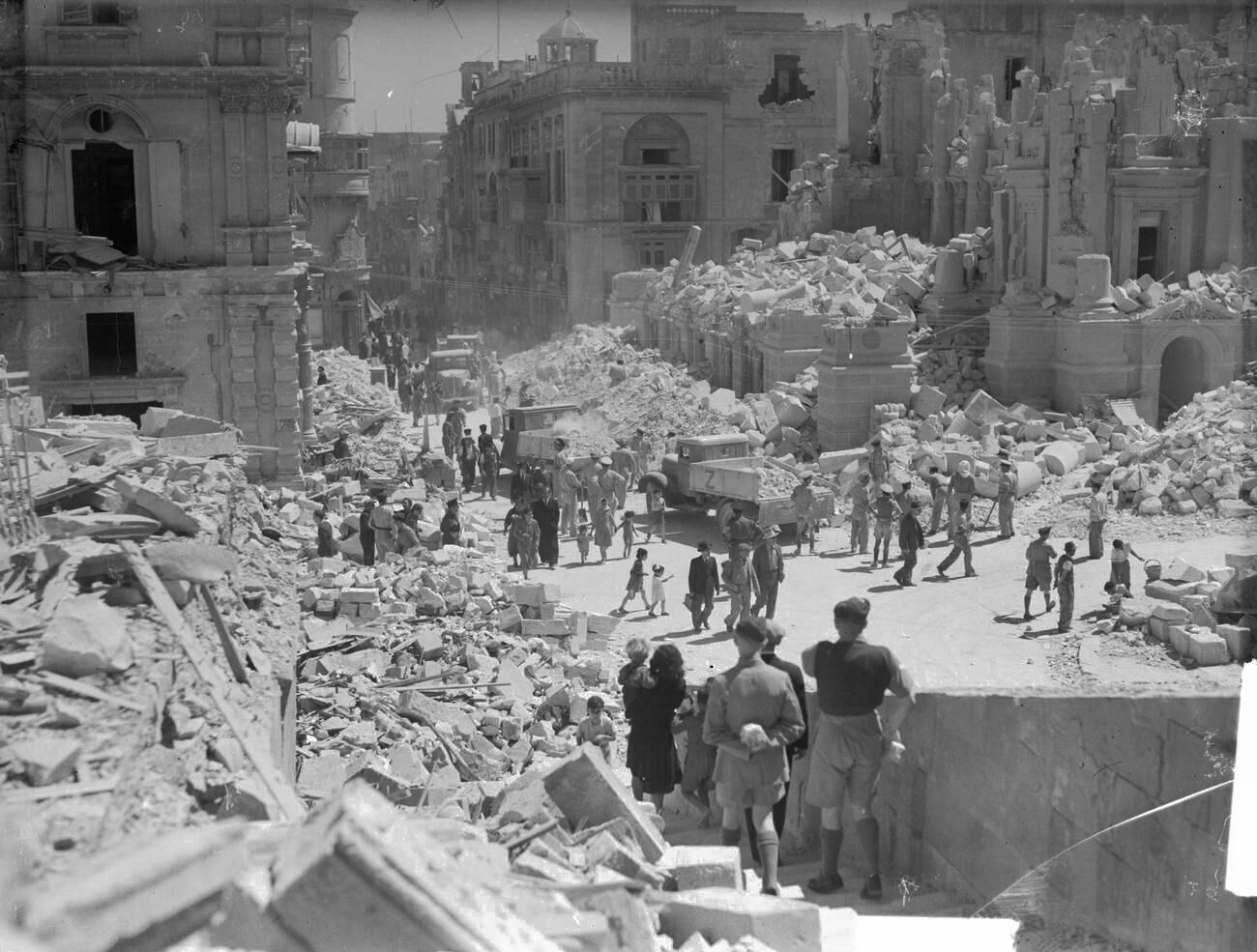
Stark bombardierte Straße in Valletta während der Belagerung Maltas 1942

Im Zweiten Weltkrieg erwarb sich Malta den Ruf eines „unversenkbaren Flugzeugträgers“, von dem aus die Briten den Nachschub und den Vormarsch des deutschen Afrikakorps behinderten. Während der Belagerung Maltas 1941/42 war die Hauptinsel von einem massiven Versorgungsnotstand und Tausenden italienischen und deutschen Luftangriffen betroffen, in denen mehr als 1000 Einwohner starben. Für die Rolle Maltas im Zweiten Weltkrieg verlieh der britische König der Bevölkerung 1942 das Georgskreuz, das noch heute die Staatsflagge Maltas ziert.
Im Juli 1945 nahm die maltesische Nationalversammlung einen Gesetzentwurf an, der für alle Frauen und Männer über 18 Jahren das Wahlrecht vorsieht. Bis dahin konnten nur ausgewählte Männer über 21 Jahren wählen. 1947 gestand Großbritannien dem Land wieder die Selbstverwaltung zu. Am 5. September 1947 trat die MacMichael Constitution in Kraft, die für Frauen und Männer über 21 Jahren das allgemeine Wahlrecht und das Prinzip „eine Person – eine Stimme“ enthielt. Vom 25. bis zum 27. Oktober 1947 fanden die ersten Wahlen statt. Schließlich erhielt Malta 1964 die Unabhängigkeit als parlamentarische Demokratie, blieb aber Mitglied des Commonwealth of Nations. Seit der Ausrufung der Republik am 13. Dezember 1974 ist das Oberhaupt des britischen Königshauses nicht mehr Staatsoberhaupt Maltas.
Am 1. Mai 2004 trat Malta der Europäischen Union bei. Am 1. Januar 2008 löste der Euro die Maltesische Lira (maltesisch Lira Maltija) als offizielle Landeswährung ab.

## Politik

### Legislative

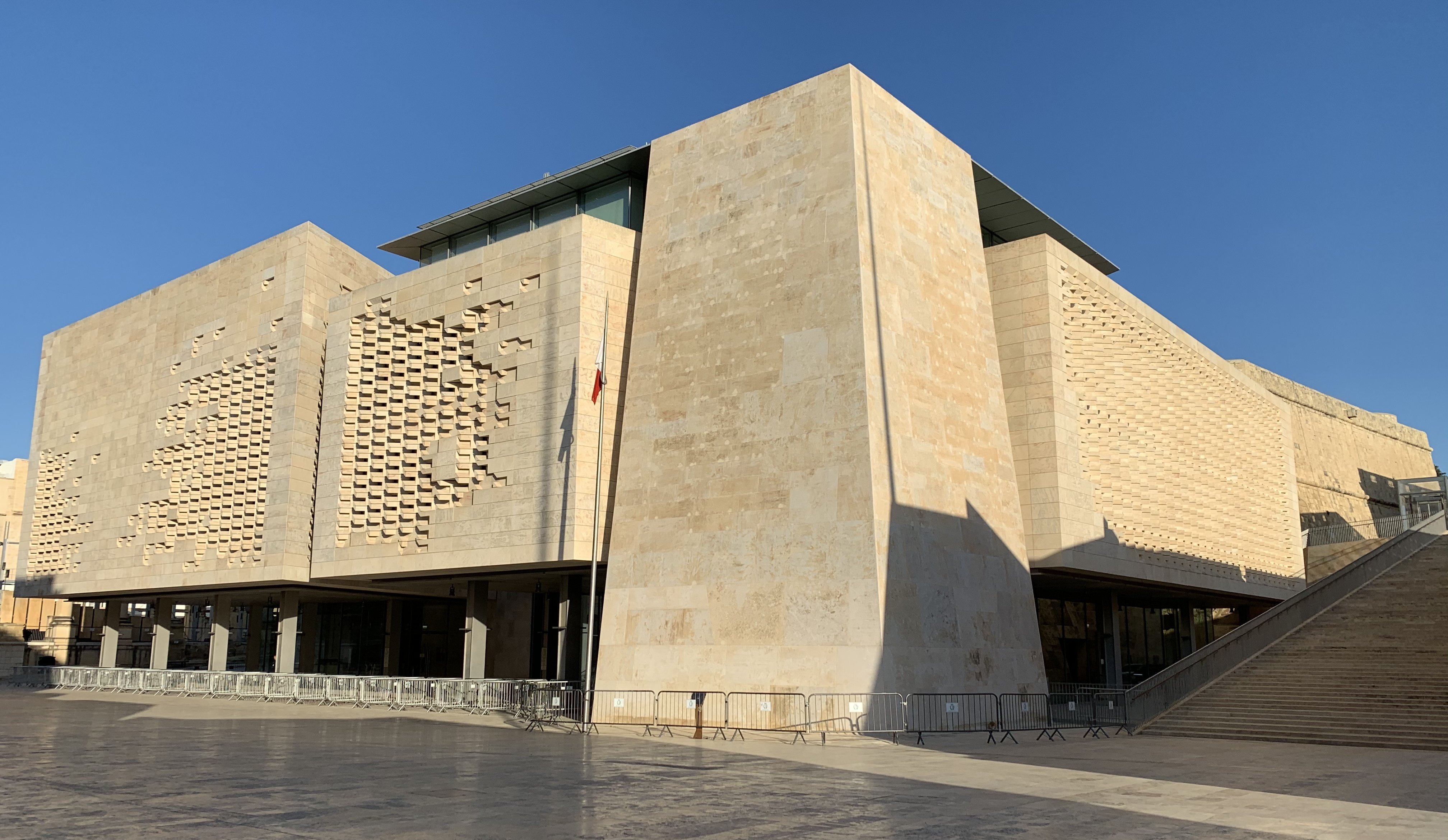
Parlamentsgebäude (Valletta)

Die Republik Malta verfügt über ein Einkammerparlament, das Repräsentantenhaus, das aus mindestens 65 Abgeordneten besteht. Gewählt wird in 13 Fünf-Personen-Wahlkreisen. Die dominierenden Parteien Maltas sind die Partit Laburista und die konservative Partit Nazzjonalista, die sämtliche Sitze im Parlament besetzen. Qua Amt ebenfalls Mitglieder des Parlaments sind der maltesische Staatspräsident und der Speaker of the House of Representatives.
Wahlverhalten
Die Parteibindung der meisten Malteser ist langfristig, die Zahl der Wechselwähler entsprechend gering. Dies erschwert es neuen Parteien, ins Parlament einzuziehen. Die langfristige Parteibindung wird zusätzlich durch das maltesische Verhältniswahlrecht nach dem Verfahren der übertragbaren Einzelstimmgebung in Mehrmandatswahlkreisen mit je fünf Mandaten begünstigt.
Die Wahlbeteiligung in Malta – es existiert keine Wahlpflicht – ist traditionell außerordentlich hoch. Bei Parlamentswahlen liegt die Wahlbeteiligung deutlich über 90 %, bei der Europawahl 2019 lag sie bei 72,7 %.
Gesetzgebung
Die Verfassung ist die höchste staatliche Rechtsquelle. Alle Gesetze können von Fachkommissionen vorbereitet und vorab gegebenenfalls in einem Weißbuch der Öffentlichkeit zur Kenntnis gegeben werden. Schließlich werden sie als Acts of Parliament vom Parlament verabschiedet. Die Gesetzgebungsbefugnis kann aber auch anderen Stellen übertragen werden, beispielsweise Ministerien, Behörden oder Körperschaften des öffentlichen Rechts. Damit verbunden ist die Ausarbeitung und Inkraftsetzung von Durchführungsbestimmungen („sekundärrechtliche Vorschriften, Local Councils Bye-Laws“). Bestehende außenpolitische Verträge werden stets direkt in das geltende maltesische Recht eingearbeitet. Alle Gesetze werden in der Regierungszeitung veröffentlicht. Das Abgeordnetenhaus kann auf Antrag Ergänzungen oder Textänderungen bestehender Gesetze beschließen.
Parteiensystem und Parlamentswahlen
| Wahl                                                        | Nationalistische Partei | Nationalistische Partei | Arbeiterpartei | Arbeiterpartei | Beteiligung |
| Wahl                                                        | Prozent                 | Sitze                   | Prozent        | Sitze          | Beteiligung |
| ----------------------------------------------------------- | ----------------------- | ----------------------- | -------------- | -------------- | ----------- |
| 1966                                                        | 47,9 %                  | 28                      | 43,1 %         | 22             | 89,7 %      |
| 1971                                                        | 48,0 %                  | 27                      | 50,8 %         | 28             | 92,4 %      |
| 1976                                                        | 48,4 %                  | 31                      | 51,5 %         | 34             | 94,3 %      |
| 1981                                                        | 50,9 %                  | 31                      | 49,1 %         | 34             | 95,0 %      |
| 1987                                                        | 50,9 %                  | 35                      | 48,9 %         | 34             | 95,5 %      |
| 1992                                                        | 51,8 %                  | 34                      | 47,7 %         | 31             | 95,3 %      |
| 1996                                                        | 47,8 %                  | 34                      | 50,7 %         | 35             | 95,0 %      |
| 1998                                                        | 51,8 %                  | 35                      | 47,0 %         | 30             | 94,0 %      |
| 2003                                                        | 51,8 %                  | 35                      | 47,5 %         | 30             | 96,0 %      |
| 2008                                                        | 49,3 %                  | 35                      | 48,8 %         | 34             | 93,3 %      |
| 2013                                                        | 43,3 %                  | 30                      | 54,8 %         | 39             | 93,0 %      |
| 2017                                                        | 43,7 %                  | 30                      | 55,0 %         | 37             | 92,1 %      |
| 2022                                                        | 41,0 %                  | 35                      | 55,1 %         | 44             | 85,6 %      |
| Die jeweils regierungsbildende Partei ist farbig unterlegt. |                         |                         |                |                |             |

In Malta besteht seit der Unabhängigkeit praktisch ein Zweiparteiensystem: Der bürgerlich-konservativen Partit Nazzjonalista (Nationalist Party) steht die sozialistisch-sozialdemokratische Partit Laburista (Labour Party) gegenüber. Beide Parteien haben sich in unregelmäßigen Abständen bei der Regierung abgewechselt. Die Parlamentsmehrheiten waren dabei häufig relativ knapp. Die Wahlbeteiligung war in der Vergangenheit durchgängig sehr hoch, was für ein ausgeprägtes politisches Interesse der Bevölkerung sprach.

### Exekutive
Der maltesische Staatspräsident wird gewählt, nachdem er vom Premierminister vorgeschlagen wird. Staatspräsidentin ist seit April 2024 Myriam Spiteri Debono, die der sozialdemokratischen Partit Laburista angehört. Regierungschef ist Robert Abela von derselben Partei. Die maltesische Regierung wird für eine Legislaturperiode von fünf Jahren gewählt.
Malta hat eine Zentralverwaltung und 68 Gemeindeverwaltungen, die ebenfalls alle fünf Jahre gewählt werden.

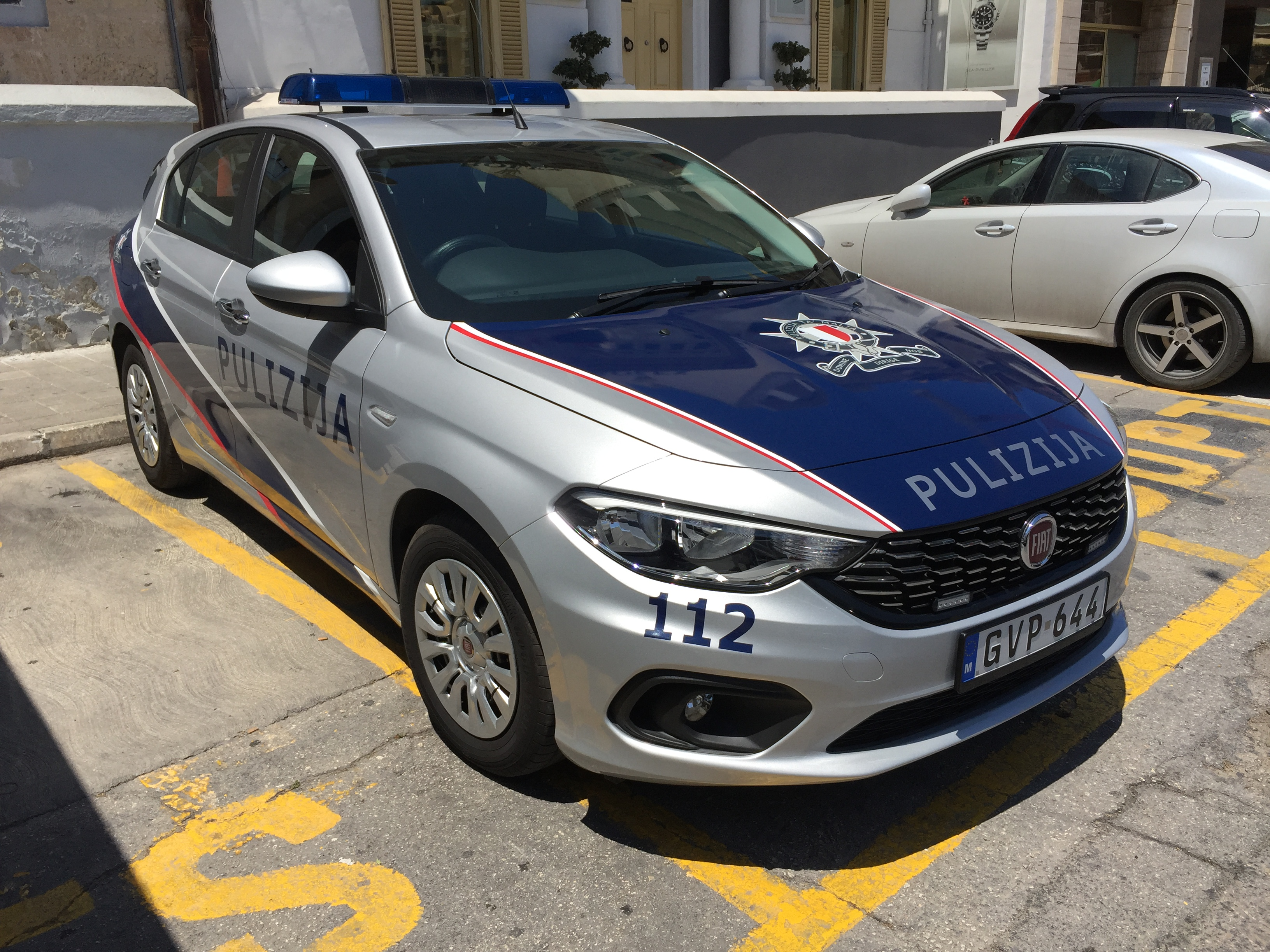
Fahrzeug der Maltesischen Polizei

Insgesamt (einschließlich Untersuchungshäftlinge/Untersuchungsgefangene) wurden im Jahr 2015 569 Personen gefangen gehalten. Davon waren rund 6 % weibliche einheimische Personen, 23 % männliche Einheimische, 2 % Jugendliche und Minderjährige sowie 40 % Ausländer. Es gibt nur ein Gefängnis in Malta, das Corradino Correctional Facility, in Paola bei Valletta mit einer Kapazität von 675 Plätzen.
In Valletta befindet sich der Hauptsitz der Gefängnis- und Bewährungsverwaltung (Prison and Probation Administration Headquarters), in welcher alle aktuellen Gerichtsurteile gesammelt und aufbereitet bzw. veröffentlicht werden. Er untersteht dem Ministerium für Innere Angelegenheiten.

### Judikative

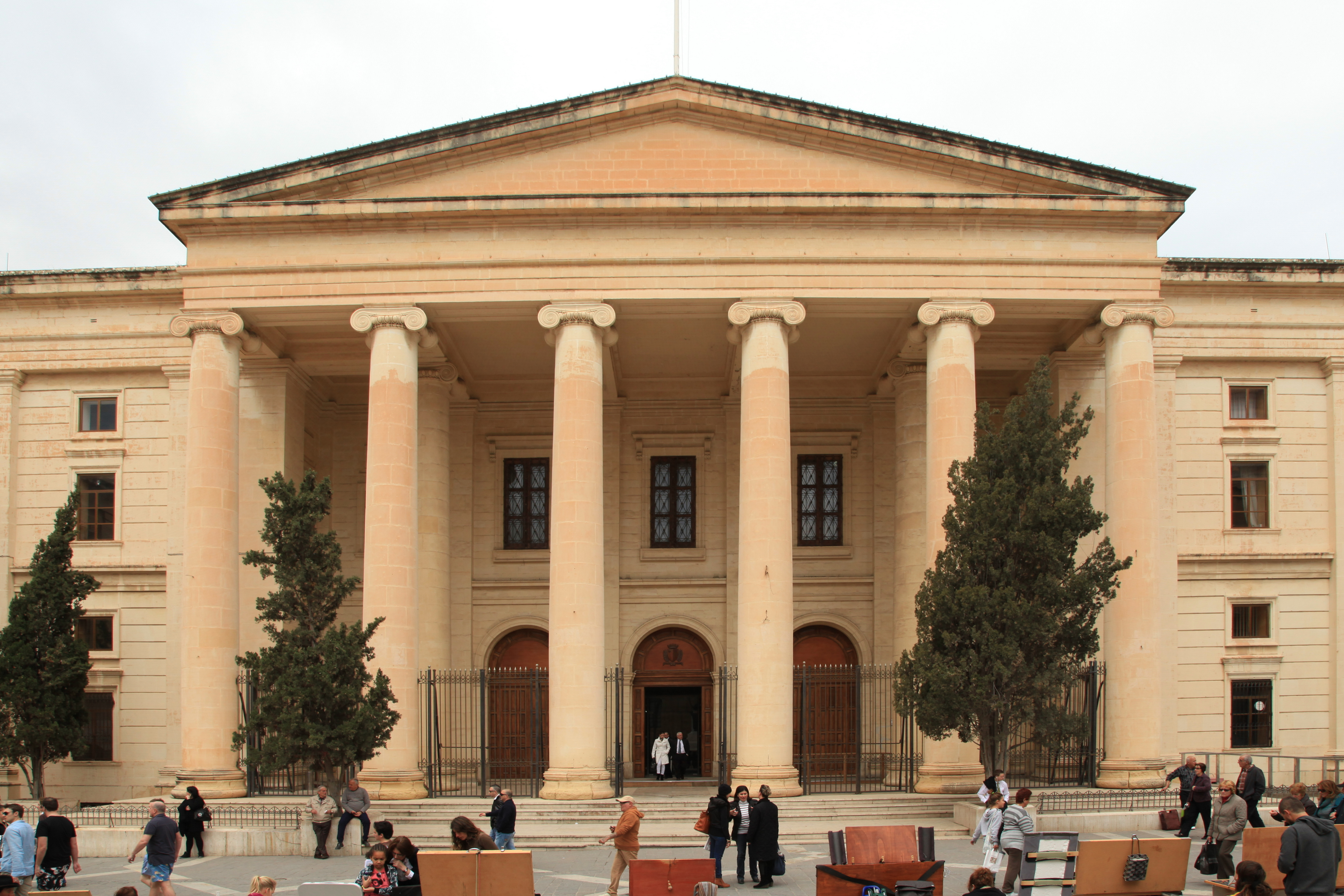
Gebäude des Gerichtshofs (Valletta)

Organe der Rechtsprechung sind Zivil- und Strafgerichte, die dem Ministerium für Justiz, Kultur und Kommunalverwaltung unterstehen. Zu den Zivilgerichten gehören der Court of Appeal (Appellationsgericht), der Civil Court mit drei Kammern, Court of Magistrates, Court of Magistrates Gozo und das Small Claims Tribunal. Strafgerichtsbarkeiten sind der Court of Criminal Appeal, Criminal Court, Court of Magistrates, Court of Magistrates Gozo sowie uvenile Court.
Das in den verschiedenen Rechtsakten festgeschriebene Recht wird von den Mitgliedern der Gerichte ausgelegt. Richter halten sich außer aus wichtigen Gründen an diese Rechtsprechung.
In den Gemeinden und Städten praktizieren rund 2000 Privatanwälte.

### Politische Indizes
| Index                              | Indexwert    | Rang im weltweiten Vergleich | Interpretation | Jahr |
| ---------------------------------- | ------------ | ---------------------------- | --- | ---- |
| Fragile States Index               | 31,1 von 120 | 158 von 179                  | Stabilität des Landes: sehr stabil 0 = sehr nachhaltig / 120 = sehr alarmierend Rang: 1 = fragilstes Land / 179 = stabilstes Land | 2024 |
| Demokratieindex                    | 7,93 von 10  | 27 von 167                   | Unvollständige Demokratie 0 = autoritäres Regime / 10 = vollständige Demokratie                                                   | 2024 |
| Freedom in the World Index         | 87 von 100   | —                            | Freiheitsstatus: frei 0 = unfrei / 100 = frei                                                                                     | 2024 |
| Rangliste der Pressefreiheit       | 61 von 100   | 73 von 180                   | Erkennbare Probleme für die Pressefreiheit 100 = gute Lage / 0 = sehr ernste Lage                                                 | 2024 |
| Korruptionswahrnehmungsindex (CPI) | 46 von 100   | 65 von 181                   | 0 = sehr korrupt / 100 = sehr sauber                                                                                              | 2024 |

### Innenpolitik
Der globale Klimawandel beschäftigt auch Maltas Politik. 2012 veröffentlichte das damalige Ministerium für Ressourcen und Angelegenheiten des ländlichen Raumes eine Strategie zur Anpassung an den Klimawandel (National Climate Change – Adaptation Strategy). Sie bietet den Rahmen für politische Maßnahmen zur Minderung und Anpassung an den Klimawandel. Eine langfristige Strategie zur Minderung des Klimawandels ist die Verstärkung von Bildungsmaßnahmen. Ein Kernpfeiler der Anpassungsstragie an den Klimawandel ist der Schutz der Natur, insbesondere der Biodiversität. Diese und die von ihr abhängigen Ökosysteme sollen besonders geschützt werden. Zudem wird eine Restauration von bestehenden Habitaten angestrebt, die anschließend als Naturschutzgebiete ausgezeichnet werden sollen. Ziel ist, gegen die Gefährdung von Arten vorzugehen und die Existenz von Populationen anzustreben. Ein Zeitfenster für die Umsetzung wurde jedoch nicht genannt. Notwendige Maßnahmen sollen dann umgesetzt werden, wenn sie anwendbar sind. Weitere Maßnahmen umfassen die Förderung der Zusammenarbeit zwischen verschiedenen Behörden und Bildungseinrichtungen und die Entwicklung eines Rahmens für die Gestaltung und Umsetzung von Maßnahmen zur Milderung und Anpassung an den Klimawandel. EcoGozo als staatliche Initiative initiiert unterschiedliche Projekte, um diese Ziele zu erreichen. Beispielsweise werden nachhaltige Energien unterstützt; bereits 68 % des für das Ministerium benötigten Stroms wird aus Solarenergie bezogen. Zudem wird auf die Verwendung von Elektroautos unterstützt, indem auf der Insel Gozo Ladestationen errichtet wurden.
Malta hat im Dezember 2021 als erstes EU-Land Cannabis teilweise legalisiert.
Einen großen Einfluss im politischen Alltag haben einige Gewerkschaften, so die General Workers’ Union, und die katholische Kirche.
Malta war bis vor kurzem das einzige EU-Land und eines der wenigen Länder weltweit, in denen eine Abtreibung in jedem Fall verboten ist, auch wenn das Leben der Mutter in Gefahr ist. Bei einem eigenmächtigen Schwangerschaftsabbruch drohen Frauen Gefängnisstrafen zwischen 18 Monaten und drei Jahren. In der Praxis wird jedoch nicht jeder Fall verfolgt. Im Juni 2023 beschloss das Parlament einstimmig, dass eine Abtreibung zulässig ist, wenn das Leben der Mutter eindeutig in Gefahr ist. Die Abtreibung bleibt in allen anderen Fällen, einschließlich Vergewaltigung, Inzest oder schwersten Erkrankungen des Fötus, weiterhin illegal.

### Außenpolitik: EU-Erweiterung
Malta stellte am 16. Juli 1990 einen erstmaligen Antrag auf Beitritt in die Europäische Gemeinschaft (EG). Mit dem Antrag verband sich die Hoffnung, Italien würde die Mitgliedschaft Maltas im Rahmen der nächsten Erweiterung unterstützen. Der Einfluss Italiens im Rat wurde jedoch aufgrund der politischen Umbrüche im Zuge der Mani pulite ab 1992 stark geschwächt. Dies hatte zur Folge, dass das Ergebnis des Gipfels in Lissabon 1992 nicht zu Gunsten von Malta ausfiel. Die 1993 von der Kommission veröffentlichte Opinion on Malta’s Application wurde zwar von der maltesischen Regierung als durchaus positiv für Malta wahrgenommen, doch nannte sie auch einige politische, wirtschaftliche und institutionelle Probleme, die Maltas Beitritt für die Union hätte. Einige dieser Probleme waren beispielsweise Maltas politische Neutralität oder die nötige, gründliche Überarbeitung des marktregulierenden Systems.
Trotz der überwiegend positiven Bewertung Maltas beschloss der Europäische Rat, die Entscheidung über den möglichen Beitritt bis zur geplanten Regierungskonferenz der Mitgliedstaaten 1996 zu verschieben.
Nach der Wahlniederlage der Nationalistischen Partei 1996 wurde die EU-Aufnahme von Seiten Maltas um zwei Jahre verschoben. Die Bemühungen eines Beitritts in die EU kamen vorzeitig zum Erliegen, denn die Sozialisten verfolgten das Ziel, Malta als eine „Schweiz im Mittelmeer“ zu etablieren. Als regierende Partei zogen sie nicht nur den Antrag auf Beitritt in die EU zurück, sondern zogen sich aus der Partnerschaft für den Frieden der NATO zurück. Dieser war Malta nur ein Jahr zuvor beigetreten um der EU zu signalisieren, dass sie in der Lage sei, ihre Neutralität zu bewahren und trotzdem eine Partnerschaft mit einer militärischen Organisation einzugehen. Statt einer Mitgliedschaft in der Europäischen Union ersuchte die neue Regierung eine Partnerschaft, welche die Europäische Kommission jedoch ablehnte. Infolge von innerparteilichen Auseinandersetzungen fanden, nach nur zwei Jahren als regierende Partei, 1998 Neuwahlen statt. Als Sieger gingen daraus die Nationalistischen Partei hervor, wodurch der Antrag auf Mitgliedschaft in der EU erneuert wurde. Doch nicht nur Malta verzeichnete einige Veränderungen, auch die Europäische Union hatte sich in der Zwischenzeit weiterentwickelt. Mit dem Vertrag von Amsterdam, dem Vorantreiben der Währungsunion und weiteren Meilensteinen war die EU eine andere Institution als 1990, als sich Malta erstmals bewarb. Auch die Standards, die für den Beitritt erfüllt sein mussten, hatten sich geändert. So mussten EU-Beitrittskandidaten vor ihrem Eintritt in die EU den Besitzstand der Gemeinschaft annehmen und die Kopenhagener Kriterien erfüllen. Hierbei wurde überprüft und evaluiert, wie kompetent sie dabei waren, das EU-Recht in ihr eigenes zu implementieren.
Nach der Wiederherstellung der Bewerbung ersuchte Malta die Kommission um eine Aktualisierung der 1993 veröffentlichten Opinion. Wichtigster Bestandteil dieses Reports war die Empfehlung, den Screening-Prozess von Malta zu starten, damit die eigentlichen Verhandlungen um den Beitritt beginnen konnten. Nachdem dieser Prozess im Zeitraum Mai 1999 bis Januar 2000 stattgefunden hatte, konnten im Februar die Verhandlungen aufgenommen werden. Im September des gleichen Jahres veröffentlichte die maltesische Regierung ihre erste Version des National Programme of Adaption of the Acquis, welches als Richtlinie zur Überprüfung des legislativen und administrativen Systems diente.
Malta wurde nach der Entscheidung auf dem EU-Gipfeltreffen am 13. Dezember 2002 in Kopenhagen im Zuge der EU-Erweiterung zum 1. Mai 2004 mit acht mittel- und osteuropäischen Staaten sowie Zypern in die Europäische Union aufgenommen. Trotzdem konnte Malta seinen Neutralitätsstatus, der seit 1987 in der Verfassung festgelegt ist, erhalten, da er auch im Beitrittsvertrag festgehalten wurde.
Doch vor der Aufnahme führten die Malteser am 8. März 2003 ein Referendum durch. Für einen Beitritt zur EU war die Nationalistische Partei, während die Sozialisten und Gewerkschaften Werbung dagegen machten. Die Wahlbeteiligung bei den 390.000 Maltesern lag bei 91 %, die Zustimmung bei 53,65 % und somit leicht über den Vorhersagen. Malta hat Luxemburg als kleinstes EU-Land abgelöst.
In das Europäische Parlament kann Malta sechs Abgeordnete entsenden, die je nach dem Landeswahlergebnis aus der Regierungs- und der Oppositionspartei kommen. Im ersten Halbjahr 2017 übernahm Malta die EU-Ratspräsidentschaft. Die Vorbereitung auf diese anspruchsvolle Aufgabe erfolgte über ein gemeinsames Arbeitsprogramm in einer Trio-Präsidentschaft mit den Niederlanden und der Slowakei, die 2016 den Vorsitz führten.
2023 gehörte Malta zur Allianz Westeuropäische Partner 4, die eine verstärkte Zusammenarbeit mit der NATO anstrebt.

### Vorwurf: Steuervermeidung, Geldwäsche, käufliche Staatsbürgerschaft
Maltas Politik wurde (Stand März 2019) vom Europäischen Parlament in mehrfacher Hinsicht gerügt. Kritisiert wurde vor allem der Verkauf von maltesischen Pässen an wohlhabende Ausländer und damit deren freier Zugang zum Schengen-Raum. Gemeinsam mit Zypern, das einer ähnlichen Praxis beschuldigt wird, war es bis zum Zeitpunkt des Berichts etwa 6000 Personen ermöglicht worden, sich über gekaufte Staatsbürgerschaften legal Zugang zur Europäischen Union zu verschaffen. Maltas Regierung gehe zudem nur unzureichend gegen Geldwäsche vor, darunter auch gegen solche Mittel, die potentielle Kriminelle ins Land bringen. Auch zählt Malta zu den Staaten der EU, die beschuldigt werden, bei der Steuervermeidung zu helfen, und gelegentlich als Steueroase bezeichnet werden. Im Oktober 2020 leitete die Europäische Kommission gegen Malta (und Zypern) Vertragsverletzungsverfahren wegen des Verkaufs der Staatsbürgerschaft an wohlhabende Nicht-EU-Bürger ein. Malta soll sie im Gegenzug für eine Investition in Höhe von 2,5 Millionen Euro vergeben haben. Wegen der Vergabe dieser Pässe verklagte die EU-Kommission Malta im September 2022 vor dem Europäischen Gerichtshof. Die Kommission ist der Auffassung, dass das Ausstellen solcher EU-Bürgerschaften als Gegenleistung für vorab festgelegte Zahlungen oder Investitionen ohne wirklichen Bezug zu dem betreffenden« Land nicht mit den Grundsätzen der Europäischen Union vereinbar sei. Im April 2025 verbot der EuGH diese maltesische Praxis, weil sie gegen den Grundsatz der loyalen Zusammenarbeit verstoße und das gegenseitige Vertrauen unter den Mitgliedsstaaten gefährde (Urteil vom 29. April 2025, Rs. C-181/23).

### Einreisebestimmungen
Die Einreise nach Malta ist mit einem gültigen Reisepass oder Personalausweis möglich. Kinderausweise (sofern sie mit einem Foto versehen sind) werden anerkannt. Vorläufige Reisepässe und Personalausweise werden nicht immer akzeptiert. Der Eintrag eines Kindes in den Reisepass eines Elternteils ist seit 2012 für die Einreise nicht mehr gültig.
Malta ist seit dem 21. Dezember 2007 Mitglied im Schengenraum, daher entfallen die Grenzkontrollen am Internationalen Flughafen von Malta. Ausländer, die über ein Schengenvisum bzw. einen Schengenaufenthalt verfügen, benötigen kein maltesisches Visum für die Einreise.

### Flüchtlingsfrage

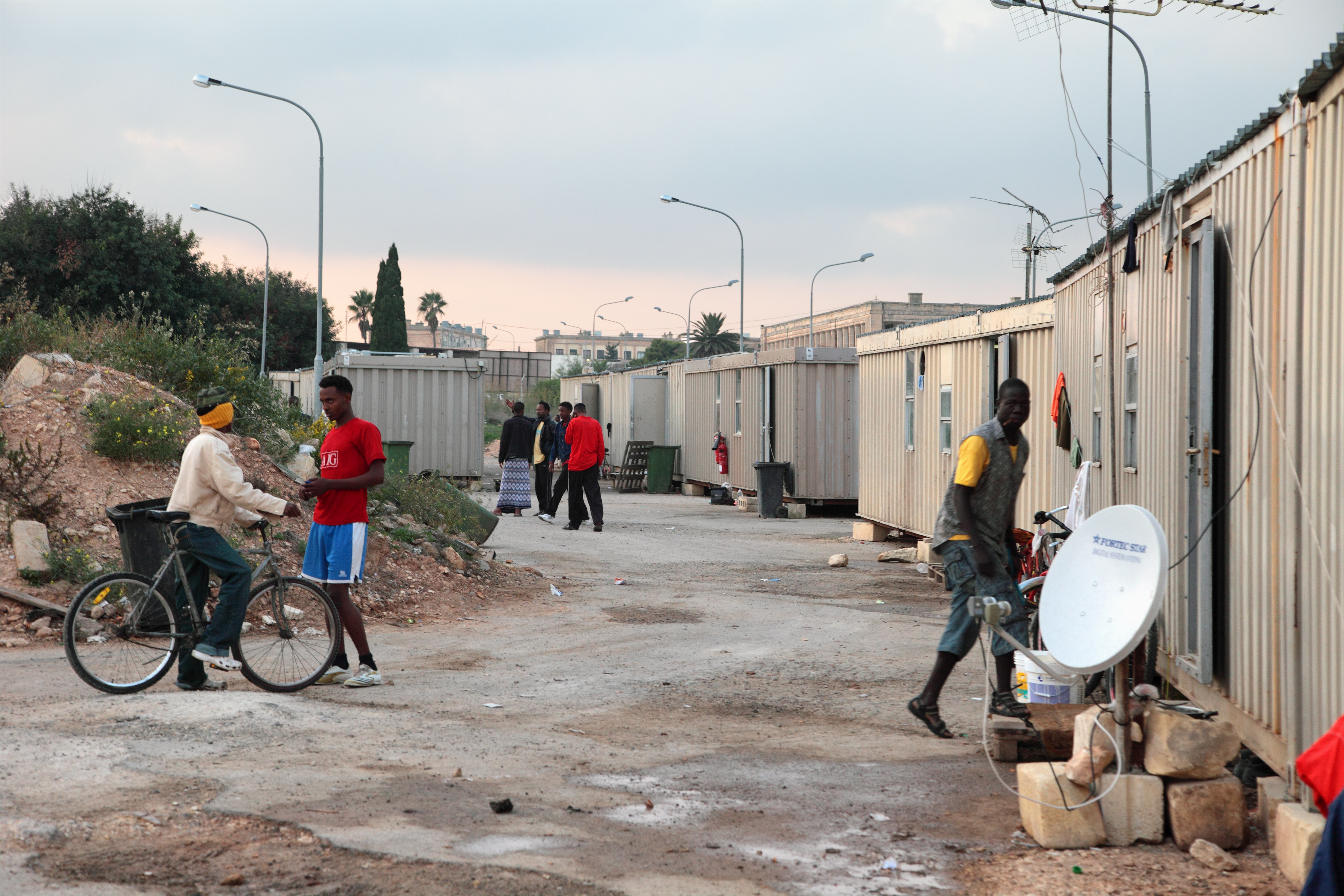
Flüchtlingslager in Ħal Far

Im Juni 2011 eröffnete die EU in Malta das Europäische Unterstützungsbüro für Asylfragen (EASO = European Asylum Support Office), das die Asylpolitik umsetzt, die Mitgliedstaaten berät und unterstützt.
2015 lebten in Malta etwa 10.000 Bootsflüchtlinge aus Somalia, Äthiopien, Eritrea und anderen Ländern Afrikas. Die meisten dieser Flüchtlinge haben nicht den Status von Asyl-Berechtigten, sondern werden aus humanitären Gründen (Bürgerkrieg und Ähnliches) nicht abgeschoben. Malta lehnt es aufgrund der hohen Bevölkerungsdichte und geringen Größe seiner Landfläche ab, noch mehr afrikanische Bootsflüchtlinge aufzunehmen. Zugleich ist Maltas Marine für die Koordinierung der Seenotrettung in einem 180 × 600 Seemeilen großen Gebiet zuständig. Wegen der Weigerung, Schiffen mit aus Seenot geretteten Flüchtlingen die Einfahrt in seine Häfen zu gestatten sowie wegen der Lebensbedingungen in den vom maltesischen Militär verwalteten Internierungslagern, in denen Asylbewerber teilweise bis zu 18 Monate festgehalten werden, sieht sich Malta zunehmend der Kritik von Menschenrechtsorganisationen und des Europäischen Parlaments ausgesetzt (Stand um 2008). Der Vorschlag Maltas, Bootsflüchtlinge gleichmäßig auf alle Mitgliedsstaaten der Europäischen Union zu verteilen, wird von den EU-Innenministern jedoch bisher abgelehnt.
Am 4. Juli 2018 wurde bekannt, dass Malta dem Flugzeug Moonbird von Sea-Watch und der Schweizer Humanitären Piloteninitiative (HPI) keine Erkundungsflüge von Malta aus mehr gestattete. 2017 habe die „Moonbird“ 119 Boote in Seenot gesichtet.

### Commonwealth

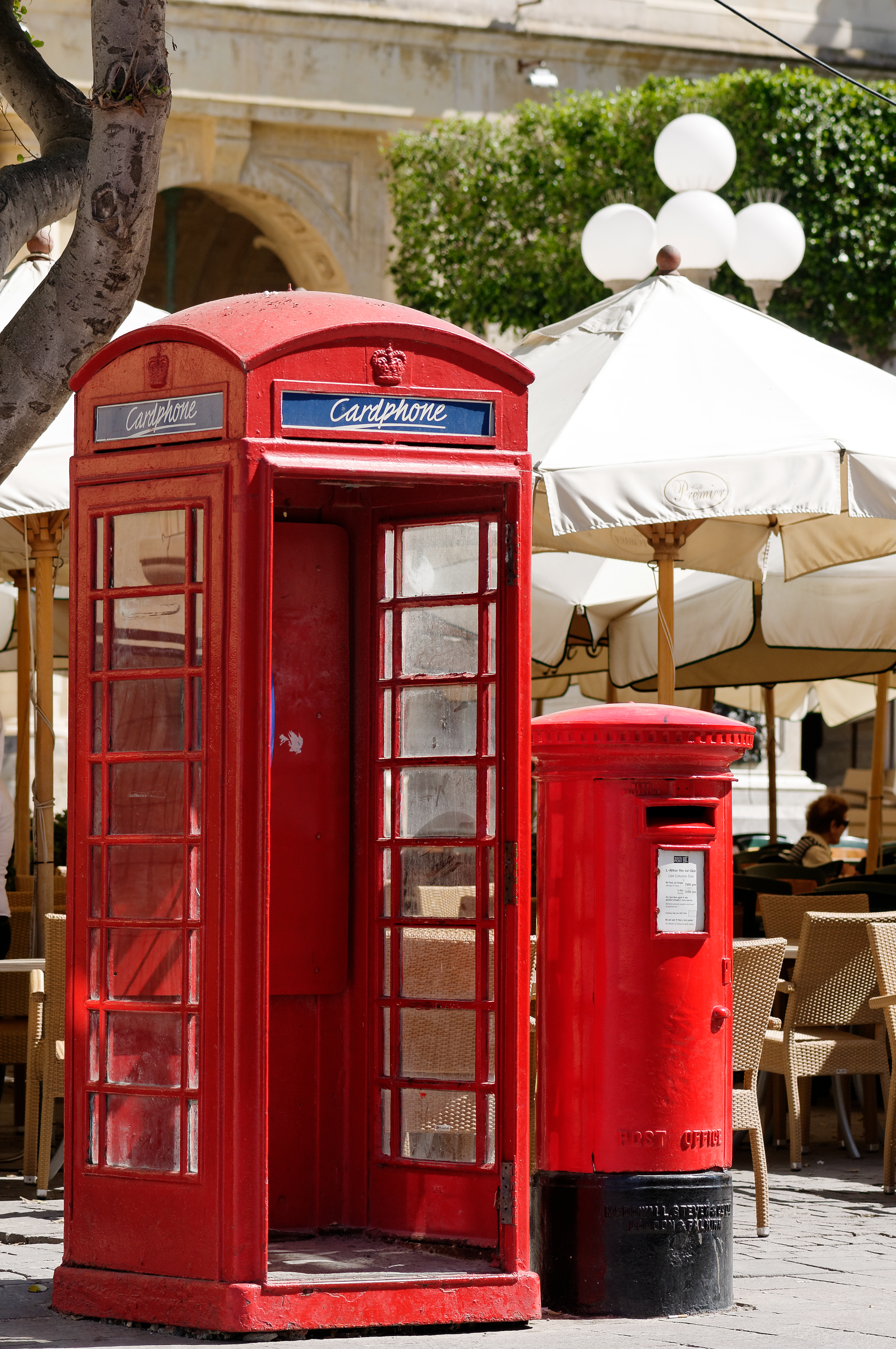
Telefonzelle und Postkasten in Valletta

Durch Maltas Mitgliedschaft im Commonwealth – dem Staatenbund ehemaliger (zumeist) britischer Kolonien – haben Malteser in manchen dieser Staaten bei Einreise- und Aufenthaltsbestimmungen einen privilegierten Status im Vergleich zu anderen EU-Bürgern.

### Sicherheitspolitik
Die maltesische Armee (Armed Forces of Malta / Forzi Armati ta’ Malta) verfügt über etwa 2140 Soldaten und mehrere Hubschrauber, die für Patrouillenflüge sowie Aufklärungs- und Rettungsaufgaben eingesetzt werden. Daneben existiert der Maritime Squadron, der den Schutz der territorialen Gewässer zur Aufgabe hat und sieben Patrouillenboote betreibt.
Seit dem 11. März 1983 besteht ein Vertrag mit Italien, der den Schutz der maltesischen Neutralität garantiert. Zu diesem Zweck gibt es in Pembroke auf Malta ein italienisches Truppenkontingent.

### Mitgliedschaft in internationalen Organisationen
- Vereinte Nationen und Unterorganisationen (seit 1964)
- Mitglied des Commonwealth (seit 1964), Europarat (seit 1965)
- Internationale Seeschifffahrts-Organisation (IMO, seit 1966)
- Union für den Mittelmeerraum (UfM, seit 2008)
- Organisation für Sicherheit und Zusammenarbeit in Europa (OSZE, seit 1972)
- Interparlamentarische Union (IPU, seit 1988)
- Internationale Atomenergie-Organisation (IAEO, seit 1997)
- Europäische Union (EU, seit 1. Mai 2004)

### Diplomatische Beziehungen
Malta unterhält mit mehr als 100 Ländern diplomatische Beziehungen und tauscht Botschafter aus. Die meisten ausländischen Botschaften befinden sich in den Nachbarstädten Vallettas rund um den Marsamxett Harbour und fallen hier kaum durch große Sicherheitsvorkehrungen auf.
Deutschland und Malta haben 1965 konkrete Beziehungen vereinbart, kurz nach der Unabhängigkeit Maltas. Im Zusammenhang mit dem EU-Beitritt der Inselrepublik im Mai 2004 sind die bestehenden Kontakte auf allen Ebenen (Handel und Wirtschaft, Kultur, Bildung) stetig intensiver geworden.

## Verwaltungsgliederung

### Regionen und Gemeinden
Seit 2009 wird Malta in fünf Regionen (maltesisch reġjuni) und 68 Gemeinden (maltesisch Kunsill Lokali) gegliedert.
Jede Region hat ein Regionalkomitee (maltesisch Komitat Reġjonali), das aus einem Regionalpräsidenten, einem Vizepräsidenten, einem Exekutivsekretär und zwischen 10 und 14 Mitgliedern besteht.
| Wappen | Region                            | Sitz                                 | Karten | Gemeinden | Distrikte                                                                                   | Inseln                                    |
| ------ | --------------------------------- | ------------------------------------ | ------ | --- | ------------------------------------------------------------------------------------------- | ----------------------------------------- |
|        | Reġjun Ċentrali (Zentrale Region) | San Ġwann                            |        | - Attard - Balzan - Birkirkara - Gżira - Iklin - Lija - Msida - Pietà - San Ġiljan (St Julian’s) - San Ġwann - Santa Venera - Sliema - Ta’ Xbiex                                  | umfasst Teile der Distrikte - Northern Harbour - Western                                    | - Malta                                   |
|        | Reġjun Għawdex (Region Gozo)      | Victoria (Rabat)                     |        | - Fontana - Għajnsielem - Għarb - Għasri - Kerċem - Munxar - Nadur - Qala - Victoria (Rabat) - San Lawrenz - Sannat - Xagħra - Xewkija - Żebbuġ                                   | Gozo and Comino                                                                             | - Gozo - Comino - Cominotto - Fungus Rock |
|        | Reġjun Nofsinhar (Region Süd)     | Qormi                                |        | - Birżebbuġa - Għaxaq - Gudja - Ħamrun - Kirkop - Luqa - Mqabba - Qormi - Qrendi - Safi - Santa Luċija - Siġġiewi - Żebbuġ - Żurrieq                                              | umfasst Teile der Distrikte - Northern Harbour - South Eastern - Southern Harbour - Western | - Malta - Filfla - Filfoletta             |
|        | Reġjun Tramuntana (Region Nord)   | San Pawl il-Baħar (Saint Paul’s Bay) |        | - Dingli - Għargħur - Mdina - Mellieħa - Mġarr - Mosta - Mtarfa - Naxxar - Pembroke - Rabat - San Pawl il-Baħar (Saint Paul’s Bay) - Swieqi                                       | umfasst ganzen Distrikt - Northern umfasst Teile der Distrikte - Northern Harbour - Western | - Malta - Saint Paul’s Islands            |
|        | Reġjun Xlokk (Region Südosten)    | Tarxien                              |        | - Cospicua (Bormla) - Fgura - Floriana - Kalkara - Marsa - Marsaskala - Marsaxlokk - Paola - Senglea (Isla) - Tarxien - Valletta - Vittoriosa (Birgu) - Xgħajra - Żabbar - Żejtun | umfasst Teile der Distrikte - South Eastern - Southern Harbour                              | - Malta                                   |

Die Gemeinden werden für statistische Zwecke zu sechs Distrikten (maltesisch Distretti) zusammengefasst. Die beiden kleineren Inseln bilden zusammen den Distrikt Gozo and Comino, der deckungsgleich mit der Reġjun Għawdex (Region Gozo) ist.
- Gozo and Comino
- Western
- Northern
- Northern Harbour
- South Eastern
- Southern Harbour

### Ehemalige Regionen (1993–2009)
- Malta Majjistral (Nordwest-Malta), die Gemeinden der Region wurden zu der Reġjun Ċentrali (Zentrale Region) und der Reġjun Tramuntana (Region Nord), die Gemeinden Ħamrun, Qormi, Siġġiewi und Żebbuġ wurden in die Reġjun Nofsinhar (Region Süd) integriert.
- Malta Xlokk (Südost-Malta), die Gemeinden der Region wurden zu der Reġjun Nofsinhar (Region Süd) und der Reġjun Xlokk (Region Südosten).

## Wirtschaft

### Allgemein
Maltas Wirtschaft gestaltet sich im Vergleich zu den anderen im Jahr 2004 der EU neu beigetretenen Mitgliedstaaten relativ positiv. Die zwei traditionellen Wirtschaftszweige sind Landwirtschaft und Fischerei. Dabei wird die Landwirtschaft hauptsächlich auf Gozo betrieben. Obwohl die Umweltbedingungen (wenig Regen, geringer Abfluss, kalkiger Untergrund und heißes Klima) keine guten Voraussetzungen für die agrarische Nutzung bieten, werden bei verschiedenen Gemüse- und Getreidearten hohe Erträge erzielt, auch der Weinbau ist rentabel. Trotzdem erzeugt Malta nur 20 Prozent des Eigenbedarfs an Nahrungsmitteln. Der größte Arbeitgeber des Landes sind die Malta Drydocks, die zweitgrößte Werft Europas. Ein bedeutender Wirtschaftsstandort und -faktor ist die Hauptstadt Valletta.
Das BIP ist ungleich zwischen den verschiedenen Wirtschaftssektoren verteilt. Der primäre Sektor macht dabei 1,4 % der jährlichen Produktion aus, der sekundäre Sektor 15,5 % und der größte Teil wird durch den tertiären Sektor, durch die Dienstleistungen, generiert. Dieser Anteil liegt bei 83,1 %.
Der Tourismus spielt eine große Rolle (40 Prozent des Bruttosozialprodukts) und auch finanzielle Dienste (elf Prozent). Die meisten Urlauber kommen aus Großbritannien, Deutschland, Italien und Russland. Seit 1965 hat sich die Zahl der Touristen etwa verzehnfacht, es sind über eine Million Touristen jährlich, die vor allem die Strände, die historischen Städte und die Felsenlandschaft besuchen, dazu kommen noch einmal etwa eine Million Kreuzfahrttouristen. Circa 70.000 Touristen kommen pro Jahr für einen Englischkurs nach Malta. Dieser Bereich des Tourismus wird staatlich beaufsichtigt und gefördert. Ein Anteil von 1,8 % des BIP wird von den Sprachschulen auf Malta erwirtschaftet.
Die Bekleidungs- und Textilindustrie sind weitere wichtige Wirtschaftszweige. 1992 wurde auf Malta eine eigene Börse mit dem Namen Malta Stock Exchange gegründet.
Malta besitzt Kalksteinvorkommen, die bedeutsam für dessen Baubranche sind. Bedeutende Erdgas- und Erdöl-Lagerstätten befinden sich in den maltesischen Hoheitsgewässern.
Europäische Unternehmen werden seit den 1970er Jahren mit Steuervorteilen gelockt. So produzieren etwa 55 deutsche Unternehmen für den Export, unter anderem Playmobil und Lloyd-Schuhe. Auch die Elektronikbauteilgesellschaft STMicroelectronics hat einen großen Produktionsstandort.
Im Global Competitiveness Index, der die Wettbewerbsfähigkeit eines Landes misst, belegt Malta Platz 39 von 138 Ländern (Stand 2016). Der Index für wirtschaftliche Freiheit 2024 des Landes war der 50 höchste von 176 Ländern.
Die Arbeitslosenquote sank bis Juni 2018 auf 3,9 % und ist damit unter dem EU-Durchschnitt. Im Jahr 2017 betrug die Jugendarbeitslosigkeit 10,0 %.
| Jahr                                    | 2010   | 2015   | 2016   | 2017   | 2018   | 2019   | 2020   | 2021   | 2022   | 2023   |
| --------------------------------------- | ------ | ------ | ------ | ------ | ------ | ------ | ------ | ------ | ------ | ------ |
| BIP in Mrd. USD (Kaufkraftparität)      | 12,4   | 17,7   | 18,6   | 21,4   | 23,3   | 25,9   | 25,7   | 30,2   | 33,7   | 37,5   |
| BIP pro Kopf in USD (Kaufkraftparität)  | 29.851 | 40.239 | 41.271 | 46.441 | 49.009 | 52.471 | 50.005 | 58.477 | 64.634 | 69.182 |
| BIP-Wachstum (real)                     | 6,2 %  | 9,6 %  | 4,1 %  | 13,0 % | 7,2 %  | 4,1 %  | −3,5 % | 13,5 % | 4,1 %  | 7,5 %  |
| Inflation (in Prozent)                  | 2,0 %  | 1,2 %  | 0,9 %  | 1,3 %  | 1,7 %  | 1,5 %  | 0,8 %  | 0,7 %  | 6,1 %  | 5,6 %  |
| Staatsverschuldung (in Prozent des BIP) | 65 %   | 55 %   | 53 %   | 46 %   | 41 %   | 39 %   | 49 %   | 50 %   | 49 %   | 47 %   |

### Rohstoffe
Auf den maltesischen Inseln sind im Verhältnis zu anderen Ländern nur wenige Rohstoffe zu finden. In den Hoheitsgewässern Maltas gibt es einige Erdgas- und Erdöl-Lagerstätten, welche aber nur zu einem geringen Teil ausgeschöpft werden. Eine effektivere Förderung mit mehr Potenzial wurde in den 2010er Jahren entwickelt.
Weitere nennenswerte Rohstoffe Maltas sind der Globigerinenkalk. Dieser ist einer der wenigen natürlichen Rohstoffe des Inselstaates und wird hauptsächlich auf der Insel Gozo abgebaut. Der Kalksandstein auf Malta besitzt eine große Bedeutung für die Baubranche, da dieser das hauptsächlichste Baumaterial auf den beiden Inseln darstellt. So werden wie bereits in früheren Jahren Geschäftshäuser, Wohngebäude oder Kirchen aus diesem Material errichtet, auch für das Anlegen von Bürgersteigen wird er eingesetzt. Andere auf Malta vorkommende natürliche Rohstoffe sind Sedimente wie vor allem der blaue Ton und der obere Grünsand.
Da die Menschen bereits in der Jungsteinzeit mit der Entwaldung Maltas begonnen hatten, gibt es kaum Wälder auf der Insel und somit auch kein Holz. Aus diesem Grund wurden künstlich angelegte Waldflächen erschaffen, die jedoch im Wesentlichen als Erholungsgebiete dienen.
Ein weiterer, eher untergeordneter Rohstoff Maltas ist das in Salzpfannen traditionell hergestellte Meersalz. Auf der Insel Gozo kann diese Herstellung von Touristen besichtigt sowie Meersalz erworben werden. In der Bucht vor Qawra gibt es umfangreiche Salinen und einen Salinen-Nationalpark.

### Landwirtschaft und Fischereiwesen

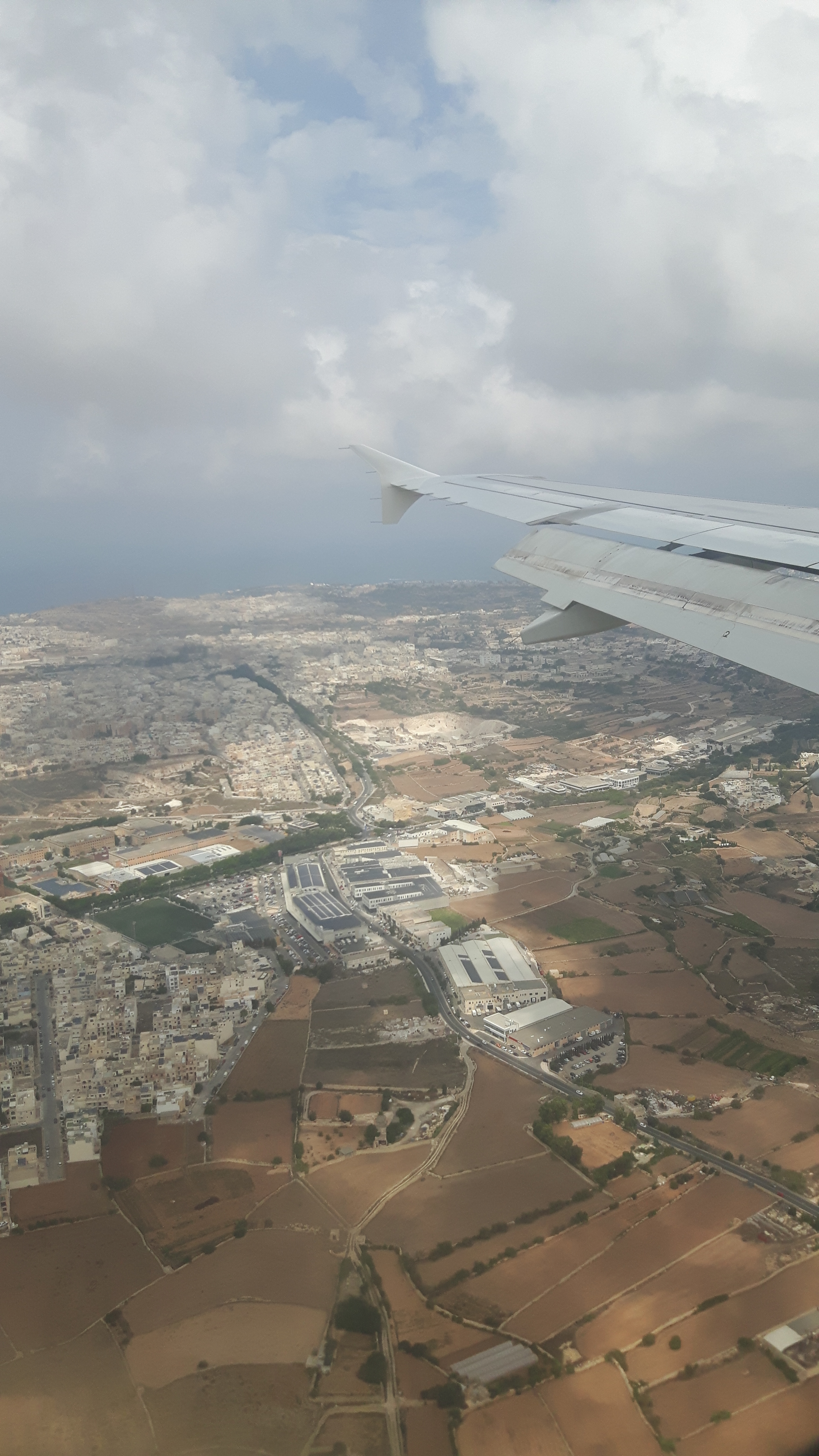
Blick aus dem Flugzeug auf die Felder Maltas

Die Landwirtschaft stellt trotz volkswirtschaftlich geringer Rolle einen wichtigen Wirtschaftszweig auf Malta dar. Die Landwirtschaft trug 2010 mit 1,92 % zum Bruttoinlandsprodukt von Malta bei. Im Jahr 2003 lag der Anteil noch bei 2,89 %. 2010 waren rund 18.500 Menschen in der Landwirtschaft tätig, was einem Anteil von 10,6 % aller Erwerbstätigen Maltas entspricht. Von diesen sind circa 1.300 als Vollzeitkräfte beschäftigt.
Aufgrund des geringen Niederschlages werden die meisten landwirtschaftlichen Flächen nur während der Regenmonate im Winter bewirtschaftet. Insgesamt fünf Prozent der Flächen werden künstlich bewässert, jedoch fast ausschließlich mit gesammeltem Regenwasser. Es werden unter anderem verschiedene Gemüse- und Fruchtarten wie Tomaten, Kartoffeln, Oliven, Pfirsiche und Erdbeeren angebaut. Die einheimischen Rebsorten sind Girgentina und Ġellewża.
51,2 Prozent der Gesamtfläche Maltas werden ackerbaulich genutzt, was einer Fläche von circa 160 Quadratkilometern entspricht. Besonders intensiv wird die Landwirtschaft auf Gozo betrieben, da auf der Insel unterirdische Wasservorkommen existieren, die zur Bewässerung genutzt werden können. Während für Malta insgesamt die Landwirtschaft eine untergeordnete Rolle spielt, ist sie für Gozo von größerer Bedeutung.
2010 gab es 12.530 landwirtschaftliche Betriebe in Malta, was einem Anstieg von 14 % seit 2003 entspricht. Die Zunahme der Betriebe hat zwei Faktoren als Ursache. Zum einen gab es eine systematische Aktualisierung der Register, bei der alle maltesischen Farmen geprüft wurden und zum anderen wird das Land bei der Vererbung geteilt. In Bezug auf die durchschnittliche Größe der landwirtschaftlichen Betriebe ist ein minimales negatives Wachstum zu verzeichnen. Die durchschnittliche Größe beträgt 0,9 ha. Dabei ist feststellbar, dass sich in fast allen anderen EU-Mitgliedsstaaten eine entgegengesetzte Tendenz abzeichnet. 89 % der landwirtschaftlichen Betriebe haben Ackerflächen, die kleiner als zwei Hektar betragen. Auch diese Entwicklung steht im Gegensatz zu denen anderer EU-Mitgliedsländer.
Schweine, Rinder und Geflügel sind die wichtigsten Nutztiere auf Malta. Sie machen zusammen 92 % des Bestandes aus. Im Zeitraum von 2003 bis 2010 sank der Viehbestand um 12,3 %, auch die Anzahl der Betriebe mit Viehhaltung nahm ab.
Der Fischfang auf Malta ist eine alte Tradition, besitzt jedoch nur eine geringe Bedeutung, da die Fischvorkommen nicht besonders ausgeprägt sind. Der Grund dafür sind fehlende Flüsse, welche normalerweise die Küsten mit wichtigen Nährstoffen wie Plankton versorgen würden.

### Hoheitsgebiete und Ressourcen/Fischvorkommen im Mittelmeer

#### Hoheitsgebiete
Als Bedingung für Maltas Beitritt in die EU im Jahr 2004 wurde um die Insel herum über das Küstenmeer hinaus eine 25-Meilen-Bewirtschaftungszone geschaffen, welche auch als Fischereizone/Fischereischutzzone bekannt ist. In dieser verfügt Malta über ausschließliche Rechte und Hoheitsbefugnisse im Fischfang. Die Fischerei ist auf Fischereifahrzeuge mit einer Gesamtlänge von unter 12 m beschränkt, die kein durch Maschinenkraft bewegtes Schlepp-/Zuggerät benutzen dürfen. Dadurch hat sich der Einsatz größerer Fischereischiffe aller Nationen unter anderem vor die tunesische Küste verlagert.
Malta ist dazu verpflichtet, die Einhaltung der in den verschiedenen Verträgen enthaltenen Vorschriften durch die unter seiner Flagge fahrenden Schiffe zu überwachen und zu kontrollieren. Außerdem setzt die Deklaration von Hoheitsrechten eine stärkere Kontrolle Maltas hinsichtlich der Erhaltung der Ressourcen und der Umwelt voraus. Insgesamt umfassen die Hoheitsbefugnisse Maltas im Mittelmeer rund 8231 Quadratkilometer. Davon sind 21 Quadratkilometer innere Gewässer, 3020 km² Küstenmeer und mit 5190 Quadratkilometern bildet die Fischereischutzzone den größten Teil.
Malta hat 1982, wie die meisten Mittelmeerländer, das UN-Seerechtsübereinkommen unterzeichnet und 1993 ratifiziert, welches Grundsätze und Vorschriften für die Erhaltung und Bewirtschaftung der lebenden Ressourcen der hohen See enthält. Zudem ist Malta im Jahr 2001 dem Fischereiabkommen (SFS 1995) beigetreten, welches die Länder rechtlich bindend dazu verpflichtet, die Fischbestände zu erhalten und nachhaltig zu bewirtschaften sowie Streitigkeiten über die Hochseefischerei friedlich beizulegen.

#### Vorkommende Meerestiere
Häufige Fischarten in Maltas Gewässern sind Stachelmakrelen, Zackenbarsche, verschiedene Brassenarten, fliegende Fische, Knurrhähne, Stachelrochen, Schalenfische, Dorsche, Meerbarben, Papageienfische und Muränen. Die felsigen Strukturen der Unterwasserküste Maltas bieten außerdem Aalen optimale Lebensbedingungen. Darüber hinaus gibt es auch Kraken und andere Tintenfische. Im Winter halten sich auch Delphine, Thunfische und Bonitos in Maltas Küstennähe auf. Angelandet werden hauptsächlich Goldmakrelen (,Lampuki’), welche als Nationalfisch Maltas gelten, sowie Schwertfische und Meeraale.

### Industrie
Die Industrie Maltas hat einen Anteil von 23 Prozent am Bruttoinlandsprodukt. Die Zielbranchen in Malta sind laut dem Malta County Report der Finanz-, Maritim-, Flug-, Film-, Tourismus-, Produktions-, Bildungs- und Medizintechniksektor. Die Produktionsstärken sind dabei Pharmazie/Chemie, Medizintechnik, Feinmechanik, Elektrotechnik, Lebensmittel und Print. Die Elektrotechnik hat bei weitem den größten Stellenwert.
Die verarbeitende Industrie Maltas ist mit Ausnahme einiger großen Herstellerunternehmen wie Playmobil und ST Microelectronics überschaubar. Insgesamt 15 Prozent der Beschäftigten arbeiten in der Industrie. Die deutsche Firma Playmobil befindet sich seit 1970 auf der Insel und gehört zu den wichtigsten Investoren in der verarbeitenden Industrie. Der Spielzeughersteller investiert regelmäßig in neue Maschinen und Anlagen, um die Produktion auf dem hohen technischem Niveau der Insel zu erhalten. Im Wesentlichen besteht der Maschinenbau aus einigen kleinen Produktionsbetrieben, die vor allem Komponenten für Maschinen und Ausrüstung für den Export herstellen. Eines der wenigen Produkte mit dem Herkunftszeichen Made in Malta sind Playmobilfiguren, die lediglich in Malta hergestellt werden und an die anderen Playmobilfabriken in Europa, unter anderem auch an den Hauptsitz in Deutschland, zur Fertigstellung der jeweiligen Spielesets versendet werden. Der inländische Bedarf an Waren in Malta muss beinahe zu 100 Prozent durch Importe gedeckt werden.
Die Herstellung von Elektrotechnik gehört zu den wichtigsten Industriezweigen auf Malta. Der Hersteller ST Microelectronics hat dabei eine Monopolstellung auf der Insel. Er ist der wichtigste private Arbeitgeber und hat einen hohen Anteil am maltesischen Export. Dies führt dazu, dass Malta eine hochentwickelte Informations- und Kommunikationsinfrastruktur besitzt, die laut dem Network Readiness Index 2015 auf Platz 29 von insgesamt erfassten 143 Ländern liegt. Deutschland ist auf Platz 13, während Länder wie Spanien und Italien hinter Malta auf den Plätzen 34 und 55 liegen. Der Network Readiness Index (NRI) gibt einen guten Einblick in die Entwicklung der Länder im IKT Bereich an, die rund 98 Prozent des Welt-BIP produzieren. Stärken und Schwächen im IKT-Bereich werden offenbart. Ein neues Entwicklungsprojekt ist die Smart City bei Kalkara, die zum führenden IT-Zentrum Europas werden soll. Dieses aus Dubai finanzierte Projekt soll die Attraktivität Maltas als Industriestandort weiter erhöhen und neue Impulse verleihen. Auf Grund der fortschrittlichen IKT Umgebung gehören die Informations- und Kommunikationstechnik, digitale Medien, Kunst und Handwerk, Online-Gaming sowie die Filmproduktion zu den Wachstumsbrachen auf Malta. Den hohen IKT Standard und die geographische Größe macht sich das Unternehmen Vodafone zu eigen, indem neue Systeme oder Software in Malta getestet werden, bevor diese in Europa integriert werden. Vodafone nutzt dabei die Vorteile der Small state theory, da Malta als micro state island anhand der geringen Größe und Einwohnerzahl angesehen wird und ein idealer Testmarkt ist.
Derzeit haben sich rund 250 ausländische Unternehmen, darunter 70 deutsche, in Malta niedergelassen. Zu den deutschen Unternehmen zählt ebenfalls die Lufthansa Technik AG, die sich 2003 auf Malta niedergelassen hat. Zu diesem Zwecke wurde die Lufthansa Technik Malta als Joint Venture zwischen Lufthansa Technik (92 %) und Air Malta (8 %) gegründet. Rund 600 Mitarbeiter sind beschäftigt, die alle von der Lufthansa Technik ausgebildet worden sind. Malta soll sich auf diese Weise zu einem bedeutenden Wartungsstandort im Mittelmeerraum entwickeln. Die Wartungsanlage zählt zu den insgesamt sieben Wartungsanlagen von Lufthansa Technik weltweit und ist zudem die größte Europas. Andere Luftfahrtunternehmen wie Easy Jet (GB) und SR Technics (CH) kamen nach der Lufthansa Technik.
Der 2004 privatisierte Malta Freeport bei Marsaxlokk wurde nach einem Ausbau der Liegeplätze zu einer wichtigen Anlaufstelle (Port of call) für einige der größten Reedereien. Gemessen am TEU-Umschlag war er im Jahr 2022 der elfgrößte Containerhafen in Europa. Mit seiner zentralen Lage am Mittelmeer ist Malta ein wichtiges Lager- und Distributionszentrum, das von Logistikunternehmen dank seiner Vorteile der Lieferkette und Effizienz sowie der geographischen Nähe zu den afrikanischen und europäischen Märkten genutzt wird. 2014 fuhren 6.505 Schiffe unter maltesischer Flagge, das macht Malta zur führenden Seeflotte in Europa und zur siebtgrößten weltweit.
Der Markt der Kfz-Industrie ist durch die geringe Einwohnerzahl beschränkt. 2013 stellte die Regierung einen nationalen Plan zum Ausbau der Elektromobilität vor. Das Land hat sich als Testmarkt positioniert. Das Netz von Ladestationen für Elektroautos wird ausgebaut, seit 2016 subventioniert die Regierung den Kauf von Elektroautos. Durch den Einsatz von Elektrofahrzeugen in Car-Sharing-Diensten sowie am Hafen gewinnt die nachhaltige Mobilität in Malta stets an Bedeutung. Die geringe Größe der Insel bietet beste Voraussetzungen für Elektrofahrzeuge, da die Hauptinsel mit einer maximalen Länge von 27 Kilometer deutlich unter der maximalen Reichweite von Elektrofahrzeugen liegt. Die nachhaltige Mobilität trägt zudem in dicht besiedelten Gebieten dazu bei, die Lärmbelästigung und Luftverschmutzung zu reduzieren.
Ein kleinerer Industriezweig auf Malta, der in den letzten Jahren besonders durch Maltas Patentgesetze sowie Steuervergünstigungen gewachsen ist, ist die chemische Industrie. Hersteller von Generika wie Actavis, Siegfried Generics, Medichem etc. haben Betriebe zur Produktion auf Malta erbaut. Ein Generikum ist ein Fertigarzneimittel, das Wirkstoffe enthält, die nicht mehr dem Patentschutz unterliegen, eine Nachahmung eines älteren Originalpräparats.
Die Bauwirtschaft hat in Malta eine geringe Beachtung. Daher möchte die Regierung Maßnahmen zur Ankurbelung dieser Branche einführen. Die Förderungen der EU in den Straßenbau hat dem Markt neue Impulse verliehen, außerdem führt der Tourismusboom zu neuen Investitionen in Neubau oder auch Modernisierungen von Wohnungen und Hotels. So werden neue Luxushotels errichtet und das Potential für Renovierungen und Modernisierungen von Altbauten und historischen Gebäuden besteht.
Vorteile Maltas sind für ausländische Unternehmer die geringen Lohnkosten, die Unterstützung beim Erwerb bzw. Bau von Fabrikgebäuden sowie die gute Zusammenarbeit mit den lokalen Zulieferern. Außerdem gilt Malta als Bindeglied zwischen europäischen Unternehmen und den mediterranen sowie afrikanischen Markt. Nachteile sind dabei die begrenzte Größe Maltas und dadurch ein kleiner Binnenmarkt. Daher ist die Insel vor allem für Klein- und Mittelunternehmen interessant, da es zu einem Steuervorteile und gezielte Anreize für Mittelständler und zum anderen Kredit und Investitionsprogramme gibt. Interessant ist ebenfalls, dass die ausländischen Unternehmen kein Interesse haben Waren auf den lokalen Markt zu bringen, da es in Malta keinen lokalen Markt gibt. Alle Waren, die in Malta produziert werden, werden exportiert.
Laut dem Bericht des World Economic Forum (WEF) liegen Maltas Vorteile in dem stabilen politischen Umfeld und der hochentwickelten IKT-Infrastruktur. Nachteile sind die geringe Marktgröße, die bürokratische Ineffizienz, der schwierige Zugang zu Krediten sowie eine mangelnde Verkehrsinfrastruktur.

### Finanzwirtschaft und Steuervorteile
Die Dienstleistungen mit der höchsten Nachfrage sind im Bereich der Finanzwirtschaft verortet. Im Vergleich zu großen europäischen Industrienationen handelt Malta in dem Sinne weniger mit materiellen Gütern, sondern mit Finanzdienstleistungen. Die Malta Private LLC ist dabei die am stärksten nachgefragte Dienstleistung. Zentraler Faktor für den Erfolg der maltesischen Finanzwirtschaft sind die erheblichen Steuervorteile die ein Offshoring mit sich bringt. Im Vergleich zu zwei wirtschaftsstarken europäischen Nationen, Deutschland und Großbritannien, erscheinen die steuerlichen Vorteile in Malta zunächst gering. Die Körperschaftssteuer liegt für auf Malta registrierte Unternehmen bei 35 Prozent, in Deutschland bei 15 % und in Großbritannien bei 21 %. Die Spitzensteuersätze Maltas liegen ebenfalls bei 35 %, die in Deutschland und Großbritannien jedoch bei etwa 47 %. Dies scheint zunächst unstimmig mit einer Klassifikation Maltas als Steueroase. Durch eine sog. 6/7-Regelung kann ein Großteil der gezahlten Steuern zurückerstattet werden. Dabei werden durch spezielle Vorgehensweisen die Gewinne in Form von Dividenden oder Boni an die Aktionäre ausgezahlt und im späteren Verlauf die gezahlten Steuern durch die maltesische Regierung dem Unternehmen erstattet. Damit sinkt der effektive Steuersatz für Unternehmen auf 5 Prozent.
Zu erwähnen bleibt, dass es weitere Möglichkeiten gibt, die Steuerzahlungen zu reduzieren, teilweise werden effektiv keine Steuern gezahlt und der Steuersatz liegt demnach bei Null Prozent. Zu den populärsten Verfahren gehören die sog. 6/7, 2/3, 5/7- und 100-Prozent-Rückerstattungen.
Durch die aktuellen Entwicklungen rund um die Enthüllungen der Panama Papers ist der Druck auf als Steueroasen klassifizierte Länder gewachsen und die Politik dieser Länder sieht sich größerem politischen Druck ausgesetzt. Im Bericht des Untersuchungsausschusses des EU-Parlaments wird Malta kritisiert, Aufklärung von Steuerflucht und Geldwäsche zu behindern.
Auf dem Indikator zur Feststellung von Steueroasen, der sich aus Eingetragenen Unternehmen je Einwohner bildet, liegt Malta weit oben, nämlich bei 0,11. Auf jeden zehnten Einwohner kommt demnach ein Unternehmen.
Von der Financial Action Task Force on Money Laundring, eines internationalen Gremiums gegen Geldwäsche, wurde Malta im Jahr 2000 auf die Liste der Non-Cooperative Countries and Territories als eines derjenigen Länder gesetzt, deren Gesetzgebung gegen Geldwäsche und Terrorismus nicht den international anerkannten Standards entspricht. Seit Juni 2021 steht das Land auch auf der sogenannten Grauen Liste der FATF, nach welcher das Land unter verstärkter Beobachtung steht. Kreditinstitute der Mitgliedsländer der OECD sind daher verpflichtet, Transaktionen und Geschäfte mit Malta besonders zu überwachen.

### Tourismus und Ökotourismus

#### Allgemeiner Überblick
Malta ist ein wichtiger Bestandteil des internationalen Tourismus und im Sommer eines der Hauptreiseziele für europäische Touristen im Mittelmeerraum. Für Maltas Wirtschaft ist der Tourismus ein entscheidender Zweig. Von April bis Oktober ist Hochsaison auf Malta, wobei der August der besucherstärkste Monat ist. Die hohe Auslastung kommt dadurch zustande, dass die Tourismuspolitik Maltas Alternativen zum bestehenden Tourismusangebot im Mittelmeerraum schafft. Neben Badeurlaubern kommen viele Kultur- und Stadttouristen auf die Insel, wodurch Malta eine schwächere Saisonalität als andere Mittelmeerinseln aufweist. Von November bis Februar sinken die Besucherzahlen nie unter 40.000 Besucher pro Monat, deshalb bleiben viele Hotels ganzjährig in Betrieb. In der Hauptsaison kommen überwiegend Bade- und Strandurlauber, während in den Wintermonaten wetterunabhängige Tourismusformen, wie Kultur- und Bildungstourismus zum Tragen kommen. Ein großer Zweig sind dabei Sprachreisen, wobei hauptsächlich Englisch- und Italienischkurse angeboten werden Dabei bietet Malta Platz für etwa 60.000 Sprachschüler. Pauschalreisen nach Malta sind in der Regel teurer als vergleichbare Reisen nach Spanien oder Griechenland, daher gibt es auf Malta nicht viele gering verdienende Touristen.
2014 wurden auf Malta 149 Tourismusbetriebe mit insgesamt 40.222 Betten registriert. Die Regierung gibt jährlich circa 11,4 % ihres gesamten Budgets für den Tourismussektor aus.
2015 stiegen die Besucherzahlen im Vergleich zum Vorjahr um sechs Prozent auf insgesamt 1,79 Millionen. Die Zahl der Kreuzfahrttouristen hat sich um 27,3 % auf 600.156 Besucher erhöht, wobei die Deutschen, mit 124.285 Besuchern, die größte Gruppe der Kreuzfahrttouristen bildeten. Hinter Großbritannien und Italien kommen aus Deutschland jährlich die meisten Touristen nach Malta, 2015 wurden insgesamt 142.010 deutsche Urlauber auf Malta registriert.

#### Räumliche Verteilung des Tourismus

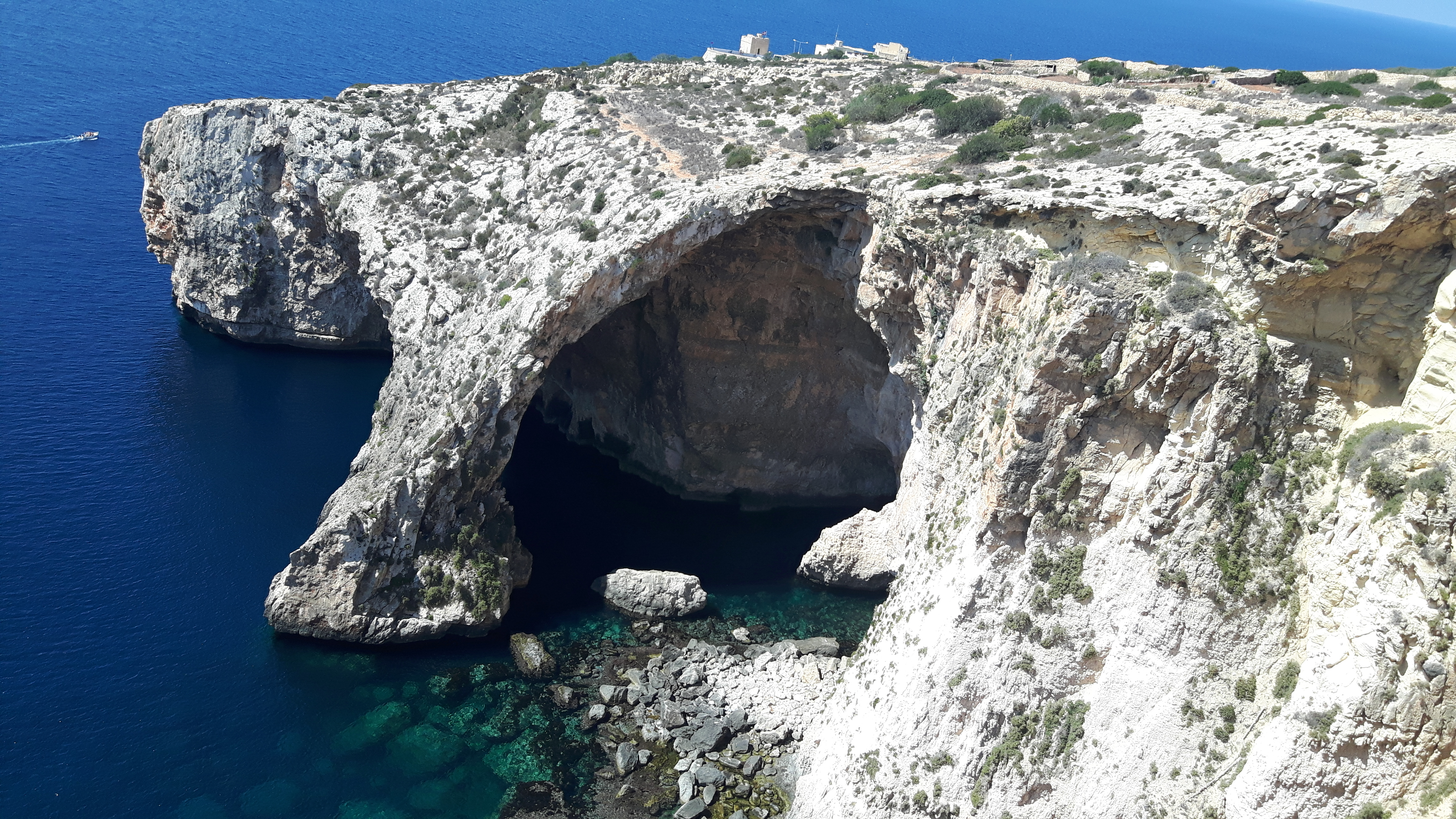
Die Blaue Grotte

Etwa sieben Kilometer südlich von Valletta liegt der internationale Flughafen Luqa. Durch die zentrale Lage kann von jedem Punkt Maltas der Flughafen innerhalb von 30–40 Minuten erreicht werden. Die Touristenorte befinden sich hauptsächlich im Nordwesten und Südosten der Hauptinsel. Der Südwesten und der äußerste Süden dagegen sind aufgrund der Steilküsten nicht besonders attraktiv für Touristen. Es gibt einige Ausnahmen, wie die Sandstrände der Buchten Golden Bay oder Għajn Tuffieħa Bay. Zu den beliebtesten Touristenattraktionen zählen unter anderem die Blaue Grotte, die Dingli Cliffs, die Altstadt von Valletta, die Festungsstadt Mdina und die kleinen Küstenorte wie Marsaxlokk.
Auf den Nebeninseln Gozo und Comino sind zum größten Teil Tagestouristen zu verzeichnen und daher gibt es nur vereinzelte touristische Einrichtungen. Auf Comino gibt es nur ein einziges Hotel der Mittelklasse. Auch auf Gozo gibt es nur einige kleinere Hotelanlagen, Restaurants oder Gaststätten. Hier verteilen sich die wenigen Betriebe über die ganze Insel. Gozo steht für das traditionelle ländliche Malta und wird deshalb und aufgrund der hohen Lebensqualität von den Einwohnern und der Regierung vor allem zu einem Ziel für sanften Tourismus entwickelt.

#### Geschichte des Tourismus
Abgesehen vom mittelalterlichen Pilgerwesen (siehe „Religion“) sowie Handel und Migration im Austausch mit anderen Küstenregionen des Mittelmeers, insbesondere Siziliens, spielte Malta für Reisende zunächst kaum eine Rolle. Überlegungen, den Fremdenverkehr systematisch zu fördern, kamen in den 1950er Jahren auf. 1955 wurde eine Tourismusbehörde gegründet, um organisatorische Grundlagen zu schaffen. Zu dieser Zeit war Malta noch von Großbritannien besetzt, und die Kolonialverwaltung war für alle den Tourismus betreffenden Angelegenheiten verantwortlich. Unter anderem wurden Saint George’s Bay, Għajn Tuffieħa und Paradise Bay als touristische Zonen ausgewiesen. 1964 erlangte Malta die staatliche Unabhängigkeit, und die Regierung entwickelte im Rahmen der Wirtschaftsförderung Pläne für eine Ausweitung des Tourismus. Bis 1969 stiegen die Besucherzahlen auf 186.000. Mehr als 75 % der Einreisenden kamen aus Großbritannien, der ehemaligen Kolonialmacht.
Anfang der 1970er Jahre wurden aufgrund sinkender Besucherzahlen zusätzliche Maßnahmen ergriffen, darunter der Bau moderner Hotelanlagen, die Erneuerung des Hafens und des Flughafens. Die Abhängigkeit von Großbritannien sollte eingedämmt und weitere Zielgruppen angesprochen werden. Die Folge war zunächst, dass die Zahl der britischen Touristen zurückging, doch die Gesamtzahl der Besucher nicht stieg. Angesichts zunehmender Konkurrenz anderer Mittelmeerstaaten, z. B. Tunesiens und Zyperns, erhöhte die maltesische Regierung ihre Investitionen in den Tourismus. So wurden offizielle Tourismuszonen festgelegt, Strandhotels gebaut, Öffnungszeiten von Museen erweitert und die touristische Infrastruktur dem europäischen Niveau angeglichen.
Die Maßnahmen fruchteten und bewirkten einen ersten Tourismusboom: Über 700.000 Besucher kamen bis 1980 jährlich nach Malta, wobei der Anteil der britischen Touristen wieder auf 75 % stieg. Wegen der Wirtschaftskrise in Großbritannien Anfang der 1980er Jahre brachen die Besucherzahlen auf Malta ein; in den Tourismuszonen wurde ein Baustopp verfügt, und die Preise sanken. Das führte dazu, dass man sich auf die Steigerung der Qualität im Hotelsektor konzentrierte, wodurch Ende der 1980er Jahre eine Stabilisierung des Tourismusmarktes erreicht wurde. Die Besucherzahlen stiegen bis 1990 auf fast 900.000 pro Jahr, der Anteil der Briten sank auf 50 %. Die Abhängigkeit vom britischen Markt wurde gemindert, aber nicht vollständig behoben. In den 1990er Jahren, auch im Zuge des Aufschwungs der Kreuzfahrtindustrie, hat sich Malta dauerhaft zu einem bedeutenden Reiseziel entwickelt.

#### Ökotourismus
Ökotourismus ist eine verantwortungsvolle Form des Reisens in naturnahe Gebiete, die zum Schutz der Umwelt und zum Wohlergehen der ansässigen Bevölkerung beiträgt. Er ist eine kleine neuere Form des Tourismus und ist auf Malta deshalb noch nicht besonders ausgeprägt. Der Ökotourismus auf Malta begann sich 2002 zu etablieren, im Internationalen Jahr für Ökotourismus. Die Universität Malta gewann in Zusammenarbeit mit der „Biological Conservation Research Foundation“ eine Auszeichnung für ihre Arbeit im Meeres- und Naturschutz. Das Ministerium für Tourismus versucht seitdem den Tourismus zu fördern, ohne dadurch Gefahren für die Umwelt entstehen zu lassen. Die maltesische Touristenbehörde hat eine „Eco-certification“ eingeführt. Die Kriterien, die Tourismusbetriebe für dieses Zertifikat erfüllen müssen, sind die Einführung besserer Abfallsysteme, die Reduktion von Energie und Wasserverbrauch, bessere Luftqualität und das Vorhandensein von Grünflächen.
Malta hat, wie viele kleine Inseln, Probleme mit der Müllentsorgung. Außerdem herrscht eine starke Umweltbelastung durch Abwasserprobleme, Lärmbelästigung und Luftverschmutzung, was unter anderem auf den Massentourismus zurückzuführen ist bzw. durch diesen verstärkt wird. Andererseits hat der Tourismus auch positiven Einfluss auf die Umwelt Maltas, da in Tourismusregionen verstärkt auf das Müllproblem geachtet wird. Insgesamt ist Malta sehr stark abhängig von den vielen Massentouristen und Ökotourismus ist auf der Hauptinsel kaum verbreitet. Ökotouristische Angebote findet man daher zum größten Teil auf der ländlicheren Nebeninsel Gozo, da hier die Zahl an traditionellen Touristen deutlich geringer ist, als auf der Hauptinsel.
Gozo hat nur 31.000 Einwohner und ist im Gegensatz zur Hauptinsel nicht so stark versiegelt. Die Regierungsorganisation EcoGozo versucht den Aspekt der Nachhaltigkeit in alle Lebensbereiche auf Gozo zu etablieren und es wird ein Image geschaffen, dass verstärkt auf den ökologischen Aspekt abzielt. Der derzeitige Lebenswandel in der westlichen Kultur, der verstärkt nicht mehr nur auf Konsum ausgelegt ist, verändert auch die Angebotsvielfalt im Tourismus. Auf Gozo können beispielsweise die Xwejni Salt Plants besichtigt werden, wo Salz direkt aus dem Meerwasser gewonnen wird. Hier haben Touristen die Chance zu erleben, wie lokale Familien im Einklang mit der Natur leben. Auf Gozo ist also Potenzial für die Etablierung des Ökotourismus gegeben, während Malta aufgrund der langen touristischen Tradition sehr stark auf Massentouristen ausgelegt ist.

### Gewerkschaften
Die beiden großen Gewerkschaften sind die der Partit Laburista (MLP) nahestehende General Workers’ Union (GWU) mit etwa 48.000 Mitgliedern und die der Partit Nazzjonalista nahestehende Union Ħaddiema Magħqudin (UĦM) Dachverband mit etwa 25.000 Mitgliedern. Daneben gibt es kleine Branchen-Gewerkschaften.

### Staatshaushalt
Der Staatshaushalt umfasste 2015 Ausgaben von umgerechnet 3,4 Mrd. US-Dollar, dem standen Einnahmen von umgerechnet 4,0 Mrd. US-Dollar gegenüber (jeweils geschätzt). Daraus ergibt sich ein Haushaltsüberschuss in Höhe von 6,6 % des BIP. Die Staatsverschuldung betrug Ende 2015 etwa 60,6 % des BIP.
Anteil der Staatsausgaben (in Prozent des BIP) in wichtigen Bereichen:
- Gesundheit: 8,7 % (2013)[160]
- Bildung: 6,8 % (2012)[161]
- Militär: 0,61 % (2013)[162]

## Infrastruktur und Verkehr

### Energieversorgung
Zwei Kraftwerke mit einer Gesamtleistung von 571 Megawatt verfeuern aus Italien und Großbritannien importiertes Öl und Gas.
Auf Malta wurde erstmals 2010 Elektrizität aus erneuerbaren Energiequellen erzeugt (2021: 8,6 %, 2010: 5 %, 2009: noch 0 %).
Das maltesische Stromnetz wurde bis 2015 als Inselnetz betrieben (heute noch: Island, Zypern). Die Höchstspannungsebene hat 132 kV und weist nur 87 Kilometer Erdkabel auf. Auf der nächsten Spannungsebene 33 kV gibt es auch 13 Kilometer Unterseekabel. Mit Auftrag aus 2010 errichtete Nexans den Malta-Sicily Interconnector (Qalet-Marku, Malta nach Marina di Ragusa) ein 100 Kilometer langes Seekabel mit 220 kV AC Spannung, das April 2015 in Betrieb ging, 200 MW Leistung übertragen kann und Energietransport in beide Richtungen erlaubt. Das Kabel weist drei Kupferleiter auf und enthält zwei Faseroptikbündel mit je 36 Leitungen.
Obwohl auf Malta lediglich ein Stromanbieter (Enemalta) existiert und der Strommarkt somit keinerlei Wettbewerb ausgesetzt ist, lag der Strompreis für private Haushalte 2007 bei 9,4 Cent pro kWh und damit deutlich unter dem EU-Durchschnitt (15,28 Cent).

### Verkehr – Allgemein
Auf Malta herrscht Linksverkehr.
Trotz seiner geringen Größe verfügt Malta über ein ausgedehntes öffentliches Verkehrssystem, das von Touristen und Einheimischen intensiv genutzt wird. Dieses erstreckt sich vom Busverkehr über den Taxiverkehr bis hin zum Schiffs- und Flugverkehr.
Zu Beginn des 20. Jahrhunderts besaß Malta zudem ein Schienenverkehrsnetz: 1883 wurde eine Eisenbahnlinie von Valletta nach Mdina errichtet, die jedoch im Jahre 1931 aufgrund mangelnder Rentabilität wieder eingestellt wurde. Auch die Straßenbahn in Malta, die 1905 eingerichtet wurde, musste 1929 Konkurs anmelden. Seit den 1930er Jahren besteht keine Schienenverkehrsinfrastruktur mehr in Malta.

### Öffentlicher Nahverkehr und Taxis

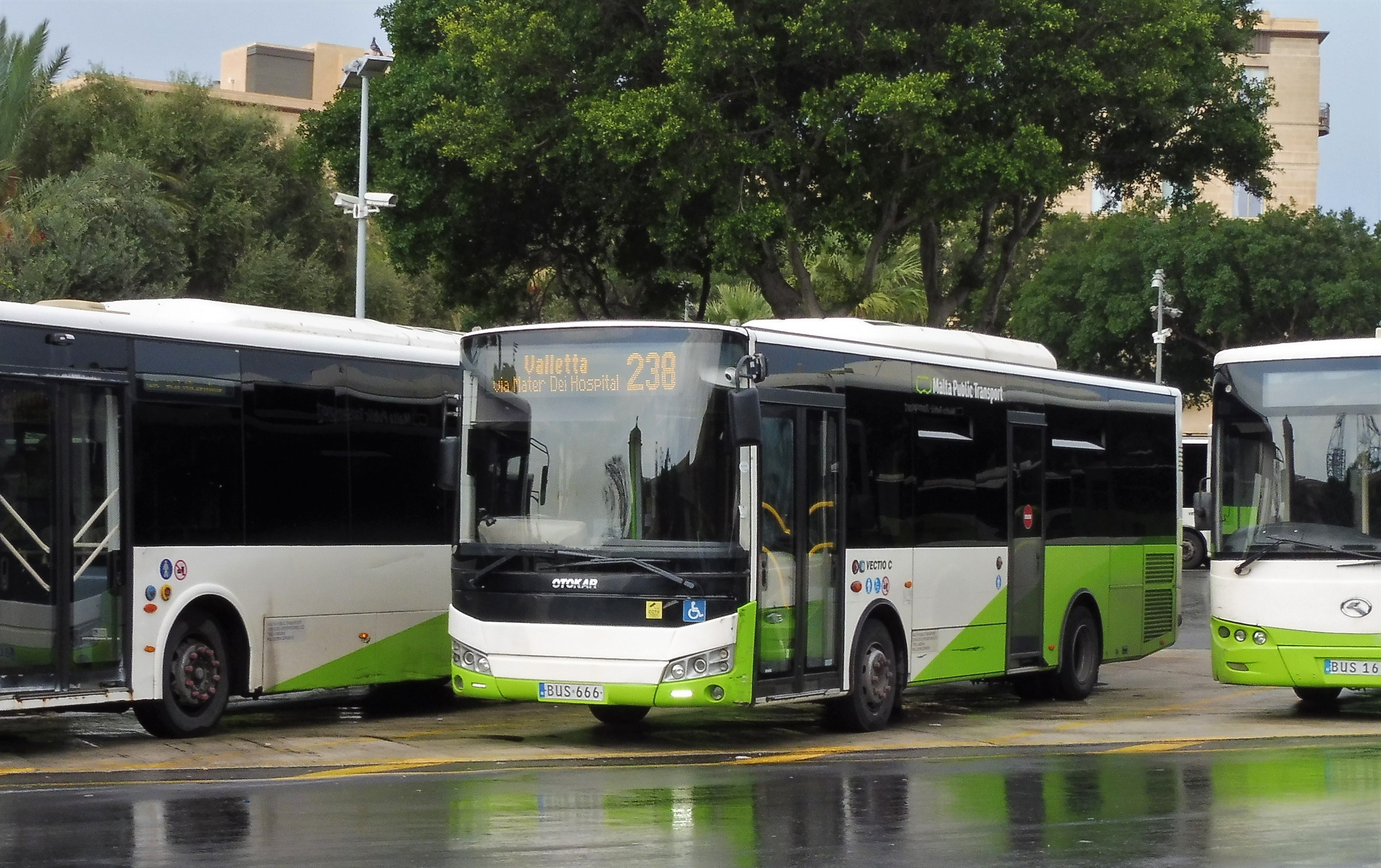
Maltesische Linienbusse (Aktuelle Lackierung)

Seit dem 1. Oktober 2022 ist das Bussystem Maltas für Einwohner Maltas kostenlos nutzbar.
Das gegenwärtige öffentliche Busnetz ist übersichtlich gegliedert: Generell verkehren die Busse auf den maltesischen Inseln täglich zwischen 5.30 Uhr und 23 Uhr. 80 Linien verbinden zahlreiche Ortschaften miteinander. Jede Linie wird in zwei Richtungen bedient (keine Rundfahrten), die meisten Linien fahren in die Hauptstadt Valletta bzw. aus ihr ab. Im Allgemeinen wird zwischen diesen Strecken unterschieden:
- Mainland-Linien, die die meisten Städte der Insel Malta mit Valletta verbinden (die Linien tragen ein- oder zweistellige Nummern).
- Direkte Linien verbinden zwei Städte oder Dörfer auf der Insel Malta, ohne über Valletta zu fahren (dreistellige Liniennummern).
- Nachtbusse verkehren zwischen St. Julian’s bzw. Paceville und verschiedenen Ortschaften Maltas (der Liniennummer ist ein N vorangestellt).
- Flughafen- und Ċirkewwa-Express: Vier Expressbuslinien verbinden die Hauptorte der Insel Malta mit dem Flughafen sowie Valletta mit der Fährstation nach Gozo in Ċirkewwa (Liniennummern bestehen aus dem Buchstaben X und einer Zahl).
- Buslinien auf der Insel Gozo (dreistellige Liniennummern).
- Mater-Dei-Linien, die verschiedene Orte mit dem größten Krankenhaus Maltas, dem Mater-Dei-Krankenhaus, verbinden.
- Doppeldecker-Sightseeing-Busse auf vier Routen mit 44 Stopps. Touristen können die kommentierten Touren in 16 Sprachen hören und die Tickets 24 Stunden lang nutzen.[172]

Die Taxis sind an ihrer weißen Farbe erkennbar. Alle Taxis sind mit Gebührenzählern ausgestattet und sind verpflichtet, die von der Regierung festgelegten Preise zu verlangen.
Taxis am Flughafen arbeiten nach einem anderen System. Am Internationalen Flughafen bezahlt der Fahrgast vor Fahrtantritt am Taxi-Fahrscheinschalter in der Ankunftshalle. Der ausgehändigte Fahrschein enthält das Fahrtziel und die gezahlte Gebühr.
Seit 2016 gibt es Planungen von Transport Malta, der staatlichen Verkehrsbehörde, für eine U-Bahn auf der Hauptinsel. Diese soll aus drei Linien mit einer Gesamtlänge von etwa 35 km bestehen. Geplant ist, dass die ersten U-Bahnen fünf bis acht Jahre nach Baubeginn fahren, die gesamte Fertigstellung soll 15 bis 20 Jahre dauern. Die Kosten werden auf etwa 6,2 Mrd. Euro geschätzt. 2023 erklärte Premierminister Robert Abela, das Projekt habe keine Priorität für die Regierung.

### Flugverkehr

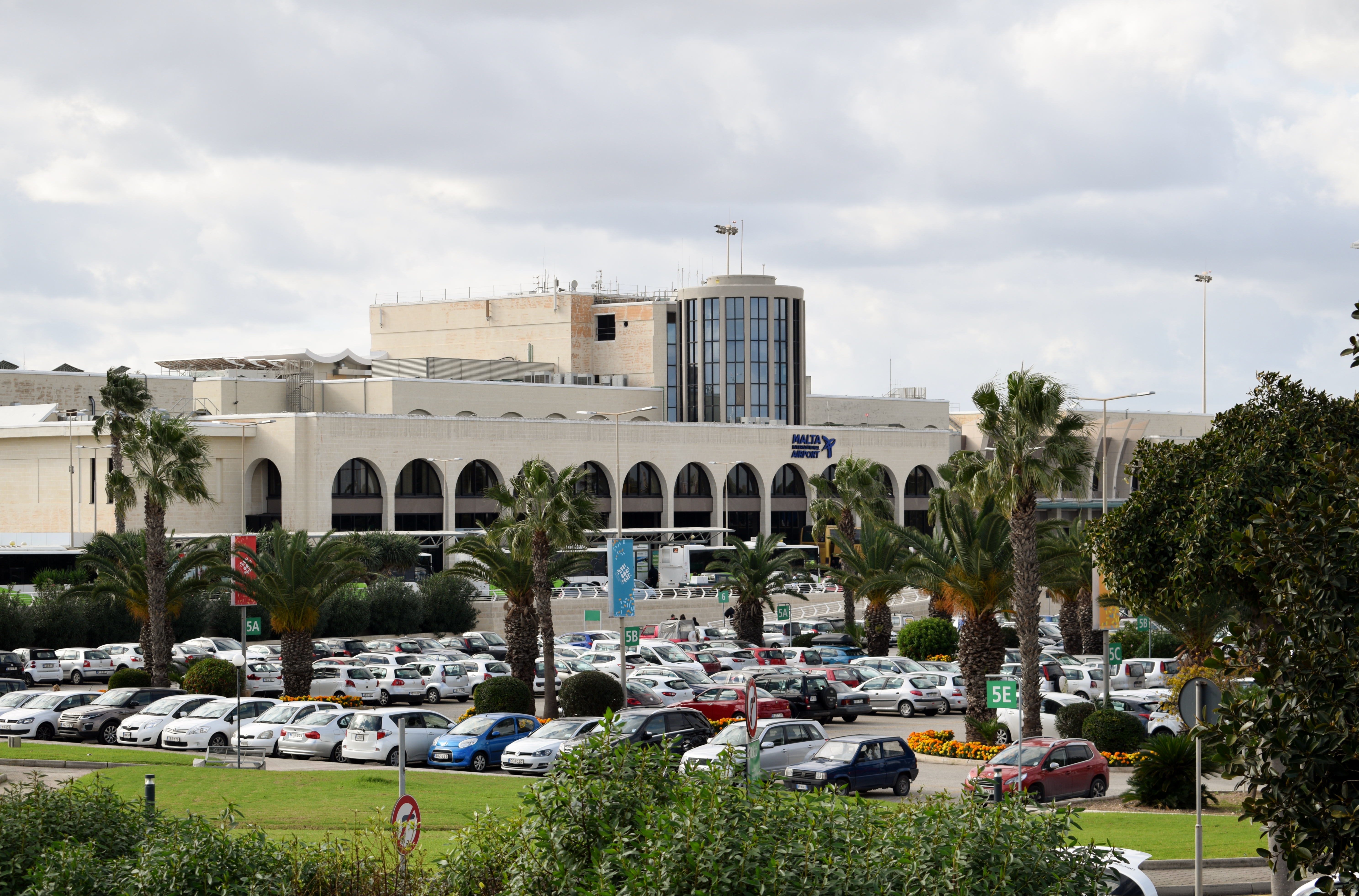
Malta International Airport

Malta besitzt einen Flughafen, den Malta International Airport, und eine eigene Fluggesellschaft, die KM Malta Airlines mit Sitz in Luqa. Sie ist der Nachfolger der Air Malta, die ihren Betrieb Ende März 2024 aus finanziellen Gründen einstellen musste. Air Malta nahm ihren Betrieb am 1. April 1974 auf und verband Malta mit mehr als 35 Städten quer über Europa und den Mittelmeerraum. Im Oktober 2023 wurde die Einstellung des Flugbetriebes der Air Malta zum 31. März 2024 bekannt gegeben, nachdem die Europäische Kommission Anträge der maltesischen Regierung auf erneute und fortgesetzte Staatshilfen in Millionenhöhe definitiv abgelehnt hatte.

### Schiffsverkehr

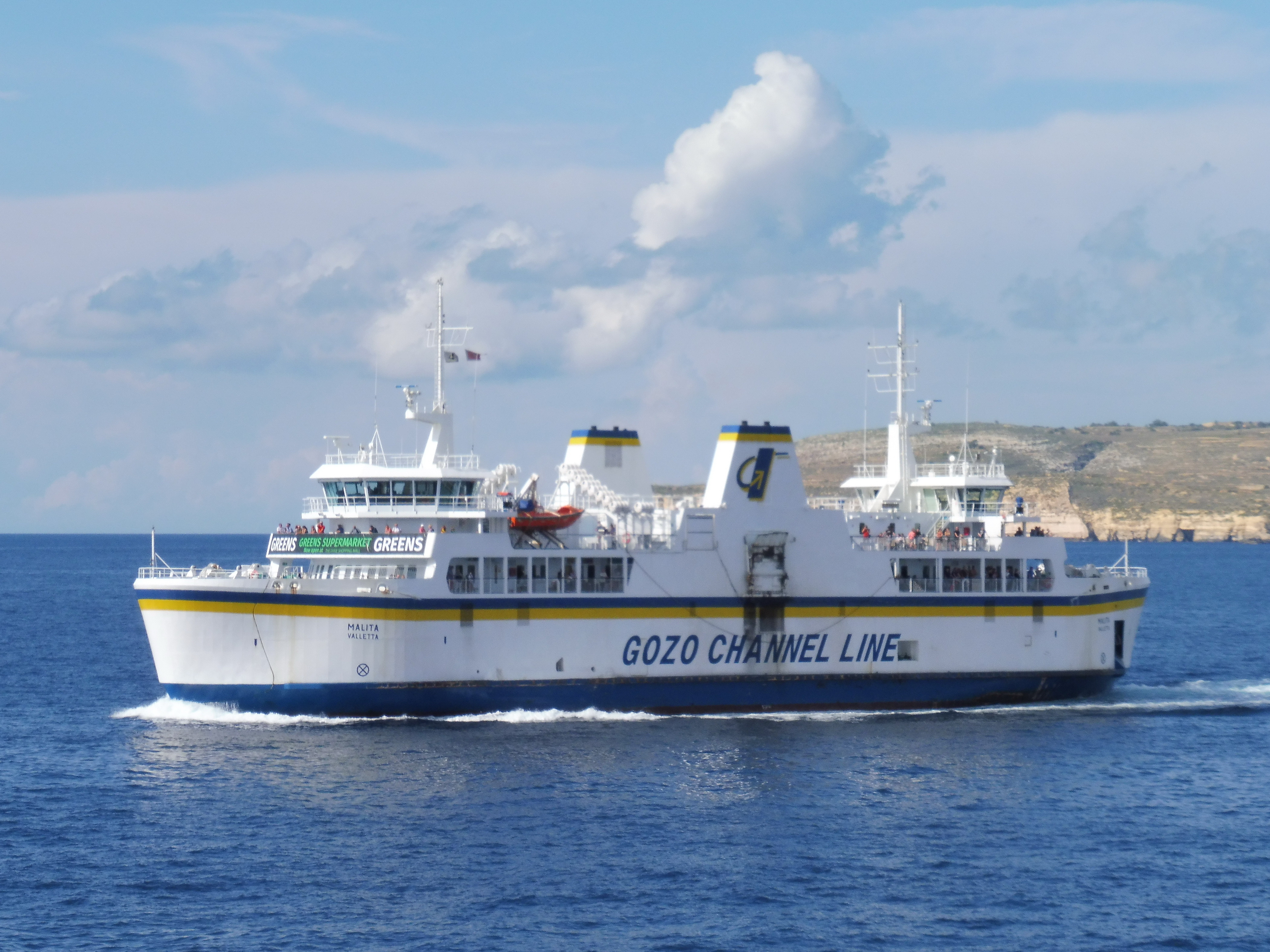
Die Gozo Channel Line unterhält Verbindungen zwischen der Hauptinsel Malta und der Schwesterinsel Gozo.

Der Grand Harbour in Valletta gilt als eine moderne Hafenanlage im südlichen Mittelmeer.
Europäische und US-amerikanische Kreuzfahrtschiffe sind häufig in Malta registriert (→ Billigflagge), beispielsweise die Schiffe der TUI Cruises.
Um das Jahr 2010 waren etwa 84 % der Passagiere nur einen Tag auf Landgang in Malta.
Die Verbindung zwischen den Inseln Maltas wird über Fähren abgewickelt: stündlich verkehren eine Fähre zwischen Malta (Ċirkewwa) und Gozo (Mġarr), die auch Autos transportiert, und eine Fähre von Mġarr auf Gozo nach Sa Maison (Malta). Seit 1. Juni 2021 gibt es eine Schnellverbindung zwischen der Hauptstadt Valletta und Mġarr auf der Insel Gozo.
Der Plan, Tunnel oder Brücken zur Verbindung der Inseln zu errichten, wurde bei einer Volksabstimmung abgelehnt. Die Regierung veröffentlichte 2016 einen Plan für einen Tunnel zwischen der Hauptinsel Malta und Gozo.

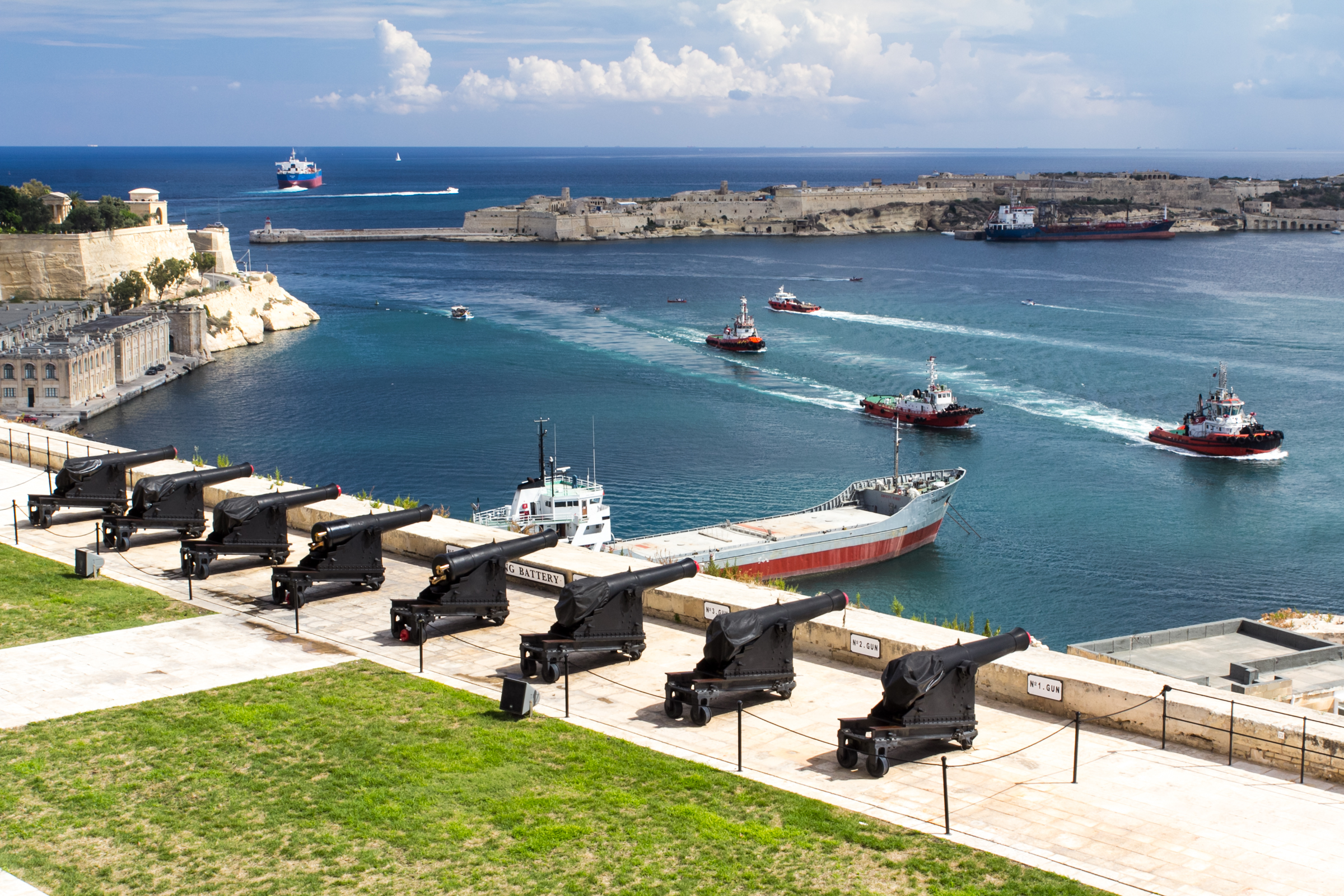
Blick auf den Grand Harbour von den Upper Barrakka Gardens

Weitere Fährverbindungen bestehen zwischen Valletta und Catania auf Sizilien, Reggio Calabria und Salerno auf dem italienischen Festland, Valencia in Spanien und Tripolis in Libyen. Die Fährverbindung nach Tripolis war insbesondere während des UN-Embargos gegen Libyen nach dem Lockerbie-Anschlag von Bedeutung, da auch der Luftverkehr nach Libyen eingestellt war; Libyer, die ins Ausland reisen wollten, nutzten daher diese Verbindung, um von Malta in Länder Europas oder nach Übersee zu fliegen. Seit der Aufhebung des Embargos gegen Libyen hat die Verbindung an Bedeutung verloren und wird nur noch ein- bis zweimal pro Woche bedient.
In den maltesischen Häfen wurden 2014 rund 3,5 Millionen Tonnen Güter umgeschlagen, etwa 0,1 Prozent des Gesamtumschlages aller Häfen der Europäischen Union.

### Individualverkehr
Auf Malta waren im Jahr 2014 rund 315.000 Fahrzeuge zugelassen (ohne Motorräder). Mit einer Quote von 592 privat zugelassenen Pkw je 1000 Einwohner lag Malta im Jahr 2012 auf Platz 2 in der Europäischen Union, hinter Italien (621) und noch vor Finnland (560) oder beispielsweise Deutschland (530). Im Jahr 2016 lag der Motorisierungsgrad (Personenkraftwagen pro 1000 Einwohner) bei 635. Die Anzahl der Verkehrstoten pro Jahr schwankte im Zeitraum 2003 bis 2010 zwischen 9 und 17. Eigenproduzierte Kraftwagen gibt es nicht, dagegen werden alle gängigen Autotypen aus Frankreich, Deutschland und Japan importiert. Die Straßen außerhalb der Ortschaften sind weitgehend in einem guten Zustand.
Die Promillegrenze beträgt in Malta 0,8. Die Höchstgeschwindigkeit auf den Autoschnellstraßen und Landstraßen ist mit 80 km/h festgelegt, in geschlossenen Ortschaften gilt 50 km/h.
Fahrradverkehr spielt eine völlig unbedeutende Rolle, nur wenige Straßen in Ortschaften sind entsprechend gekennzeichnet.

### Infrastruktur – Herausforderungen
In Ermangelung eines hinreichenden Abfallmanagements hat Malta seit Jahren ein großes Müllproblem (siehe auch unter Ökotourismus und Umweltschutz).

## Kultur

### Welterbe und Kirchengebäude

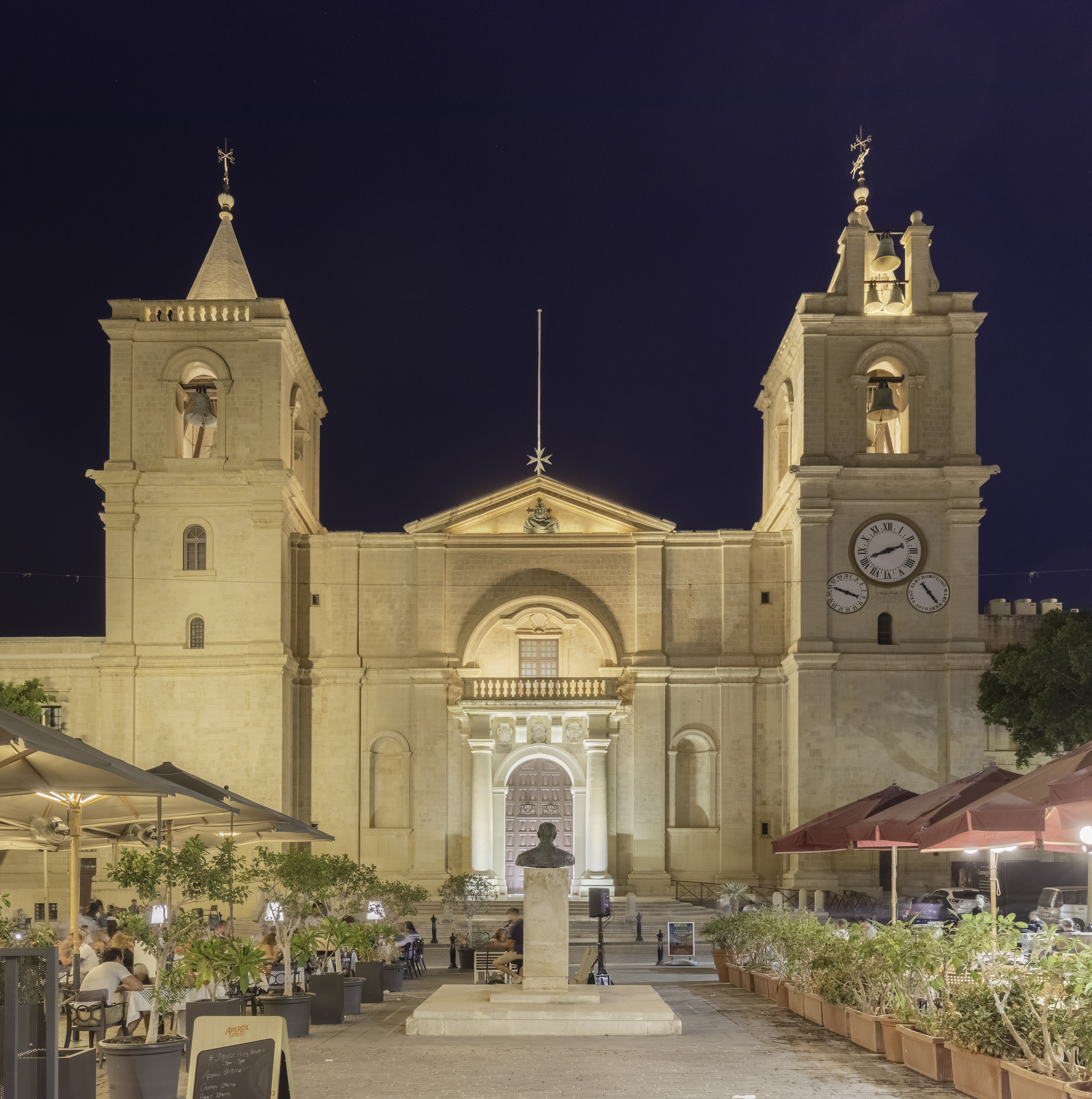
St. John’s Co-Cathedral

Aus Malta gibt es bislang drei Eintragungen in die Liste des Welterbes der UNESCO, die im Wesentlichen 1980 erfolgten: Die Kernstadt von Valletta, das Hypogäum von Ħal-Saflieni sowie sechs Megalithische Tempel (erweitert 1992). Daneben wurden 1998 sieben weitere Stätten nominiert, die bislang jedoch keine Berücksichtigung fanden, darunter die Militäranlagen und die alte Hauptstadt Mdina.
In der kleinen Republik Malta stehen mehr als 365 Kirchen, darunter zwei, deren Kuppeln zu den größten freitragenden Kuppeln Europas zählen: Die Johannes dem Täufer gewidmete Rotunde von Xewkija (Gozo) verfügt über die viertgrößte freitragende Kirchenkuppel Europas (Liste der größten Kuppeln ihrer Zeit). Sie wird noch übertroffen von der Rotunde von Mosta auf Malta selbst mit einem Durchmesser von 39 Metern, was in Europa den zweiten Platz bedeutet.
In Valletta wurden genau 22 Gotteshäuser gezählt, die meisten von ihnen befinden sich in der Straße der Republik. Weitere bemerkenswerte Kirchengebäude sind die St. Andrew’s Scot Church in Valletta, die eher wie eine Trutzburg gestaltete Pfarrkirche Franz von Assisi im Ortsteil Qawra oder die Bible Baptist Church im Ort Gzira.
Aus kulturtouristischer Sicht zu beachten ist, dass viele Kirchengebäude verschlossen bzw. nur sehr begrenzt zu den Messen oder kurzen Besuchszeiten geöffnet sind, meist vormittags.

### Museen, Theater und Kinos

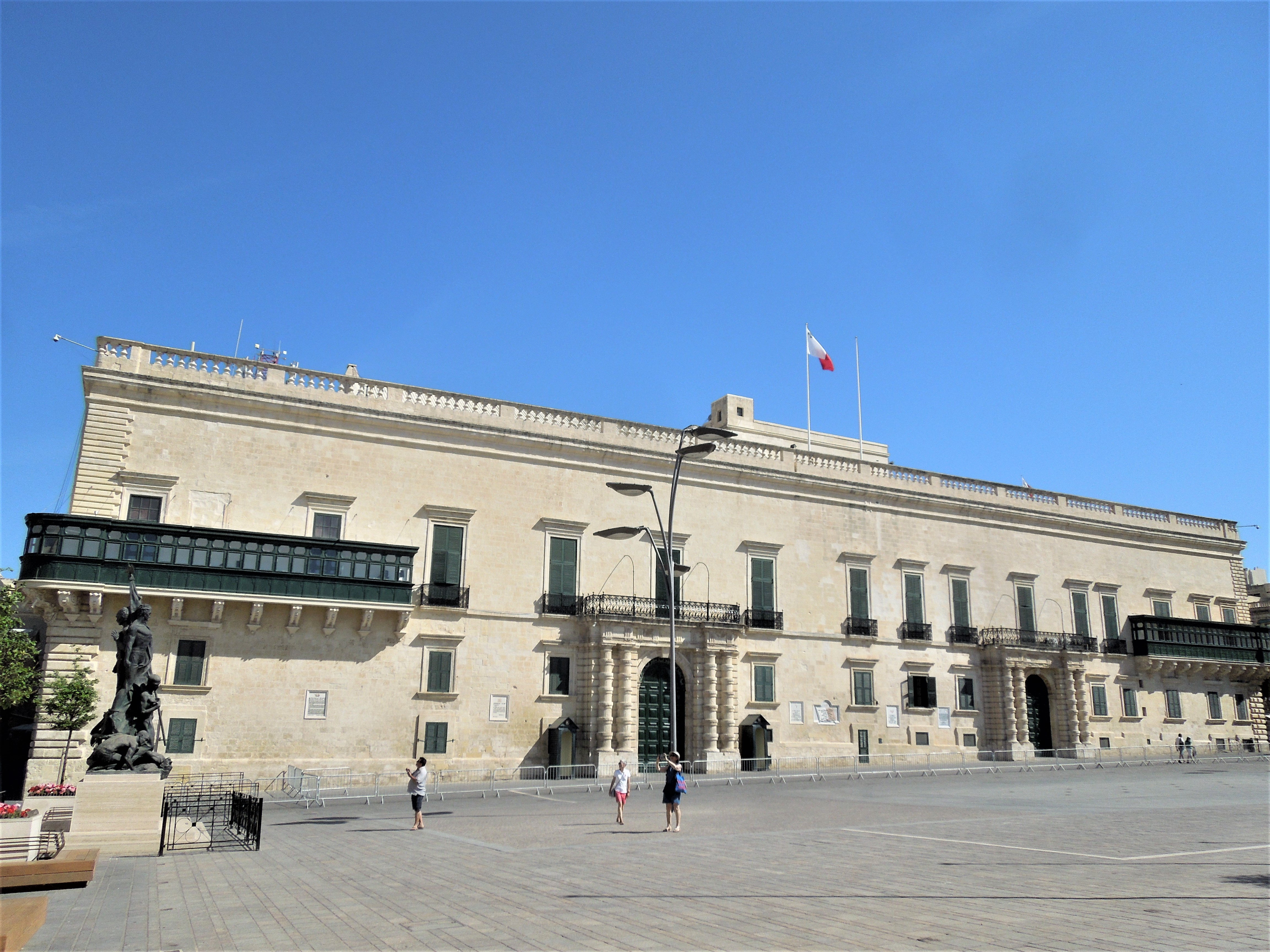
Großmeisterpalast, Valletta

In Valletta gibt es insgesamt 16 staatliche Museen, die bedeutendsten sind das National Museum of Archaeology, das War Museum, das Malta Post-Museum, das National Museum of Fine Arts und der Grandmaster’s Palace.
Im Ort Qawra steht das Malta National Aquarium. Im selben Ort gibt es ein Oldtimer-Museum, die Malta Classic Car Collection.
Weitere interessante Sammlungen sind das Fort Rinella in Kalkara mit historischer Militärtechnik (unter anderem eine 100-Tonnen-Kanone), das Palazzo Falson Historic House Museum (in Mdina) sowie das Malta Aviation Museum (in Ta’ Qali).
In der Hauptstadt stehen das Teatru Manoel, das St. James Cavalier Centre for Creativity sowie das Mediterranean Conference Centre. In den erhaltenen Resten des bei Bombardements im Zweiten Weltkrieg zerstörten Royal Opera House wurde eine Freiluftkonzertanlage eingerichtet.
Auf den beiden bewohnten Inseln gibt es entsprechend einer Zusammenstellung im Internet sechs Multiplex-Kinos und einige Kinosäle in anderen Gebäuden.

### Musik
Drei Liedtypen bestimmen die maltesische Volksliedtradition L-Għana ('ana' ausgesprochen). Die beliebteste davon erfordert Schlagfertigkeit und ist besonders unterhaltsam, da sie ein Duett oder Quartett mit Wettstreitcharakter ist, bei dem die beiden Sänger oder Sängerpaare versuchen, sich gegenseitig auszustechen, und das Publikum mit Zwischenrufen eingreift. In anderen Liedern werden in epischer Breite Geschichten erzählt, um das Gedächtnis an wichtige Geschehnisse zu erhalten. Eine weitere Form, Bormla, die meist von Frauen gesungen wird, zeichnet sich durch die melismatische Melodieführung auf langgezogenen Silben aus und hat an Beliebtheit verloren. L-Għana wurde 2021 in die UNESCO-Liste des immateriellen Kulturerbes der Menschheit aufgenommen.

### Maltesische Literatur
Die Standardisierung des Maltesischen und sein Ausbau zur modernen Schrift- und Literatursprache erfolgte ab Anfang des 19. Jahrhunderts, zunächst durch Mikiel Anton Vassalli, der von der französischen Aufklärung beeinflusst war. Bis weit ins 20. Jahrhundert dominierte eine Literatur der nationalen Romantik. Als maltesischer Nationaldichter gilt der Priester Dun Karm Psaila (1871–1961), der auch den Text der maltesischen Nationalhymne schuf. Einer der ersten Schriftsteller maltesischer Sprache, der auch im Ausland bekannt wurde, war Karmenu Vassallo (1913–1987). Als wichtiger Romanautor Maltas gilt heute Frans Sammut (1945–2011).
Viele moderne maltesische Schriftsteller sind bilingual, sie schreiben meist in maltesischer und englischer, manchmal auch in italienischer Sprache. Im Jahr 1989 erschien in der Bundesrepublik erstmals eine Anthologie maltesischer Literatur. Der National Book Council (Kunsill nazzjonali tal-ktieb) verleiht jährlich Buchpreise in mehreren Kategorien. 2020 erhielt Georg Peresso, der auch Theaterstücke schreibt, einen Preis in der Kategorie Roman. John Aquilina, ein bereits bekannter Lyriker, erhielt den ersten Preis für Lyrik (in maltesischer Sprache). Carlo Bonini, Manuel Delia und John Sweeney wurden für ihr politisches Sachbuch Murder on the Malta Express: Who Killed Daphne Caruana Galizia? ausgezeichnet.
In den Jahren 1999 bis 2006 erschien die maltesische Enzyklopädie Kullana Kulturali.

### Ständige Feste und Veranstaltungen
Am 31. März wird der Tag der Freiheit gefeiert, am 1. Mai der Tag der Arbeit, am 21. September der Tag der Unabhängigkeit und am 13. Dezember der Tag der Republik. Auch eine Landwirtschaftsmesse findet einmal jährlich statt.
Darüber hinaus gibt es die folgenden Kulturveranstaltungen:
- Maltesischer Karneval (maltesisch il-karnival ta’ Malta)
- ein eintägiges Musikfestival (Isle of MTV) auf dem Fosos-Platz in Floriana, seit 2007. Bereits 50.000 Besucher wurden gezählt.
- Regionale christliche Feiern wie die Heilige Woche oder Mnarja (l-Imnarja), eine Verehrung für die Heiligen Peter und Paul, die häufig als ein mehrtägiges Fest begangen werden.[196] Am letzten Tag werden die Heiligenfiguren in einer Prozession durch den festlich geschmückten Ort getragen. 2023 wurden diese „Dorffeste“ als Immaterielles Kulturerbe der Menschheit anerkannt.[197]

### Medien
Malta besitzt ein sehr engmaschiges Mediennetz, das stark an das Vorbild der ehemaligen Kolonialmacht Großbritannien angelehnt ist. So lautet auch der Name der größten Tageszeitung, herausgegeben von der Allied Newspapers Ltd., Bezug nehmend auf die Londoner The Times, The Times of Malta. Das mitte-rechts orientierte Blatt erscheint seit 1930 und ist somit die traditionsreichste Zeitung des Landes und hat mit einer Auflage von 37.000 einen Marktanteil von 27 %. Bis 1935 erschien The Times of Malta in einer wöchentlichen Auflage, danach täglich. Die Sonntagsausgabe Sunday Times hat einen Marktanteil von 51,6 %. Eine weitere wichtige Tageszeitung ist The Malta Independent. Seit 1999 wird jeweils mittwochs und sonntags die liberale Malta Today im Tabloid-Format publiziert. Die auflagenstärkste Boulevardzeitung ist The People. The Malta Star ist die einzige reine Internet-Zeitung Maltas.
Der Zweisprachigkeit Maltas ist es geschuldet, dass etwa die Hälfte der Zeitungen auf Englisch und die Hälfte auf Maltesisch erscheint. Unter den maltesischsprachigen Printmedien hat die Sonntagszeitung It-Torċa („Die Fackel“) die größte Reichweite. Darüber hinaus gibt es zahlreiche maltesischsprachige Wochenblätter und Partei-, Kirchen- und Gewerkschaftszeitungen. Die wichtigste in diesem Segment ist In-Nazzjon („Die Nation“), die der Partit Nazzjonalista (Nationalist Party) nahesteht.
Hörfunk und Fernsehen sind die wichtigsten Informationsquellen der Bevölkerung Maltas. Sie liegen zum größten Teil in der Hand der öffentlich-rechtlichen Public Broadcasting Services (PBS). Diese strahlen die Hörfunkprogramme Radju Malta, Radju Malta 2 (beide maltesischsprachig) und Magic Malta (englischsprachig moderiert) aus. Letzteres ist mit einem geringen Wortanteil und modernen Musikprogrammen besonders bei der jungen Bevölkerung, aber auch bei ausländischen Touristen beliebt. Der größte private Rundfunksender ist das Bay Radio. Ferner gibt es unter anderem die katholische Rundfunkstation RTK und das der Partit Nazzjonalista gehörende Radio 101. Insgesamt existieren 14 landesweite Radioprogramme sowie 19 Regionalsender auf Malta und elf Regionalsender auf Gozo.
Mit TV Malta (TVM) stellen die PBS, die seit 1975 Mitglied der Europäischen Rundfunkunion sind, auch den größten landesweiten Fernsehsender. Sieben weitere Sender sind im ganzen Land empfangbar: One Television, NET Television, Smash Television, Favourite Channel, ITV, Education22 und Family TV. Die Mehrzahl der Sender ist staatlich finanziert. One Television, produziert von der One Productions Ltd., dient als Sprachrohr der Partit Laburista (Labour Party), während das von der Media Link Communications Ltd. ausgestrahlte NET Television der Partit Nazzjonalista zugerechnet wird. Die Smash Communications Ltd. (Smash Television) ist hingegen ein privates Unternehmen.
Die staatliche Broadcasting Authority überwacht alle Fernsehstationen und stellt neben der Einhaltung von Legalitäts- und Lizenzverpflichtungen auch die Einhaltung des Objektivitätsprinzips in der politischen Berichterstattung sicher. Ferner prüft sie die lokalen Sender dahingehend, dass sie sowohl öffentliche, private wie auch kommunale Sendungen ausstrahlen und so ein weitgespanntes, vielfältiges Programm anbieten, das möglichst viele Interessen abdeckt. Der Empfang der Fernsehprogramme ist sowohl über Kabel als auch terrestrisch möglich. Im Februar 2006 nutzten 124.000 Malteser erstgenannte Methode, sodass knapp 80 Prozent der maltesischen Haushalte einen Kabelanschluss haben. Ein noch kleiner, aber stetig steigender Prozentsatz der Bevölkerung verwendet Parabolantennen, um auch andere europäische Fernsehprogramme wie die britische BBC oder die italienische RAI zu empfangen.
Im Jahr 2023 nutzten 91,9 Prozent der Einwohner Maltas das Internet. Im Jahr 2017 war die maltesische Bevölkerung vollständig mit einem Internetanschluss von mindestens 30 Mbit versorgt.
2017 ist eine Journalistin, Daphne Caruana Galizia, auf Malta getötet worden. Sie war für ihre investigative Arbeit bekannt. Laut dem Bericht der Nichtregierungsorganisation Reporter ohne Grenzen von 2017 steht der Tod des Opfers in direktem Zusammenhang mit der journalistischen Tätigkeit. Ihr Tod wirkt laut der Organisation immer noch nach. Reporter ohne Grenzen sieht die journalistischen Arbeitsbedingungen geprägt von mangelnder Rechtsstaatlichkeit, mangelnder Unabhängigkeit der Justiz und ständigen Versuchen politischer Einflussnahme.

### Filmindustrie

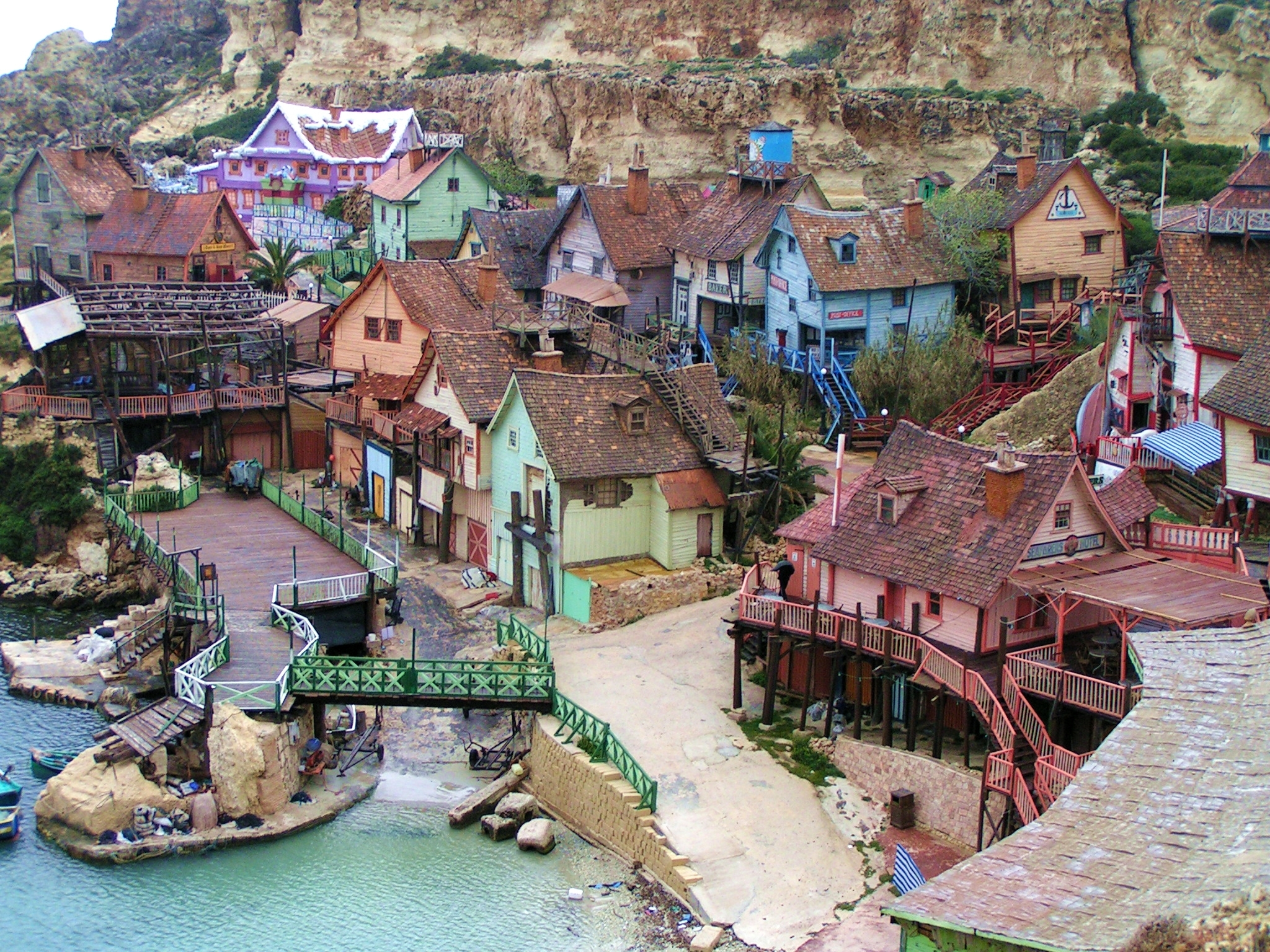
Popeye Village in der Anchor Bay

Anfangs war das Schaffen der Filmindustrie auf Malta von der günstigen Lage des maltesischen Archipels sowohl im Mittelmeer als auch innerhalb des Britischen Weltreichs bestimmt. Einige britische Produktionen nutzten Malta als Drehort. Erst seit seiner staatlichen Unabhängigkeit (1964) haben Länder außerhalb Großbritanniens die Vorteile, die Malta Filmschaffenden bietet, erkannt. So wurden die Inseln dank ihrer vielfältigen Landschaft und Architektur eine beliebte Film- und Fernsehkulisse.
Die Attraktivität des Standortes steigerten die Unterstützung der staatlichen Filmkommission und die Infrastruktur der Mediterranean Film Studios. Letztere betreiben die beiden größten für Filmdrehs geeigneten Wasserbecken der Welt (Oberflächenbecken: 122 m × 92 m bei 22 Millionen Litern, Tiefwasserbecken: 108 m × 49 m bei 43,2 Millionen Litern) und waren an Film- und Fernsehproduktionen wie Die Gustloff, Marco W. – 247 Tage im türkischen Gefängnis, Der Untergang der Pamir, Kon-Tiki, Asterix & Obelix – Im Auftrag Ihrer Majestät, Die Männer der Emden und Wickie und die starken Männer beteiligt.
Bekannte Kinofilme, die teilweise auf Malta gedreht wurden, sind U-571, Monte Cristo, Troja, Alexander, Gladiator, 12 Uhr nachts – Midnight Express, The Da Vinci Code – Sakrileg und München; zu den dort entstandenen Fernsehproduktionen zählt insbesondere Game of Thrones. Der Kinofilm Gladiator trug dazu bei, Maltas Dienstleistungsangebot rund um den Film neu zu beleben und für Malta als Filmkulisse zu werben. So dienten Maltas Gebäude und Straßen der Darstellung des antiken Roms, der Hafenstadt Marseille im 19. Jahrhundert und Beiruts in den 1960er Jahren.
Für die Wirtschaft der Republik Malta ist die Filmindustrie unter zwei Gesichtspunkten interessant. Zum einen ist sie ein wichtiges Feld des schnell wachsenden Dienstleistungssektors, zum anderen trägt sie zum Tourismus bei (zum Beispiel Popeye Village). Die Wirtschaftsleistung der Filmindustrie variiert je nach Auftragslage von Jahr zu Jahr. 2015 galt als Rekordjahr, da mehr als 100 Millionen Euro durch den Filmsektor in die maltesische Wirtschaft flossen. 2014 beliefen sich die Investitionen dagegen nur auf 29 Millionen Euro.

### Malta in der Literatur
- David Ball: Asha, Sohn von Malta, 2003
- David Conti: Don Cavelli und die Stille Stadt. Die siebte Mission, 2022
- Jürgen Ebertowski: Maltagold, 1994
- Jürgen Ebertowski: Der letzte Großmeister, 2012
- Jörg Fauser: Der Schneemann, 1981
- Sigurd Göttlicher: Malteser Blut, 2014
- Alexander Kent: Donner unter der Kimm: Admiral Bolitho und das Tribunal von Malta, 1986
- Alexander Kent: Das letzte Gefecht: Admiral Bolitho vor Malta, 1998
- Walter Laufenberg: Hypogäum – Triumph der Venus von Malta, 2013
- Walter Laufenberg: Favoritin zweier Herren, 2010
- Walter Laufenberg: Sarkophag, 2008
- Nicholas Monsarrat: Der Kaplan von Malta, 1973
- Johann Peters: Der Falke von Malta, 2013
- Dan Turèll: Mord auf Malta, 2004
- Tim Willocks: Das Sakrament, 2006

### Schiffe und Boote

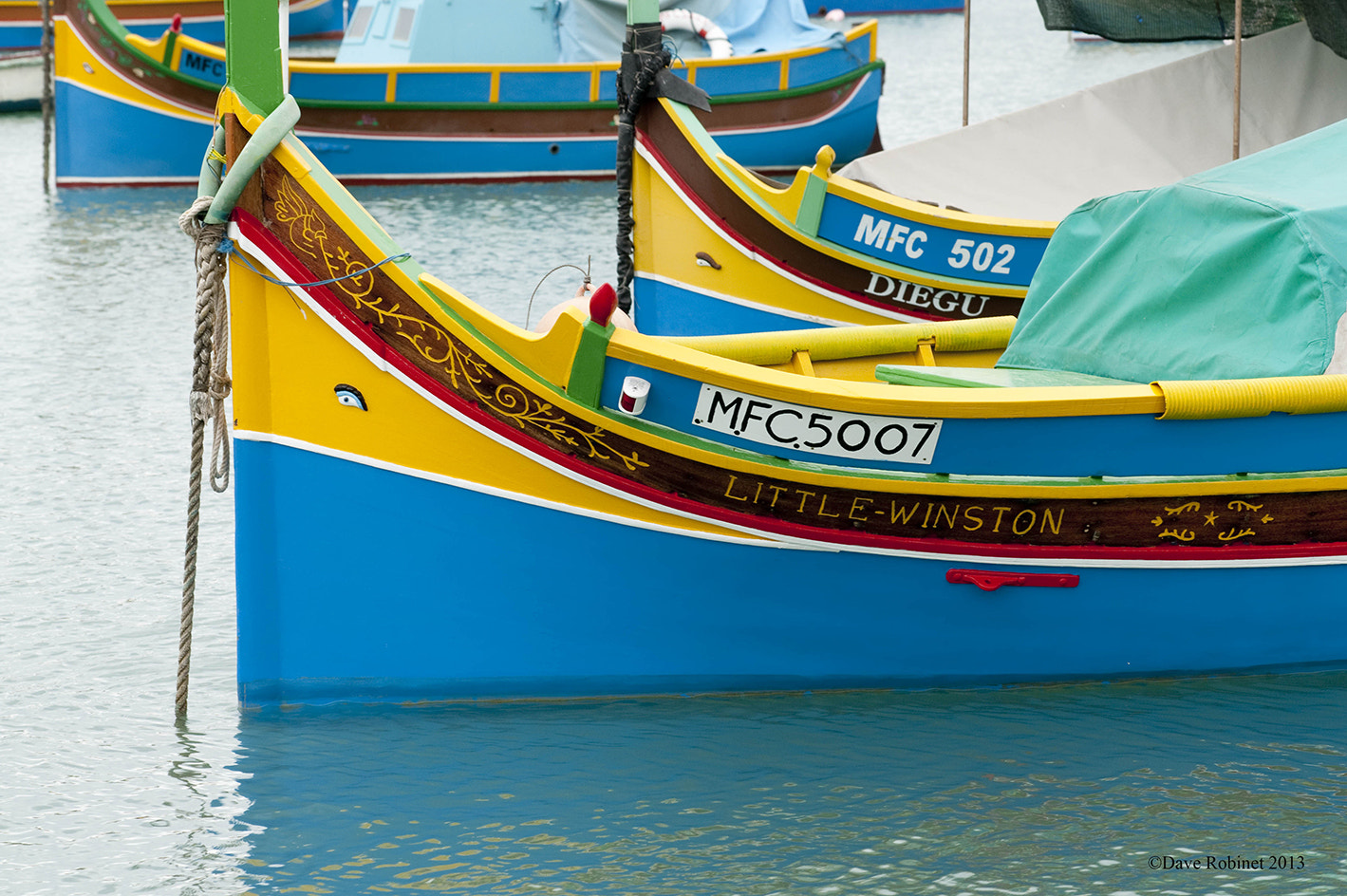
Luzzu

Eine Besonderheit der Maltesischen Inseln sind die Luzzus, bunt bemalte hölzerne Fischerboote, deren Bug mit Augen (Horus- oder Osirisauge) verziert ist. Die Bauweise der Boote soll auf die Phönizier zurückgehen; das Auge sollte der Überlieferung zufolge die Fischer vor Gefahren schützen. Zusätzlich tragen die Boote zumeist die Namen christlicher Heiliger.
Die farbenfrohen Boote sind ein beliebtes Fotomotiv für Touristen; daher wird ihr Unterhalt von der Regierung bezuschusst. Sie werden aber von den Fischern als Arbeitsgerät genutzt. Einige moderne Ausflugsboote für Touristen sind im Stil dem traditionellen Luzzu nachempfunden.

### Maltesische Küche und Getränke
Ġbejna ist ein kleiner Käse aus Ziegenmilch. Sehr beliebt sind Kapern, Kaninchen und natürlich der Nationalfisch, die Goldmakrele (‚Lampuki‘), aber auch Pastizzi und Qassatas. Das sind Teigtaschen, die mit Ricotta, Thunfisch, Fleisch, Spinat oder Erbsen gefüllt sind. In Malta isst man auch gerne Qagħaq tal-Għasel, Bigilla, Aljotta und Nougat (Kuchen). Die maltesische Küche hat viel gemeinsam mit der italienischen und der griechischen Küche.

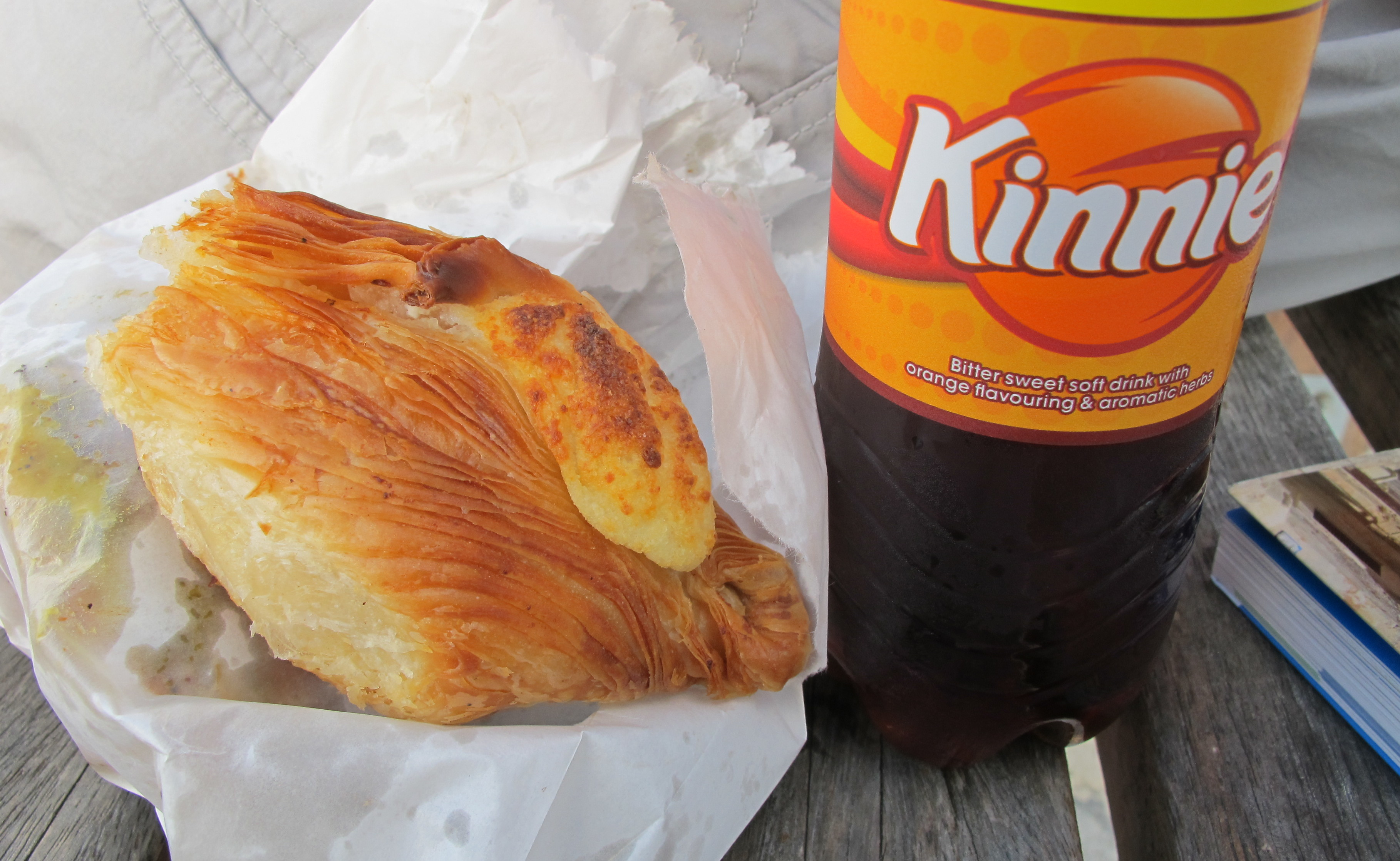
Pastizzi mit Käse und eine Flasche Kinnie

Ħobż biż-żejt oder Il-Ftira ist ein Sauerteigfladenbrot, das aufgeschnitten und wie ein Sandwich belegt wird. Als „kulinarische Kunst“ wurde es 2020 als Immaterielles Kulturerbe der Menschheit anerkannt.
Kinnie ist der Name einer auf Malta hergestellten Limonade, die unter anderem aus Bitterorangen und Kräutern, insbesondere Wermutkraut hergestellt wird. Das bernsteinfarbene, alkoholfreie und kohlensäurehaltige Getränk hat einen bitter-süßen Geschmack. Ein weiteres bekanntes maltesisches Getränk ist das Lagerbier Cisk. Aufgrund der geographische Lage und den klimatischen Bedingungen werden auf Malta auch vermehrt Weine produziert. Darüber hinaus gibt es auch eine Vielzahl an verschiedenen Likören.

### Feiertage

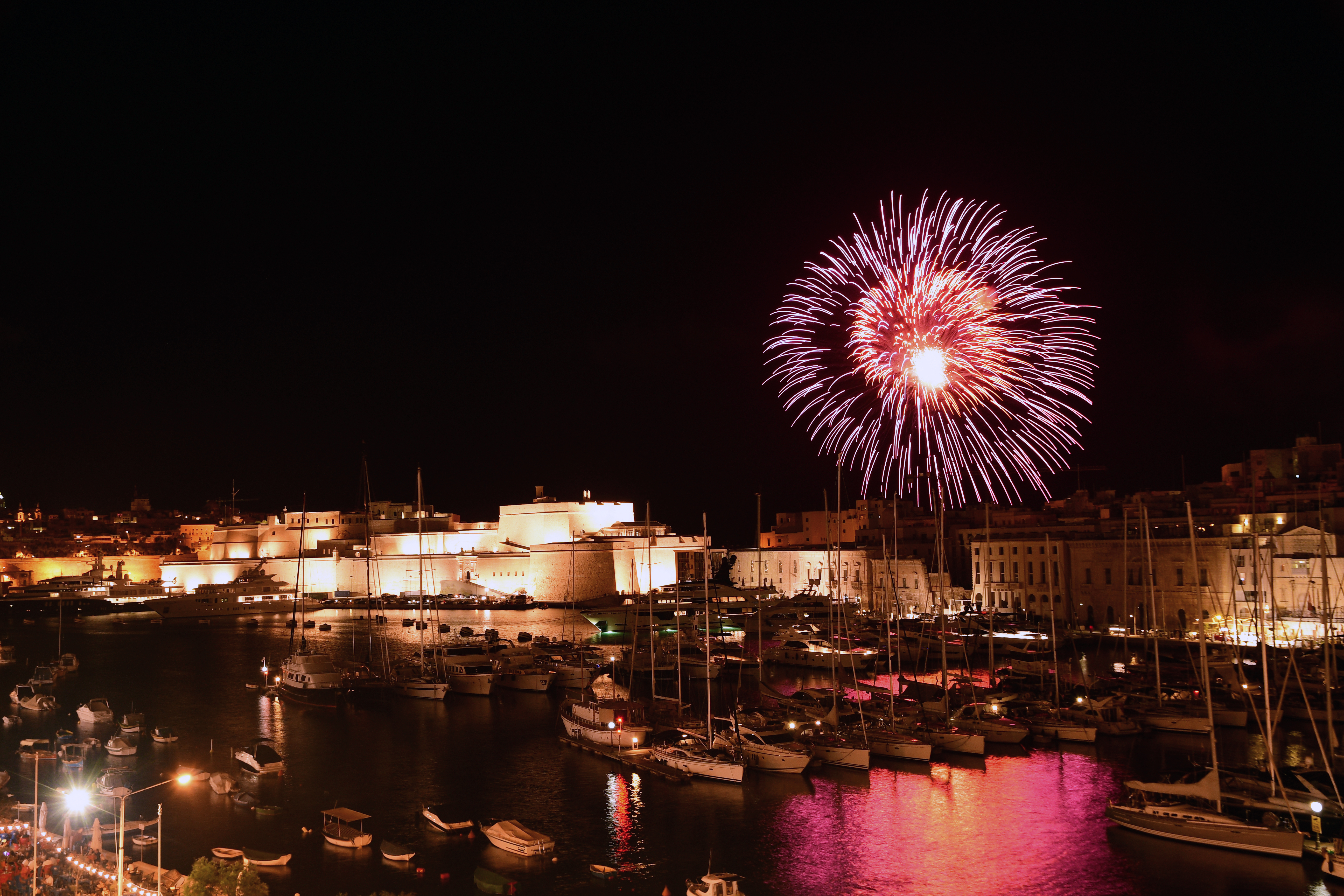
Feierlichkeiten zum Tag des Sieges, 8. September 2016

Außer den in vielen europäischen Ländern üblichen Feiertagen (Neujahr, Karfreitag, Ostern, Pfingsten, Tag der Arbeit, Mariä Himmelfahrt, Mariä Empfängnis und Weihnachten) sind folgende Tage offizielle Feiertage:
- 10. Februar: In-Nawfraġju ta’ San Pawl (englisch Feast of St. Paul’s Shipwreck, Gedenktag zu Ehren des Schiffbruchs des Heiligen Paulus im Jahr 60 vor Malta)
- 19. März: San Ġużepp (Feast of Saint Joseph, St. Joseph)
- 31. März: Jum il-Ħelsien (Freedom Day, Abzug der letzten britischen Truppen 1979)
- 7. Juni: Sette Giugno (Sette Giugno, Nationalfeiertag)
- 29. Juni: L-Imnarja (Feast of Saints Peter and Paul, St. Peter und Paul)
- 8. September: Il-Vittorja (Our Lady of Victory, Ende der großen Belagerung durch die Osmanen 1565)
- 21. September: L-Indipendenza (Independence Day, Tag der Unabhängigkeit 1964)
- 13. Dezember: Jum ir-Repubblika (Republic Day, Ausrufung der Republik 1974)

### Sport
Etabliert sind auf Malta Fußball (höchste Spielklasse Maltese Premier League mit zwölf Mannschaften; siehe auch Fußball in Malta), Wasserball, Rugby, Motorsport und Snooker. Als Amateursport gibt es zudem häufig Sportklettern, Surfen, Boxen und Kickboxen sowie Tennis und Boccia (Boċċi). Der Royal Malta Yacht Club (RMYC) hat seine Clubanlagen in Ta’ Xbiex und veranstaltet große Regatten wie das Rolex Middle Sea Race (Rund um Sardinien mit Start- und Zielpunkt Malta) seit 1968.
Special Olympics Malta wurde 2000 gegründet und nahm mehrmals an Special Olympics Weltspielen teil.

## Umwelt

### Klimawandel und steigende Temperaturen
Malta ist besonders stark von den Auswirkungen des Klimawandels betroffen. Die Insel erlebt steigende Temperaturen, Dürreperioden und Desertifikation, was die Wasserknappheit und den Verlust fruchtbarer Böden verschärft. Das Mittelmeer erwärmt sich zunehmend („Tropikalisierung“), was das marine und terrestrische Ökosystem auf Malta direkt beeinflusst.

### Überbevölkerung und Flächenverbrauch
Malta ist einer der am dichtesten besiedelten Staaten Europas. Der begrenzte Raum führt zu massivem Druck auf Grünflächen und natürliche Lebensräume. Die Bebauung nimmt stetig zu, was den Lebensraum für Flora und Fauna weiter einschränkt.

### Verkehr und Luftverschmutzung
Das Auto ist das Hauptverkehrsmittel, was zu starker Verkehrsüberlastung, erhöhten CO₂-Emissionen und Luftverschmutzung führt. Dies schädigt auch historische Bausubstanz und beeinträchtigt die Lebensqualität. Die Regierung wird kritisiert, weil sie zu wenig gegen die hohe Autodichte unternimmt.

### Abfall und Umweltverschmutzung
Die Entsorgung von Haus- und Bauschutt stellt eine Herausforderung dar. Zwar gibt es Fortschritte bei Mülltrennung und Recycling, doch die Abfallmengen bleiben hoch. Die Nutzung fossiler Brennstoffe, insbesondere Schweröl, hat in der Vergangenheit zu erheblicher Luftverschmutzung geführt. Technologische Modernisierungen haben die Situation verbessert, aber Malta ist weiterhin stark von fossilen Energien abhängig.

### Wasserknappheit
Frischwasser ist auf Malta extrem knapp. Die steigende Nachfrage und unsichere Grundwasserressourcen führen dazu, dass die Insel auf energieintensive Meerwasserentsalzung angewiesen ist. Die Wasserinfrastruktur ist unterdimensioniert, und ein Teil des Abwassers gelangt weiterhin ungeklärt ins Meer.